# 広島市
広島市（ひろしまし）は、広島県の西部、安芸地方にある市。広島県の県庁所在地であり、中国・四国地方最多の人口を有する都市であり、政令指定都市の一つ。人口は東京23区を除いた場合国内10位。中国地方を管轄する大企業の支店や官公庁の出先機関が置かれる支店経済都市・地方中枢都市でもある。
中国地方の中西部にあり、市域は中区・東区・南区・西区・安佐南区・安佐北区・安芸区・佐伯区の8区で構成されている。

## 概要
| リーガロイヤルホテル広島から見た広島市の中心業務地区（2016年4月） |  | 黄金山から見た広島のスカイライン夜景（2020年11月）  |
| リーガロイヤルホテル広島から見た広島市の中心業務地区（2016年4月） |  | 黄金山から見た広島のスカイライン夜景 （2020年11月） |

世界史上初めて核兵器（原子爆弾）で爆撃された都市として世界的に知名度が高い。それ故に「国際平和文化都市」としても一定の影響力を持っており、広島市長の発案で創設された「平和首長会議」には150を超える国から7,400以上の自治体が加盟している。第二次世界大戦以前には日本でも代表的な「軍事都市」であった。
古代・中世には現在の広島市街地がある太田川デルタ（三角州）は形成されておらず、安芸国の中心としては国府が現在の安芸郡府中町または東広島市西条にあったと推定され、太田川中下流域の祇園・戸坂 から可部 にかけて荘園、郷が広がっていた。16世紀末、戦国武将の毛利輝元が太田川デルタを干拓して築城を開始したのをきっかけに地域の中枢機能が太田川デルタへ移り、都市としての広島の発展が始まった。江戸時代には、広島藩42万石の城下町として藩主浅野氏のもとで発展した。明治時代に入ると陸海軍の拠点が集中する軍事都市（軍都）となり、日清戦争時には広島大本営が置かれて明治天皇が行在し、第7回帝国議会は広島市で開かれるなど、臨時の首都機能を担った。広島城内には陸軍第五師団司令部、広島駅西に第二総軍司令部、その周囲には各部隊駐屯地などが配置された。
第二次世界大戦末期の1945年8月6日、アメリカ軍の戦略爆撃機B-29「エノラ・ゲイ」によって広島市中心部の相生橋上空に原子爆弾「リトルボーイ」が投下され、きのこ雲が立ち上り、市街地は一瞬にして破壊された。投下当日中に数万人、1945年末までに推計13万人の人命が奪われ、生存者も火傷痕（ケロイド）、放射線後遺症、精神的後遺症（PTSDなど）、遺伝への不安に生涯苦しむなど、市民が経験した苦痛は人類史上類を見ないものであった。
1945年8月6日の原爆投下後は一時的に死亡者が急増して人口が大幅に減少した。広島市の人口の20パーセント近くが減少したが、戦後は重工業やマツダ（安芸郡府中町）などの自動車産業を中心に見事復興し、現在では瀬戸内工業地域の主要な工業都市となっている。後述するように、1970年代に安佐郡や高田郡の周辺町村を立て続けに編入し、1980年4月1日には全国で10番目となる政令指定都市に指定された。1985年3月に人口が100万人を突破し、現在では全国の市で10番目の人口を抱える（→日本の市の人口順位）。広島都市圏の中核として、中国・四国地方最多の人口を誇り、地域内では唯一の100万都市である。また、一部を除いて国の行政機関の地方支分部局が設置されている（中国四国農政局や中国四国地方環境事務所などは岡山市に所在）ため、中国・四国地方における地方中枢都市の一角を担う存在である。東京や大阪に本社を置く大企業が中国地方を統括する支店・支社が多数立地しており、支店経済都市としての性格もある。札幌市・仙台市・福岡市とともに、日本三大都市に次ぐ規模を誇る都市として、通称「札仙広福」と呼ばれる地方中枢都市を担う一角である。一方で都市圏人口としては岡山都市圏が中四国地方で最大である（ただし都市圏面積は広島都市圏より大きく、人口密度が低い）。
市内交通を担う広島電鉄（広電）は、路面電車としては規模・乗車人数において国内最大であり、日本一の路面電車の街となっている。 地方中枢都市の中では唯一、狭義の地下鉄が通っていないが（建設計画はあった→広島市営地下鉄）、日本最大規模を誇る路面電車の広島電鉄とバスが市内交通を担っている。
広島市の地理的・経済的特徴を示す語として「3Bの街」という語が挙げられる。これは、市内にバス路線（Bus）が多い、東京・大阪などに本社を持つ企業の支店（Branch）が多い（支店経済都市）、市街地がデルタ地帯にあるため橋（bridge）が多いことに由来する。
東で東広島市と北で北広島町と、広島が付く市町と隣接している。広島県ではなく北海道に北広島市が存在しており、その理由は、明治時代に広島県人が北海道札幌県札幌郡に入植し、それにちなんで自治体名を札幌郡広島村（その後広島町、北広島市に名称変更）としたためである。

### 市名の由来
広島という地名は、戦国時代末期、この地を支配した戦国大名の毛利輝元が太田川河口のデルタ地帯に広島城の築城を行ったことに関連して登場する。「広島」という地名の由来としては以下の2通りの説明が挙げられ、「諸説あってはっきりしない」とされることも多い。
地形に由来する説
『角川日本地名大辞典』では、広島とは「太田川河口のデルタが島のようになっていた所」を指すと推測する。『月刊百科』（平凡社）収録「地名拾遺」では、筥島（白島）の南の「当時太田川三角洲中最大の広さをもつ洲」に築城された故の名と見るのが妥当とする。
人名に由来する説
「瑞川寺縁起」などに見られる説明では、毛利氏の祖先である大江広元の「広」と、城地選定に関わった福島元長の「島」に由来する。
後年成立した「山県源右衛門覚書」によれば、天正17年（1589年）2月22日に輝元は吉田から「広島」に出向き、安北郡北荘村（現在の安佐南区東野・中筋付近）の福島元長（大和守）の屋敷に滞在しながら明星院山・比治山・己斐松山の3つの山に登って城地を見立て、4月15日に鍬初めが行われた、とある。同時代の文書では、天正17年（1589年）1月19日に輝元が二宮就辰に宛てた文書に「島普請」の文字があり、同年7月17日付けで「佐東広島之堀普請」を命じる文書がある。
第二次世界大戦後に日本語の表記が新字体・現代仮名遣いになる以前は、「廣島（廣嶋）」と表記した。

## 地理
| 広島市役所から見た広島都心部（2019年10月）  |  | 元安川沿いのおりづるタワーと原爆ドーム |
| 広島市役所から見た広島都心部 （2019年10月） |  | 元安川沿いのおりづるタワーと原爆ドーム |

### 位置
南は瀬戸内海に面し、広島湾となっている。
市の中心部を流れる太田川の河口に開けた三角州上に市街地が形成されている。太田川デルタを中心に広島平野が形成されているが、それを取り囲むように市の西部・北部・東部は丘陵地帯となっている。

### 地形
市域の80%は丘陵部であり、平地部は太田川デルタの海抜ゼロメートル地帯と北の祇園大橋（海抜5m）から可部（海抜22m）にかけての河谷平野部がほぼ平地部であるが、その周辺の山腹は宅地化が進んでおり安佐南区の伴南は標高約220m、山本新町は約197m、西区の己斐大迫は173m、古田台196mなどで造成地は山の中腹あたりまで広がっている。もちろんデルタ地帯からの連続では無い地域では佐伯区湯来町の杉並台のように標高400m 近いところもある。広島市の最高地点は佐伯区湯来町と廿日市市玖島にまたがる大峯山で標高1040mである。
以上の広島市の造成地などを含めた可住地面積率は3割ほどで、市域の7割は山林である。

#### 山地
主な山
- 大峯山（1040m）
- 白木山（889m）
- 備前坊山（789m）
- 呉娑々宇山（682m）
- 武田山（佐東銀山城 410.9m）
- 鬼ヶ城山（737m）

#### 河川
主な川
- デルタ6川
  - 太田川（太田川放水路）
  - 天満川
  - 元安川
  - 旧太田川（本川）
  - 京橋川
  - 猿猴川
- その他
  - 三篠川
  - 瀬野川
  - 八幡川
  - 府中大川
  - 古川
  - 安川
  - 山本川
  - 鈴張川
  - 二又川
  - 水内川
  - 小河内川
  - 小河原川

#### 湾岸
- 広島湾

#### 島嶼
主な島
- 似島
- 金輪島
- 宇品島（元宇品）
- 峠島

### 気候
沿岸部から中山間地域までを市域にもつため気候は複雑である。市域北部（安佐北区、安佐南区、佐伯区北部）は日本海側気候と瀬戸内海式気候の境界に当たるが、市域南部は瀬戸内海式気候で晴天の日が多く温暖である。夏は暑く、瀬戸内海特有の凪も発生する。しばしば摂氏35度以上の猛暑日を記録する。冬には空気が乾燥して晴天になる日が多いが、冬型の気圧配置が強まると北西の季節風の影響で雪が降ることもある。山間部の気温は緯度の割に低く、冬にはよく氷点下まで下がる。降雪日数は瀬戸内海沿岸都市の中では多いが、積雪は市北部を除けばそれ程多くはならない。しかし、稀に雪雲が絶えず日本海より供給され続け市内中心部でも10から15センチ程度の大雪に見舞われることもある。路面凍結も起こり、国道488号のように冬期は閉鎖される道路もある。冬から春にかけては、中国大陸由来の黄砂が飛来して視界が霞んだり、うっすら積もることもある。広島気象台は1987年12月22日に中区の江波山公園から繁華街の中区上八丁堀に移転したため、気温などがデータ上大幅に上昇した。旧広島気象台は広島市江波山気象館として保存されている。
広島市の年降雨量は1349mm で全国平均（1596mm）より少ないが、瀬戸内でも顕著な少雨地域である岡山市（921mm）や高松市（872mm）よりは多い。年間降水日数は90日で、全国5番目に降水日の少ない県庁所在地である。
| 広島市（広島地方気象台、標高4m）の気候                      | 広島市（広島地方気象台、標高4m）の気候 | 広島市（広島地方気象台、標高4m）の気候 | 広島市（広島地方気象台、標高4m）の気候 | 広島市（広島地方気象台、標高4m）の気候 | 広島市（広島地方気象台、標高4m）の気候 | 広島市（広島地方気象台、標高4m）の気候 | 広島市（広島地方気象台、標高4m）の気候 | 広島市（広島地方気象台、標高4m）の気候 | 広島市（広島地方気象台、標高4m）の気候 | 広島市（広島地方気象台、標高4m）の気候 | 広島市（広島地方気象台、標高4m）の気候 | 広島市（広島地方気象台、標高4m）の気候 | 広島市（広島地方気象台、標高4m）の気候 |
| 月                                                          | 1月                                    | 2月                                    | 3月                                    | 4月                                    | 5月                                    | 6月                                    | 7月                                    | 8月                                    | 9月                                    | 10月                                   | 11月                                   | 12月                                   | 年                                     |
| ----------------------------------------------------------- | -------------------------------------- | -------------------------------------- | -------------------------------------- | -------------------------------------- | -------------------------------------- | -------------------------------------- | -------------------------------------- | -------------------------------------- | -------------------------------------- | -------------------------------------- | -------------------------------------- | -------------------------------------- | -------------------------------------- |
| 最高気温記録 °C （°F）                                      | 18.8 (65.8)                            | 21.5 (70.7)                            | 23.7 (74.7)                            | 29.0 (84.2)                            | 31.5 (88.7)                            | 34.4 (93.9)                            | 38.7 (101.7)                           | 38.7 (101.7)                           | 37.4 (99.3)                            | 31.4 (88.5)                            | 26.3 (79.3)                            | 22.3 (72.1)                            | 38.7 (101.7)                           |
| 平均最高気温 °C （°F）                                      | 9.9 (49.8)                             | 10.9 (51.6)                            | 14.5 (58.1)                            | 19.8 (67.6)                            | 24.4 (75.9)                            | 27.2 (81)                              | 30.9 (87.6)                            | 32.8 (91)                              | 29.1 (84.4)                            | 23.7 (74.7)                            | 17.7 (63.9)                            | 12.1 (53.8)                            | 21.1 (70)                              |
| 日平均気温 °C （°F）                                        | 5.4 (41.7)                             | 6.2 (43.2)                             | 9.5 (49.1)                             | 14.8 (58.6)                            | 19.6 (67.3)                            | 23.2 (73.8)                            | 27.2 (81)                              | 28.5 (83.3)                            | 24.7 (76.5)                            | 18.8 (65.8)                            | 12.9 (55.2)                            | 7.5 (45.5)                             | 16.5 (61.7)                            |
| 平均最低気温 °C （°F）                                      | 2.0 (35.6)                             | 2.4 (36.3)                             | 5.1 (41.2)                             | 10.1 (50.2)                            | 15.1 (59.2)                            | 19.8 (67.6)                            | 24.1 (75.4)                            | 25.1 (77.2)                            | 21.1 (70)                              | 14.9 (58.8)                            | 8.9 (48)                               | 4.0 (39.2)                             | 12.7 (54.9)                            |
| 最低気温記録 °C （°F）                                      | −8.5 (16.7)                            | −8.3 (17.1)                            | −7.2 (19)                              | −1.4 (29.5)                            | 1.8 (35.2)                             | 6.6 (43.9)                             | 14.1 (57.4)                            | 13.7 (56.7)                            | 8.6 (47.5)                             | 1.5 (34.7)                             | −2.6 (27.3)                            | −8.6 (16.5)                            | −8.6 (16.5)                            |
| 降水量 mm （inch）                                          | 46.2 (1.819)                           | 64.0 (2.52)                            | 118.3 (4.657)                          | 141.0 (5.551)                          | 169.8 (6.685)                          | 226.5 (8.917)                          | 279.8 (11.016)                         | 131.4 (5.173)                          | 162.7 (6.406)                          | 109.2 (4.299)                          | 69.3 (2.728)                           | 54.0 (2.126)                           | 1,572.2 (61.898)                       |
| 降雪量 cm （inch）                                          | 3 (1.2)                                | 3 (1.2)                                | 0 (0)                                  | 0 (0)                                  | 0 (0)                                  | 0 (0)                                  | 0 (0)                                  | 0 (0)                                  | 0 (0)                                  | 0 (0)                                  | 0 (0)                                  | 2 (0.8)                                | 8 (3.1)                                |
| 平均降水日数 （≥0.5mm）                                     | 6.8                                    | 8.3                                    | 10.6                                   | 9.9                                    | 9.7                                    | 11.9                                   | 11.6                                   | 8.6                                    | 9.6                                    | 7.1                                    | 6.9                                    | 7.6                                    | 108.6                                  |
| 平均降雪日数 （≥0cm）                                       | 8.2                                    | 6.5                                    | 2.3                                    | 0                                      | 0                                      | 0                                      | 0                                      | 0                                      | 0                                      | 0                                      | 0.2                                    | 4.6                                    | 21.8                                   |
| % 湿度                                                      | 66                                     | 65                                     | 62                                     | 61                                     | 63                                     | 71                                     | 73                                     | 69                                     | 68                                     | 66                                     | 67                                     | 68                                     | 67                                     |
| 平均月間日照時間                                            | 138.6                                  | 140.1                                  | 176.7                                  | 191.9                                  | 210.8                                  | 154.6                                  | 173.4                                  | 207.3                                  | 167.3                                  | 178.6                                  | 153.3                                  | 140.6                                  | 2,033.1                                |
| 出典：気象庁 (平均値：1991年-2020年、気温極値：1879年-現在) |                                        |                                        |                                        |                                        |                                        |                                        |                                        |                                        |                                        |                                        |                                        |                                        |                                        |

| 広島（広島地方気象台・江波山公園）・1961 - 1990年平均の気候 | 広島（広島地方気象台・江波山公園）・1961 - 1990年平均の気候 | 広島（広島地方気象台・江波山公園）・1961 - 1990年平均の気候 | 広島（広島地方気象台・江波山公園）・1961 - 1990年平均の気候 | 広島（広島地方気象台・江波山公園）・1961 - 1990年平均の気候 | 広島（広島地方気象台・江波山公園）・1961 - 1990年平均の気候 | 広島（広島地方気象台・江波山公園）・1961 - 1990年平均の気候 | 広島（広島地方気象台・江波山公園）・1961 - 1990年平均の気候 | 広島（広島地方気象台・江波山公園）・1961 - 1990年平均の気候 | 広島（広島地方気象台・江波山公園）・1961 - 1990年平均の気候 | 広島（広島地方気象台・江波山公園）・1961 - 1990年平均の気候 | 広島（広島地方気象台・江波山公園）・1961 - 1990年平均の気候 | 広島（広島地方気象台・江波山公園）・1961 - 1990年平均の気候 | 広島（広島地方気象台・江波山公園）・1961 - 1990年平均の気候 |
| 月                                                          | 1月                                                         | 2月                                                         | 3月                                                         | 4月                                                         | 5月                                                         | 6月                                                         | 7月                                                         | 8月                                                         | 9月                                                         | 10月                                                        | 11月                                                        | 12月                                                        | 年                                                          |
| ----------------------------------------------------------- | ----------------------------------------------------------- | ----------------------------------------------------------- | ----------------------------------------------------------- | ----------------------------------------------------------- | ----------------------------------------------------------- | ----------------------------------------------------------- | ----------------------------------------------------------- | ----------------------------------------------------------- | ----------------------------------------------------------- | ----------------------------------------------------------- | ----------------------------------------------------------- | ----------------------------------------------------------- | ----------------------------------------------------------- |
| 平均最高気温 °C （°F）                                      | 8.3 (46.9)                                                  | 9.1 (48.4)                                                  | 12.6 (54.7)                                                 | 18.2 (64.8)                                                 | 22.5 (72.5)                                                 | 25.3 (77.5)                                                 | 29.3 (84.7)                                                 | 30.9 (87.6)                                                 | 27.1 (80.8)                                                 | 22.0 (71.6)                                                 | 16.4 (61.5)                                                 | 11.2 (52.2)                                                 | 19.4 (66.9)                                                 |
| 日平均気温 °C （°F）                                        | 4.0 (39.2)                                                  | 4.5 (40.1)                                                  | 7.7 (45.9)                                                  | 13.4 (56.1)                                                 | 17.8 (64)                                                   | 21.4 (70.5)                                                 | 25.7 (78.3)                                                 | 26.9 (80.4)                                                 | 22.8 (73)                                                   | 17.0 (62.6)                                                 | 11.4 (52.5)                                                 | 6.5 (43.7)                                                  | 15.0 (59)                                                   |
| 平均最低気温 °C （°F）                                      | 0.4 (32.7)                                                  | 0.7 (33.3)                                                  | 3.3 (37.9)                                                  | 8.9 (48)                                                    | 13.4 (56.1)                                                 | 18.0 (64.4)                                                 | 22.7 (72.9)                                                 | 23.6 (74.5)                                                 | 19.2 (66.6)                                                 | 12.7 (54.9)                                                 | 7.2 (45)                                                    | 2.5 (36.5)                                                  | 11.1 (52)                                                   |
| 出典：理科年表                                              |                                                             |                                                             |                                                             |                                                             |                                                             |                                                             |                                                             |                                                             |                                                             |                                                             |                                                             |                                                             |                                                             |

| 三入（安佐北区）の気候   | 三入（安佐北区）の気候 | 三入（安佐北区）の気候 | 三入（安佐北区）の気候 | 三入（安佐北区）の気候 | 三入（安佐北区）の気候 | 三入（安佐北区）の気候 | 三入（安佐北区）の気候 | 三入（安佐北区）の気候 | 三入（安佐北区）の気候 | 三入（安佐北区）の気候 | 三入（安佐北区）の気候 | 三入（安佐北区）の気候 | 三入（安佐北区）の気候 |
| 月                       | 1月                    | 2月                    | 3月                    | 4月                    | 5月                    | 6月                    | 7月                    | 8月                    | 9月                    | 10月                   | 11月                   | 12月                   | 年                     |
| ------------------------ | ---------------------- | ---------------------- | ---------------------- | ---------------------- | ---------------------- | ---------------------- | ---------------------- | ---------------------- | ---------------------- | ---------------------- | ---------------------- | ---------------------- | ---------------------- |
| 最高気温記録 °C （°F）   | 16.6 (61.9)            | 20.4 (68.7)            | 24.3 (75.7)            | 29.8 (85.6)            | 33.7 (92.7)            | 35.0 (95)              | 38.9 (102)             | 38.1 (100.6)           | 36.9 (98.4)            | 31.8 (89.2)            | 27.3 (81.1)            | 21.0 (69.8)            | 38.9 (102)             |
| 平均最高気温 °C （°F）   | 8.6 (47.5)             | 9.8 (49.6)             | 13.8 (56.8)            | 19.7 (67.5)            | 24.6 (76.3)            | 27.3 (81.1)            | 30.8 (87.4)            | 32.5 (90.5)            | 28.5 (83.3)            | 22.9 (73.2)            | 16.7 (62.1)            | 10.8 (51.4)            | 20.5 (68.9)            |
| 日平均気温 °C （°F）     | 3.5 (38.3)             | 4.4 (39.9)             | 7.8 (46)               | 13.3 (55.9)            | 18.2 (64.8)            | 22.1 (71.8)            | 26.0 (78.8)            | 27.0 (80.6)            | 22.9 (73.2)            | 16.8 (62.2)            | 10.8 (51.4)            | 5.5 (41.9)             | 14.9 (58.8)            |
| 平均最低気温 °C （°F）   | −0.5 (31.1)            | −0.1 (31.8)            | 2.5 (36.5)             | 7.3 (45.1)             | 12.5 (54.5)            | 17.7 (63.9)            | 22.2 (72)              | 22.8 (73)              | 18.7 (65.7)            | 12.0 (53.6)            | 6.1 (43)               | 1.4 (34.5)             | 10.2 (50.4)            |
| 最低気温記録 °C （°F）   | −8.1 (17.4)            | −8.6 (16.5)            | −5.0 (23)              | −1.2 (29.8)            | 3.2 (37.8)             | 8.8 (47.8)             | 14.8 (58.6)            | 15.3 (59.5)            | 8.0 (46.4)             | 1.7 (35.1)             | −2.7 (27.1)            | −6.0 (21.2)            | −8.6 (16.5)            |
| 降水量 mm （inch）       | 61.5 (2.421)           | 73.6 (2.898)           | 122.0 (4.803)          | 138.7 (5.461)          | 170.0 (6.693)          | 224.2 (8.827)          | 294.5 (11.594)         | 159.7 (6.287)          | 184.6 (7.268)          | 105.9 (4.169)          | 71.4 (2.811)           | 72.4 (2.85)            | 1,678.3 (66.075)       |
| 平均降水日数 （≥1.0 mm） | 9.1                    | 9.6                    | 10.7                   | 9.3                    | 9.1                    | 11.6                   | 11.8                   | 9.4                    | 9.3                    | 6.9                    | 7.2                    | 10.1                   | 114.1                  |
| 平均月間日照時間         | 105.3                  | 119.3                  | 159.1                  | 184.2                  | 200.4                  | 137.6                  | 152.4                  | 189.9                  | 152.8                  | 166.6                  | 135.9                  | 110.3                  | 1,813                  |
| 出典：気象庁             |                        |                        |                        |                        |                        |                        |                        |                        |                        |                        |                        |                        |                        |

### 災害

#### 水害
市域では豪雨・台風に伴う太田川の氾濫・洪水が歴史上何度も起きている。台風被害は1943年9月、1945年9月（枕崎台風）、1950年9月など9月・10月に集中している。
太田川放水路が開通する以前は、デルタ地帯の内の河川がたびたび氾濫し、1943年の水害では旭橋など（山手川）、新橋（元安川）、駅前橋（猿猴川）、広瀬橋など（天満川）、柳橋（京橋川）などが水位上昇に伴い流失している。
原爆投下1ヶ月後に襲った枕崎台風では原爆で建造物がダメージを受けていたところに太田川の堤防決壊などが加わり、
県下の死者1199人以上、行方不明者897人、罹災者13万人以上を出す惨事となった。
1960年代以降は、太田川放水路開通や高瀬堰・大芝水門設置などの治水対策により下流デルタにおける決壊・洪水は起きていない。一方でデルタ地帯では近年でも高潮による浸水被害が起きている。
1991年9月の台風19号（りんご台風）では、広島市で最大瞬間風速58.9メートルなど猛烈な風による高潮被害・塩害が広がり、長時間停電したり、街路樹や柑橘類などの果樹が枯死したりする被害が起きた。中国電力はこれをうけて管内の電柱に塩害対策を施したが、2004年9月6日の台風18号接近では市内で最大瞬間風速60.2メートル（広島地方気象台観測史上1位）の暴風が吹いて再び大きな被害を出し、対策不足が指摘された。
1999年6月末の集中豪雨（6.29豪雨災害）では広島市と呉市に被害が集中し、市内では佐伯区と安佐北区を中心に死者19名・家屋全半壊100棟を超す被害があったため、災害救助法および被災者生活再建支援法の適用を受けている。
2014年8月20日未明には市北部で3時間雨量が204mm（安佐北区三入）などの猛烈な雨が降り、安佐北区可部・安佐南区八木・同山本・同緑井などで同時多発的に大規模な土石流が発生し、死者74名、重軽傷者44名、家屋の全半壊255棟などの甚大な被害が生じた（→平成26年8月豪雨による広島市の土砂災害）。
2018年7月の西日本豪雨では、安芸区矢野東で土砂崩れにより約20棟の住宅が倒壊。安佐北区では土砂崩れにより3人が死亡したほか、東区でも土砂災害が発生した。23人が死亡、2人が行方不明、全壊129棟、半壊233棟 となった。

#### 土砂災害危険箇所
広島市は土砂災害危険箇所を合計6040か所指定している。内訳は安佐北区2085か所、佐伯区1019か所、安佐南区985か所、安芸区843か所などとなっている。高度経済成長期の人口増に伴い宅地開発が進んだが、造成対象地域は多くが平野部周縁の傾斜地・谷あいであったため、土砂災害の危険が指摘された。特に1999年の6.29豪雨災害の後に調査・研究が進み、指定数が増えた。

#### 地震
市域の多くを占める太田川デルタは中国山地から流出した真砂土による沖積平野のため地盤は軟弱で、地震ハザードステーションの地震動予測地図では市北部の低地部（長束〜可部）では「30年以内に震度6弱以上の地震」が起きる確率は26%以上としている。沿岸部の確率はこれより小さい。
太田川デルタでは江戸時代以降に6回の大地震に遭遇している。1905年（明治38年）6月2日発生した芸予地震（マグニチュード7.2）では、広島市で死者4人、負傷者70人、住家の全壊22戸、半壊19戸。さらに2001年（平成13年）3月24日には安芸灘を震源とする芸予地震（マグニチュード6.4）が発生し、広島市でも震度5強（西区、安佐南区）を観測した。市内では死者は出なかったが、多数の負傷者が出たほか宅地造成区域の法面が崩れたり（安佐南区相田町）、道路法面が沈下・亀裂を起こしたりした（西区己斐上）。また草津港（広島港草津地区）では岸壁が崩れる被害があった。

### 地域

広島市中心部周辺の空中写真。太田川河口デルタ上に市街地が形成されている。
2008年5月21日撮影の198枚を合成作成。。

#### 行政区
広島市は以下の8区で構成される（自治体コード順）。
人口はいずれも2025年7月1日時点の推計人口。
| コード  | 区名     | 人口 （人） | 面積 (km²) | 人口密度 （人/km²） |
| ------- | -------- | ----------- | ---------- | ------------------- |
| 34101-1 | 中区     | 143,828     | 15.32      | 9,388.25            |
| 34102-9 | 東区     | 115,811     | 39.42      | 2,937.87            |
| 34103-7 | 南区     | 143,165     | 26.46      | 5,410.62            |
| 34104-5 | 西区     | 185,603     | 35.61      | 5,212.1             |
| 34105-3 | 安佐南区 | 244,202     | 117.03     | 2,086.66            |
| 34106-1 | 安佐北区 | 131,965     | 353.33     | 373.49              |
| 34107-0 | 安芸区   | 72,616      | 94.08      | 771.85              |
| 34108-8 | 佐伯区   | 138,046     | 225.43     | 612.37              |
|         | 合計     | 1,175,236   | 906.69     | 1,296.18            |

当初は7区だったが、1985年、合併した佐伯郡五日市町を佐伯区とし8区となった。
旧市内
おおむね1970年代以前から広島市だった区域。
- 中区
- 東区
- 南区
- 西区

新市内
おおむね1970年代以降合併により広島市となった区域。
- 安佐南区
- 安佐北区
- 安芸区
- 佐伯区

#### 行政区画の変遷
編入自治体名の後の括弧内の数字は編入時の人口と面積である。
- 1889年（明治22年）4月1日 - 市制施行。同年12月31日時点での人口は8万8820人で、全国9位、中国地方1位 。
- 1904年（明治37年）9月15日 - 安芸郡仁保島村の一部[注釈 9] を編入。
- 1929年（昭和4年）4月1日 - 安芸郡仁保村・矢賀村・牛田村、佐伯郡己斐町・草津町・古田村、安佐郡三篠町を編入。
- 1955年（昭和30年）4月10日 - 安芸郡戸坂村を編入。
- 1956年（昭和31年）
  - 4月1日 - 安芸郡中山村を編入。
  - 11月1日 - 佐伯郡井口村を編入。
- 1971年（昭和46年）
  - 4月1日 - 安佐郡沼田町（6,285人、67.09 km2）を編入。
  - 5月20日 - 安佐郡安佐町（8,679人、107.93 km2）を編入。
- 1972年（昭和47年）
  - 4月1日 - 安佐郡可部町（29,854人、91.74 km2）を編入。
  - 8月27日 - 安佐郡祇園町（42,505人、15.07 km2）を編入。
- 1973年（昭和48年）
  - 3月20日 - 安佐郡高陽町（12,932人、51.55 km2）・佐東町（16,441人、16.04 km 2）・安古市町（25,717人、19.25 km2）、安芸郡瀬野川町（19,844人、58.21 km2）を編入（同時に安佐郡消滅）。
  - 10月22日 - 高田郡白木町（8,988人、99.78 km2）を編入。
- 1974年（昭和49年）11月1日 - 安芸郡安芸町（20,763人、22.66 km 2）・熊野跡村（1506人、19.98 km2）を編入。
- 1975年（昭和50年）3月20日 - 安芸郡船越町（14,412人、3.25 km2）・矢野町（20,190人、11.91 km2）を編入。
- 1980年（昭和55年）4月1日 - 政令指定都市に移行。中区・東区・南区・西区・安佐南区・安佐北区・安芸区の7区を設置。
- 1985年（昭和60年）3月20日 - 佐伯郡五日市町（96,411人、59.85 km2）を編入。同時に佐伯区設置。広島市の人口が100万人を超える。
- 1989年（平成元年）6月1日 - 廿日市市と境界変更。
- 2005年（平成17年）4月25日 - 佐伯郡湯来町（7,796人、162.87 km2）を佐伯区に編入。

- 住居表示や区画整理事業で必ずしも行政区と旧自治体が対応しているとは限らないことに注意する必要がある。なお、明治31年（1898年）10月1日に沼田郡と高宮郡は安佐郡となっている。

| 旧 郡    | 明治以前   | 明治以前       | 明治初年 - 明治11年   | 明治12年 広島区発足 | 明治15年   | 明治22年 4月1日 町村制施行 | 明治22年 - 大正15年               | 昭和元年 - 昭和14年        | 昭和15年 - 昭和29年              | 昭和30年 - 昭和39年          | 昭和40年 - 昭和55年           | 昭和55年4月1日 政令指定都市 に移行 | 昭和55年 - 昭和64年                       | 平成元年 - 現在              | 現在     |
| -------- | ---------- | -------------- | --------------------- | ------------------- | ---------- | -------------------------- | --------------------------------- | -------------------------- | -------------------------------- | ---------------------------- | ----------------------------- | ---------------------------------- | ----------------------------------------- | ---------------------------- | -------- |
| 安 芸 郡 | 矢野村     | 矢野村         | 矢野村                | 矢野村              | 矢野村     | 矢野村                     | 大正6年10月1日 町制 矢野町        | 矢野町                     | 矢野町                           | 矢野町                       | 昭和50年3月20日 広島市に編入  | 安芸区                             | 安芸区                                    | 安芸区                       | 安芸区   |
| 安 芸 郡 | 船越村     | 船越村         | 船越村                | 船越村              | 船越村     | 船越村                     | 船越村                            | 昭和3年11月1日 町制 船越町 | 船越町                           | 船越町                       | 昭和50年3月20日 広島市に編入  | 安芸区                             | 安芸区                                    | 安芸区                       | 安芸区   |
| 安 芸 郡 | 上瀬野村   | 上瀬野村       | 上瀬野村              | 上瀬野村            | 上瀬野村   | 上瀬野村                   | 上瀬野村                          | 昭和6年4月1日 瀬野村       | 瀬野村                           | 昭和31年9月30日 瀬野川町     | 昭和48年3月20日 広島市に編入  | 安芸区                             | 安芸区                                    | 安芸区                       | 安芸区   |
| 安 芸 郡 | 下瀬野村   | 下瀬野村       | 下瀬野村              | 下瀬野村            | 下瀬野村   | 下瀬野村                   | 下瀬野村                          | 昭和6年4月1日 瀬野村       | 瀬野村                           | 昭和31年9月30日 瀬野川町     | 昭和48年3月20日 広島市に編入  | 安芸区                             | 安芸区                                    | 安芸区                       | 安芸区   |
| 安 芸 郡 | 中野村     | 中野村         | 中野村                | 中野村              | 中野村     | 中野村                     | 中野村                            | 中野村                     | 中野村                           | 昭和31年9月30日 瀬野川町     | 昭和48年3月20日 広島市に編入  | 安芸区                             | 安芸区                                    | 安芸区                       | 安芸区   |
| 安 芸 郡 | 畑賀村     | 畑賀村         | 畑賀村                | 畑賀村              | 畑賀村     | 畑賀村                     | 畑賀村                            | 畑賀村                     | 畑賀村                           | 昭和31年9月30日 瀬野川町     | 昭和48年3月20日 広島市に編入  | 安芸区                             | 安芸区                                    | 安芸区                       | 安芸区   |
| 賀 茂 郡 | 熊野跡村   | 熊野跡村       | 熊野跡村              | 熊野跡村            | 熊野跡村   | 熊野跡村                   | 熊野跡村                          | 熊野跡村                   | 昭和26年3月1日 所属変更 熊野跡村 | 熊野跡村                     | 昭和49年11月1日 広島市に編入  | 安芸区                             | 安芸区                                    | 安芸区                       | 安芸区   |
| 高 宮 郡 | 福田村     | 福田村         | 福田村                | 福田村              | 福田村     | 福木村                     | 福木村                            | 福木村                     | 福木村                           | 昭和31年3月31日 安芸町       | 昭和49年11月1日 広島市に編入  | 東区                               | 東区                                      | 東区                         | 東区     |
| 高 宮 郡 | 馬木村     | 馬木村         | 馬木村                | 馬木村              | 馬木村     | 福木村                     | 福木村                            | 福木村                     | 福木村                           | 昭和31年3月31日 安芸町       | 昭和49年11月1日 広島市に編入  | 東区                               | 東区                                      | 東区                         | 東区     |
| 安 芸 郡 | 温品村     | 温品村         | 温品村                | 温品村              | 温品村     | 温品村                     | 温品村                            | 温品村                     | 温品村                           | 昭和31年3月31日 安芸町       | 昭和49年11月1日 広島市に編入  | 東区                               | 東区                                      | 東区                         | 東区     |
| 安 芸 郡 | 中山村     | 中山村         | 中山村                | 中山村              | 中山村     | 中山村                     | 中山村                            | 中山村                     | 中山村                           | 昭和31年4月1日 広島市に編入  | 広島市                        | 東区                               | 東区                                      | 東区                         | 東区     |
| 安 芸 郡 | 戸坂村     | 戸坂村         | 戸坂村                | 戸坂村              | 戸坂村     | 戸坂村                     | 戸坂村                            | 戸坂村                     | 戸坂村                           | 昭和30年4月1日 広島市に編入  | 広島市                        | 東区                               | 東区                                      | 東区                         | 東区     |
| 安 芸 郡 | 矢賀村     | 矢賀村         | 矢賀村                | 矢賀村              | 矢賀村     | 矢賀村                     | 矢賀村                            | 昭和4年4月1日 広島市に編入 | 広島市                           | 広島市                       | 広島市                        | 東区                               | 東区                                      | 東区                         | 東区     |
| 安 芸 郡 | 牛田村     | 牛田村         | 牛田村                | 牛田村              | 牛田村     | 牛田村                     | 牛田村                            | 昭和4年4月1日 広島市に編入 | 広島市                           | 広島市                       | 広島市                        | 東区                               | 東区                                      | 東区                         | 東区     |
| 安 芸 郡 | 新山村     | 新山村         | 新山村                | 新山村              | 牛田村     | 牛田村                     | 牛田村                            | 昭和4年4月1日 広島市に編入 | 広島市                           | 広島市                       | 広島市                        | 東区                               | 東区                                      | 東区                         | 東区     |
| 安 芸 郡 | 明星院村   | 明星院村       | 明星院村              | 明星院村            | 広島区     | 広島市                     | 広島市                            | 広島市                     | 広島市                           | 広島市                       | 広島市                        | 東区                               | 東区                                      | 東区                         | 東区     |
| 安 芸 郡 | 古川村     | 古川村         | 古川村                | 古川村              | 広島区     | 広島市                     | 広島市                            | 広島市                     | 広島市                           | 広島市                       | 広島市                        | 東区                               | 東区                                      | 東区                         | 東区     |
| 安 芸 郡 | 尾長村     | 尾長村         | 尾長村                | 広島区              | 広島区     | 広島市                     | 広島市                            | 広島市                     | 広島市                           | 広島市                       | 広島市                        | 東区                               | 東区                                      | 東区                         | 東区     |
| 安 芸 郡 | 大須賀村   | 一部           | 大須賀村              | 広島区              | 広島区     | 広島市                     | 広島市                            | 広島市                     | 広島市                           | 広島市                       | 広島市                        | 東区                               | 東区                                      | 東区                         | 東区     |
| 安 芸 郡 | 大須賀村   | 一部           | 大須賀村              | 広島区              | 広島区     | 広島市                     | 広島市                            | 広島市                     | 広島市                           | 広島市                       | 広島市                        | 南区                               | 南区                                      | 南区                         | 南区     |
| 安 芸 郡 | 大須新田   | 大須新田       | 大須新田              | 広島区              | 広島区     | 広島市                     | 広島市                            | 広島市                     | 広島市                           | 広島市                       | 広島市                        | 南区                               | 南区                                      | 南区                         | 南区     |
| 安 芸 郡 | 皆実新田   | 皆実新田       | 皆実新田              | 広島区              | 広島区     | 広島市                     | 広島市                            | 広島市                     | 広島市                           | 広島市                       | 広島市                        | 南区                               | 南区                                      | 南区                         | 南区     |
| 安 芸 郡 | 東新田     | 東新田         | 東新田                | 広島区              | 広島区     | 広島市                     | 広島市                            | 広島市                     | 広島市                           | 広島市                       | 広島市                        | 南区                               | 南区                                      | 南区                         | 南区     |
| 安 芸 郡 | 比治村     | 比治村         | 比治村                | 広島区              | 広島区     | 広島市                     | 広島市                            | 広島市                     | 広島市                           | 広島市                       | 広島市                        | 南区                               | 南区                                      | 南区                         | 南区     |
| 安 芸 郡 | 段原村     | 段原村         | 段原村                | 広島区              | 広島区     | 広島市                     | 広島市                            | 広島市                     | 広島市                           | 広島市                       | 広島市                        | 南区                               | 南区                                      | 南区                         | 南区     |
| 安 芸 郡 | 大黒村     | 大黒村         | 大黒村                | 広島区              | 広島区     | 広島市                     | 広島市                            | 広島市                     | 広島市                           | 広島市                       | 広島市                        | 南区                               | 南区                                      | 南区                         | 南区     |
| 安 芸 郡 | 矢賀村     | 矢賀村         | 矢賀村                | 広島区              | 広島区     | 広島市                     | 広島市                            | 広島市                     | 広島市                           | 広島市                       | 広島市                        | 南区                               | 南区                                      | 南区                         | 南区     |
| 安 芸 郡 | 山崎新田   | 山崎新田       | 山崎新田              | 山崎新田            | 広島区     | 広島市                     | 広島市                            | 広島市                     | 広島市                           | 広島市                       | 広島市                        | 南区                               | 南区                                      | 南区                         | 南区     |
| 安 芸 郡 | 仁保島村   | 一部を除く     | 仁保島村              | 仁保島村            | 仁保島村   | 仁保島村                   | 大正6年8月31日 改称 仁保村        | 昭和4年4月1日 広島市に編入 | 広島市                           | 広島市                       | 広島市                        | 南区                               | 南区                                      | 南区                         | 南区     |
| 安 芸 郡 | 仁保島村   | 一部           | 仁保島村              | 仁保島村            | 仁保島村   | 仁保島村                   | 明治37年9月15日 広島市に編入      | 広島市                     | 広島市                           | 広島市                       | 広島市                        | 南区                               | 南区                                      | 南区                         | 南区     |
| 沼 田 郡 | 船入村     | 船入村         | 船入村                | 広島区              | 広島区     | 広島市                     | 広島市                            | 広島市                     | 広島市                           | 広島市                       | 広島市                        | 中区                               | 中区                                      | 中区                         | 中区     |
| 沼 田 郡 | 水主町新開 | 水主町新開     | 水主町新開            | 広島区              | 広島区     | 広島市                     | 広島市                            | 広島市                     | 広島市                           | 広島市                       | 広島市                        | 中区                               | 中区                                      | 中区                         | 中区     |
| 沼 田 郡 | 吉島新開   | 吉島新開       | 吉島新開              | 広島区              | 広島区     | 広島市                     | 広島市                            | 広島市                     | 広島市                           | 広島市                       | 広島市                        | 中区                               | 中区                                      | 中区                         | 中区     |
| 沼 田 郡 | 六町目村   | 六町目村       | 六町目村              | 広島区              | 広島区     | 広島市                     | 広島市                            | 広島市                     | 広島市                           | 広島市                       | 広島市                        | 中区                               | 中区                                      | 中区                         | 中区     |
| 沼 田 郡 | 広島城下   | 沼田郡所属分   | 広島城下              | 広島区              | 広島区     | 広島市                     | 広島市                            | 広島市                     | 広島市                           | 広島市                       | 広島市                        | 中区                               | 中区                                      | 中区                         | 中区     |
| 安 芸 郡 | 広島城下   | 安芸郡所属分   | 広島城下              | 広島区              | 広島区     | 広島市                     | 広島市                            | 広島市                     | 広島市                           | 広島市                       | 広島市                        | 中区                               | 中区                                      | 中区                         | 中区     |
| 安 芸 郡 | 白島村     | [ 注釈 10 ]    | 白島村                | 広島区              | 広島区     | 広島市                     | 広島市                            | 広島市                     | 広島市                           | 広島市                       | 広島市                        | 中区                               | 中区                                      | 中区                         | 中区     |
| 沼 田 郡 | 白島村     | [ 注釈 11 ]    | 白島村                | 広島区              | 広島区     | 広島市                     | 広島市                            | 広島市                     | 広島市                           | 広島市                       | 広島市                        | 中区                               | 中区                                      | 中区                         | 中区     |
| 沼 田 郡 | 江波新開   | 江波新開       | 江波新開              | 広島区              | 広島区     | 広島市                     | 広島市                            | 広島市                     | 広島市                           | 広島市                       | 広島市                        | 中区                               | 中区                                      | 中区                         | 中区     |
| 沼 田 郡 | 江波村     | 江波村         | 江波村                | 江波村              | 江波村     | 広島市                     | 広島市                            | 広島市                     | 広島市                           | 広島市                       | 広島市                        | 中区                               | 中区                                      | 中区                         | 中区     |
| 沼 田 郡 | 広瀬村     | 一部           | 広瀬村                | 広瀬村              | 広瀬村     | 広島市                     | 広島市                            | 広島市                     | 広島市                           | 広島市                       | 広島市                        | 中区                               | 中区                                      | 中区                         | 中区     |
| 沼 田 郡 | 広瀬村     | 一部           | 広瀬村                | 広瀬村              | 広瀬村     | 広島市                     | 広島市                            | 広島市                     | 広島市                           | 広島市                       | 広島市                        | 西区                               | 西区                                      | 西区                         | 西区     |
| 沼 田 郡 | 竹屋村     | 竹屋村         | 竹屋村                | 竹屋村              | 竹屋村     | 広島市                     | 広島市                            | 広島市                     | 広島市                           | 広島市                       | 広島市                        | 西区                               | 西区                                      | 西区                         | 西区     |
| 沼 田 郡 | 国泰寺村   | 国泰寺村       | 国泰寺村              | 国泰寺村            | 国泰寺村   | 広島市                     | 広島市                            | 広島市                     | 広島市                           | 広島市                       | 広島市                        | 西区                               | 西区                                      | 西区                         | 西区     |
| 沼 田 郡 | 観音村     | 観音村         | 観音村                | 広島区              | 広島区     | 広島市                     | 広島市                            | 広島市                     | 広島市                           | 広島市                       | 広島市                        | 西区                               | 西区                                      | 西区                         | 西区     |
| 沼 田 郡 | 川田村     | 川田村         | 明治4年 改称 川添村   | 広島区              | 広島区     | 広島市                     | 広島市                            | 広島市                     | 広島市                           | 広島市                       | 広島市                        | 西区                               | 西区                                      | 西区                         | 西区     |
| 沼 田 郡 | 楠木村     | 楠木村         | 楠木村                | 楠木村              | 楠木村     | 三篠村                     | 明治40年1月1日 町制 三篠町        | 昭和4年4月1日 広島市に編入 | 広島市                           | 広島市                       | 広島市                        | 西区                               | 西区                                      | 西区                         | 西区     |
| 沼 田 郡 | 打越村     | 打越村         | 打越村                | 打越村              | 打越村     | 三篠村                     | 明治40年1月1日 町制 三篠町        | 昭和4年4月1日 広島市に編入 | 広島市                           | 広島市                       | 広島市                        | 西区                               | 西区                                      | 西区                         | 西区     |
| 沼 田 郡 | 新庄村     | 新庄村         | 新庄村                | 新庄村              | 新庄村     | 三篠村                     | 明治40年1月1日 町制 三篠町        | 昭和4年4月1日 広島市に編入 | 広島市                           | 広島市                       | 広島市                        | 西区                               | 西区                                      | 西区                         | 西区     |
| 佐 伯 郡 | 草津村     | 草津村         | 草津村                | 草津村              | 草津村     | 草津村                     | 明治42年2月11日 町制 草津町       | 昭和4年4月1日 広島市に編入 | 広島市                           | 広島市                       | 広島市                        | 西区                               | 西区                                      | 西区                         | 西区     |
| 佐 伯 郡 |            |                | 明治3年 起立 庚午新開 | 庚午新開            | 庚午新開   | 草津村                     | 明治42年2月11日 町制 草津町       | 昭和4年4月1日 広島市に編入 | 広島市                           | 広島市                       | 広島市                        | 西区                               | 西区                                      | 西区                         | 西区     |
| 佐 伯 郡 | 己斐村     | 己斐村         | 己斐村                | 己斐村              | 己斐村     | 己斐村                     | 明治44年10月1日 町制 己斐町       | 昭和4年4月1日 広島市に編入 | 広島市                           | 広島市                       | 広島市                        | 西区                               | 西区                                      | 西区                         | 西区     |
| 佐 伯 郡 | 古江村     | 古江村         | 古江村                | 古江村              | 古江村     | 古田村                     | 古田村                            | 昭和4年4月1日 広島市に編入 | 広島市                           | 広島市                       | 広島市                        | 西区                               | 西区                                      | 西区                         | 西区     |
| 佐 伯 郡 | 山田村     | 山田村         | 山田村                | 山田村              | 山田村     | 古田村                     | 古田村                            | 昭和4年4月1日 広島市に編入 | 広島市                           | 広島市                       | 広島市                        | 西区                               | 西区                                      | 西区                         | 西区     |
| 佐 伯 郡 | 井口村     | 井口村         | 井口村                | 井口村              | 井口村     | 井口村                     | 井口村                            | 井口村                     | 井口村                           | 昭和31年11月1日 広島市に編入 | 広島市                        | 西区                               | 西区                                      | 西区                         | 西区     |
| 高 田 郡 | 有留村     | 一部           | 有留村                | 有留村              | 有保村     | 有保村                     | 有保村                            | 有保村                     | 昭和29年3月31日 高南村に編入     | 昭和31年9月30日 白木町       | 昭和48年10月22日 広島市に編入 | 安佐北区                           | 安佐北区                                  | 安佐北区                     | 安佐北区 |
| 高 田 郡 | 秋山村     | 秋山村         | 秋山村                | 秋山村              | 秋越村     | 秋越村                     | 秋越村                            | 秋越村                     | 昭和24年10月1日 高南村           | 昭和31年9月30日 白木町       | 昭和48年10月22日 広島市に編入 | 安佐北区                           | 安佐北区                                  | 安佐北区                     | 安佐北区 |
| 高 田 郡 | 小越村     | 小越村         | 小越村                | 小越村              | 秋越村     | 秋越村                     | 秋越村                            | 秋越村                     | 昭和24年10月1日 高南村           | 昭和31年9月30日 白木町       | 昭和48年10月22日 広島市に編入 | 安佐北区                           | 安佐北区                                  | 安佐北区                     | 安佐北区 |
| 高 田 郡 | 市川村     | 大寺地区を除く | 市川村                | 市川村              | 市川村     | 市川村                     | 市川村                            | 市川村                     | 昭和24年10月1日 高南村           | 昭和31年9月30日 白木町       | 昭和48年10月22日 広島市に編入 | 安佐北区                           | 安佐北区                                  | 安佐北区                     | 安佐北区 |
| 高 田 郡 | 市川村     | 大寺地区       | 市川村                | 市川村              | 市川村     | 市川村                     | 市川村                            | 市川村                     | 昭和24年10月1日 井原村に編入     | 昭和31年9月30日 白木町       | 昭和48年10月22日 広島市に編入 | 安佐北区                           | 安佐北区                                  | 安佐北区                     | 安佐北区 |
| 高 田 郡 | 井原村     | 井原村         | 井原村                | 井原村              | 井原村     | 井原村                     | 井原村                            | 井原村                     | 井原村                           | 昭和31年9月30日 白木町       | 昭和48年10月22日 広島市に編入 | 安佐北区                           | 安佐北区                                  | 安佐北区                     | 安佐北区 |
| 高 田 郡 | 志路村     | 志路村         | 志路村                | 志路村              | 志屋村     | 志屋村                     | 志屋村                            | 志屋村                     | 志屋村                           | 昭和31年9月30日 白木町       | 昭和48年10月22日 広島市に編入 | 安佐北区                           | 安佐北区                                  | 安佐北区                     | 安佐北区 |
| 高 田 郡 | 古屋村     | 古屋村         | 古屋村                | 古屋村              | 志屋村     | 志屋村                     | 志屋村                            | 志屋村                     | 志屋村                           | 昭和31年9月30日 白木町       | 昭和48年10月22日 広島市に編入 | 安佐北区                           | 安佐北区                                  | 安佐北区                     | 安佐北区 |
| 高 田 郡 | 三田村     | 三田村         | 三田村                | 三田村              | 三田村     | 三田村                     | 三田村                            | 三田村                     | 三田村                           | 昭和31年9月30日 白木町       | 昭和48年10月22日 広島市に編入 | 安佐北区                           | 安佐北区                                  | 安佐北区                     | 安佐北区 |
| 沼 田 郡 | 飯室村     | 飯室村         | 飯室村                | 飯室村              | 飯室村     | 飯室村                     | 飯室村                            | 飯室村                     | 飯室村                           | 昭和30年3月31日 安佐町       | 昭和46年5月20日 広島市に編入  | 安佐北区                           | 安佐北区                                  | 安佐北区                     | 安佐北区 |
| 沼 田 郡 | 鈴張村     | 鈴張村         | 鈴張村                | 鈴張村              | 鈴張村     | 鈴張村                     | 鈴張村                            | 鈴張村                     | 鈴張村                           | 昭和30年3月31日 安佐町       | 昭和46年5月20日 広島市に編入  | 安佐北区                           | 安佐北区                                  | 安佐北区                     | 安佐北区 |
| 沼 田 郡 | 関屋村     | 関屋村         | 関屋村                | 関屋村              | 鈴張村     | 鈴張村                     | 鈴張村                            | 鈴張村                     | 鈴張村                           | 昭和30年3月31日 安佐町       | 昭和46年5月20日 広島市に編入  | 安佐北区                           | 安佐北区                                  | 安佐北区                     | 安佐北区 |
| 沼 田 郡 | 小河内村   | 小河内村       | 小河内村              | 小河内村            | 小河内村   | 小河内村                   | 小河内村                          | 小河内村                   | 小河内村                         | 昭和30年3月31日 安佐町       | 昭和46年5月20日 広島市に編入  | 安佐北区                           | 安佐北区                                  | 安佐北区                     | 安佐北区 |
| 高 宮 郡 | 久地村     | 久地村         | 久地村                | 久地村              | 久地村     | 久地村                     | 久地村                            | 久地村                     | 久地村                           | 昭和30年3月31日 安佐町       | 昭和46年5月20日 広島市に編入  | 安佐北区                           | 安佐北区                                  | 安佐北区                     | 安佐北区 |
| 高 宮 郡 | 毛木村     | 毛木村         | 毛木村                | 毛木村              | 毛木村     | 日浦村                     | 日浦村                            | 日浦村                     | 日浦村                           | 昭和30年3月31日 安佐町       | 昭和46年5月20日 広島市に編入  | 安佐北区                           | 安佐北区                                  | 安佐北区                     | 安佐北区 |
| 高 宮 郡 | 後山村     | 後山村         | 後山村                | 後山村              | 後山村     | 日浦村                     | 日浦村                            | 日浦村                     | 日浦村                           | 昭和30年3月31日 安佐町       | 昭和46年5月20日 広島市に編入  | 安佐北区                           | 安佐北区                                  | 安佐北区                     | 安佐北区 |
| 高 宮 郡 | 宮野村     | 宮野村         | 宮野村                | 宮野村              | 宮野村     | 日浦村                     | 日浦村                            | 日浦村                     | 日浦村                           | 昭和30年3月31日 安佐町       | 昭和46年5月20日 広島市に編入  | 安佐北区                           | 安佐北区                                  | 安佐北区                     | 安佐北区 |
| 高 宮 郡 | 筒瀬村     | 筒瀬村         | 筒瀬村                | 筒瀬村              | 筒瀬村     | 日浦村                     | 日浦村                            | 日浦村                     | 日浦村                           | 昭和30年3月31日 安佐町       | 昭和46年5月20日 広島市に編入  | 安佐北区                           | 安佐北区                                  | 安佐北区                     | 安佐北区 |
| 高 宮 郡 | 可部町     | 可部町         | 可部町                | 可部町              | 可部町     | 可部町                     | 可部町                            | 可部町                     | 昭和17年7月1日 可部町            | 昭和30年3月31日 可部町       | 昭和47年4月1日 広島市に編入   | 安佐北区                           | 安佐北区                                  | 安佐北区                     | 安佐北区 |
| 高 宮 郡 | 中島村     | 中島村         | 中島村                | 中島村              | 中島村     | 中原村                     | 中原村                            | 中原村                     | 昭和17年7月1日 可部町            | 昭和30年3月31日 可部町       | 昭和47年4月1日 広島市に編入   | 安佐北区                           | 安佐北区                                  | 安佐北区                     | 安佐北区 |
| 高 宮 郡 | 上原村     | 上原村         | 上原村                | 上原村              | 上原村     | 中原村                     | 中原村                            | 中原村                     | 昭和17年7月1日 可部町            | 昭和30年3月31日 可部町       | 昭和47年4月1日 広島市に編入   | 安佐北区                           | 安佐北区                                  | 安佐北区                     | 安佐北区 |
| 高 宮 郡 | 下中野村   | 下中野村       | 下中野村              | 下中野村            | 中野村     | 中原村                     | 中原村                            | 中原村                     | 昭和17年7月1日 可部町            | 昭和30年3月31日 可部町       | 昭和47年4月1日 広島市に編入   | 安佐北区                           | 安佐北区                                  | 安佐北区                     | 安佐北区 |
| 高 宮 郡 | 上中野村   | 上中野村       | 上中野村              | 上中野村            | 中野村     | 中原村                     | 中原村                            | 中原村                     | 昭和17年7月1日 可部町            | 昭和30年3月31日 可部町       | 昭和47年4月1日 広島市に編入   | 安佐北区                           | 安佐北区                                  | 安佐北区                     | 安佐北区 |
| 高 宮 郡 | 水落村     | 水落村         | 水落村                | 水落村              | 城村       | 中原村                     | 中原村                            | 中原村                     | 昭和17年7月1日 可部町            | 昭和30年3月31日 可部町       | 昭和47年4月1日 広島市に編入   | 安佐北区                           | 安佐北区                                  | 安佐北区                     | 安佐北区 |
| 高 宮 郡 | 九品寺村   | 九品寺村       | 九品寺村              | 九品寺村            | 城村       | 中原村                     | 中原村                            | 中原村                     | 昭和17年7月1日 可部町            | 昭和30年3月31日 可部町       | 昭和47年4月1日 広島市に編入   | 安佐北区                           | 安佐北区                                  | 安佐北区                     | 安佐北区 |
| 高 宮 郡 | 大林村     | 大林村         | 大林村                | 大林村              | 大林村     | 大林村                     | 大林村                            | 大林村                     | 大林村                           | 昭和30年3月31日 可部町       | 昭和47年4月1日 広島市に編入   | 安佐北区                           | 安佐北区                                  | 安佐北区                     | 安佐北区 |
| 高 宮 郡 | 勝木村     | 勝木村         | 勝木村                | 勝木村              | 勝木村     | 亀山村                     | 亀山村                            | 亀山村                     | 亀山村                           | 昭和30年3月31日 可部町       | 昭和47年4月1日 広島市に編入   | 安佐北区                           | 安佐北区                                  | 安佐北区                     | 安佐北区 |
| 高 宮 郡 | 大毛寺村   | 大毛寺村       | 大毛寺村              | 大毛寺村            | 大毛寺村   | 亀山村                     | 亀山村                            | 亀山村                     | 亀山村                           | 昭和30年3月31日 可部町       | 昭和47年4月1日 広島市に編入   | 安佐北区                           | 安佐北区                                  | 安佐北区                     | 安佐北区 |
| 高 宮 郡 | 今井田村   | 今井田村       | 今井田村              | 今井田村            | 今井田村   | 亀山村                     | 亀山村                            | 亀山村                     | 亀山村                           | 昭和30年3月31日 可部町       | 昭和47年4月1日 広島市に編入   | 安佐北区                           | 安佐北区                                  | 安佐北区                     | 安佐北区 |
| 高 宮 郡 | 綾ヶ谷村   | 綾ヶ谷村       | 綾ヶ谷村              | 綾ヶ谷村            | 綾ヶ谷村   | 亀山村                     | 亀山村                            | 亀山村                     | 亀山村                           | 昭和30年3月31日 可部町       | 昭和47年4月1日 広島市に編入   | 安佐北区                           | 安佐北区                                  | 安佐北区                     | 安佐北区 |
| 高 宮 郡 | 上四日市村 | 上四日市村     | 上四日市村            | 上四日市村          | 四日市村   | 亀山村                     | 亀山村                            | 亀山村                     | 亀山村                           | 昭和30年3月31日 可部町       | 昭和47年4月1日 広島市に編入   | 安佐北区                           | 安佐北区                                  | 安佐北区                     | 安佐北区 |
| 高 宮 郡 | 下四日市村 | 下四日市村     | 下四日市村            | 下四日市村          | 四日市村   | 亀山村                     | 亀山村                            | 亀山村                     | 亀山村                           | 昭和30年3月31日 可部町       | 昭和47年4月1日 広島市に編入   | 安佐北区                           | 安佐北区                                  | 安佐北区                     | 安佐北区 |
| 高 宮 郡 | 南原村     | 南原村         | 南原村                | 南原村              | 南原村     | 三入村                     | 三入村                            | 三入村                     | 三入村                           | 昭和30年3月31日 可部町       | 昭和47年4月1日 広島市に編入   | 安佐北区                           | 安佐北区                                  | 安佐北区                     | 安佐北区 |
| 高 宮 郡 | 下町屋村   | 下町屋村       | 下町屋村              | 下町屋村            | 下町屋村   | 三入村                     | 三入村                            | 三入村                     | 三入村                           | 昭和30年3月31日 可部町       | 昭和47年4月1日 広島市に編入   | 安佐北区                           | 安佐北区                                  | 安佐北区                     | 安佐北区 |
| 高 宮 郡 | 上町屋村   | 上町屋村       | 上町屋村              | 上町屋村            | 上町屋村   | 三入村                     | 三入村                            | 三入村                     | 三入村                           | 昭和30年3月31日 可部町       | 昭和47年4月1日 広島市に編入   | 安佐北区                           | 安佐北区                                  | 安佐北区                     | 安佐北区 |
| 高 宮 郡 | 桐原村     | 桐原村         | 桐原村                | 桐原村              | 桐原村     | 三入村                     | 三入村                            | 三入村                     | 三入村                           | 昭和30年3月31日 可部町       | 昭和47年4月1日 広島市に編入   | 安佐北区                           | 安佐北区                                  | 安佐北区                     | 安佐北区 |
| 高 宮 郡 | 中深川村   | 中深川村       | 中深川村              | 中深川村            | 中深川村   | 深川村                     | 深川村                            | 深川村                     | 深川村                           | 昭和30年3月31日 高陽町       | 昭和48年3月20日 広島市に編入  | 安佐北区                           | 安佐北区                                  | 安佐北区                     | 安佐北区 |
| 高 宮 郡 | 下深川村   | 下深川村       | 下深川村              | 下深川村            | 下深川村   | 深川村                     | 深川村                            | 深川村                     | 深川村                           | 昭和30年3月31日 高陽町       | 昭和48年3月20日 広島市に編入  | 安佐北区                           | 安佐北区                                  | 安佐北区                     | 安佐北区 |
| 高 宮 郡 | 諸木村     | 諸木村         | 諸木村                | 諸木村              | 諸木村     | 深川村                     | 明治28年9月1日 分立 落合村        | 落合村                     | 落合村                           | 昭和30年3月31日 高陽町       | 昭和48年3月20日 広島市に編入  | 安佐北区                           | 安佐北区                                  | 安佐北区                     | 安佐北区 |
| 高 宮 郡 | 末光村     | 末光村         | 末光村                | 末光村              | 末光村     | 深川村                     | 明治28年9月1日 分立 落合村        | 落合村                     | 落合村                           | 昭和30年3月31日 高陽町       | 昭和48年3月20日 広島市に編入  | 安佐北区                           | 安佐北区                                  | 安佐北区                     | 安佐北区 |
| 高 宮 郡 | 岩上村     | 岩上村         | 岩上村                | 岩上村              | 岩上村     | 深川村                     | 明治28年9月1日 分立 落合村        | 落合村                     | 落合村                           | 昭和30年3月31日 高陽町       | 昭和48年3月20日 広島市に編入  | 安佐北区                           | 安佐北区                                  | 安佐北区                     | 安佐北区 |
| 高 宮 郡 | 玖村       | 玖村           | 玖村                  | 玖村                | 玖村       | 深川村                     | 明治28年9月1日 分立 落合村        | 落合村                     | 落合村                           | 昭和30年3月31日 高陽町       | 昭和48年3月20日 広島市に編入  | 安佐北区                           | 安佐北区                                  | 安佐北区                     | 安佐北区 |
| 高 宮 郡 | 小田村     | 小田村         | 小田村                | 小田村              | 小田村     | 口田村                     | 口田村                            | 口田村                     | 口田村                           | 昭和30年3月31日 高陽町       | 昭和48年3月20日 広島市に編入  | 安佐北区                           | 安佐北区                                  | 安佐北区                     | 安佐北区 |
| 高 宮 郡 | 矢口村     | 矢口村         | 矢口村                | 矢口村              | 矢口村     | 口田村                     | 口田村                            | 口田村                     | 口田村                           | 昭和30年3月31日 高陽町       | 昭和48年3月20日 広島市に編入  | 安佐北区                           | 安佐北区                                  | 安佐北区                     | 安佐北区 |
| 高 宮 郡 | 狩留家村   | 狩留家村       | 狩留家村              | 狩留家村            | 狩留家村   | 狩小川村                   | 狩小川村                          | 狩小川村                   | 狩小川村                         | 昭和30年3月31日 高陽町       | 昭和48年3月20日 広島市に編入  | 安佐北区                           | 安佐北区                                  | 安佐北区                     | 安佐北区 |
| 高 宮 郡 | 上深川村   | 上深川村       | 上深川村              | 上深川村            | 上深川村   | 狩小川村                   | 狩小川村                          | 狩小川村                   | 狩小川村                         | 昭和30年3月31日 高陽町       | 昭和48年3月20日 広島市に編入  | 安佐北区                           | 安佐北区                                  | 安佐北区                     | 安佐北区 |
| 高 宮 郡 | 小河原村   | 小河原村       | 小河原村              | 小河原村            | 小河原村   | 狩小川村                   | 狩小川村                          | 狩小川村                   | 狩小川村                         | 昭和30年3月31日 高陽町       | 昭和48年3月20日 広島市に編入  | 安佐北区                           | 安佐北区                                  | 安佐北区                     | 安佐北区 |
| 高 宮 郡 | 中筋古市村 | 中筋古市村     | 中筋古市村            | 中筋古市村          | 中筋古市村 | 三川村                     | 三川村                            | 三川村                     | 昭和18年10月1日 改称町制 古市町  | 昭和30年7月1日 安古市町      | 昭和48年3月20日 広島市に編入  | 安佐南区                           | 安佐南区                                  | 安佐南区                     | 安佐南区 |
| 高 宮 郡 | 東野村     | 東野村         | 東野村                | 東野村              | 東野村     | 三川村                     | 三川村                            | 三川村                     | 昭和18年10月1日 改称町制 古市町  | 昭和30年7月1日 安古市町      | 昭和48年3月20日 広島市に編入  | 安佐南区                           | 安佐南区                                  | 安佐南区                     | 安佐南区 |
| 沼 田 郡 | 大町村     | 大町村         | 大町村                | 大町村              | 大町村     | 安村                       | 安村                              | 安村                       | 安村                             | 昭和30年7月1日 安古市町      | 昭和48年3月20日 広島市に編入  | 安佐南区                           | 安佐南区                                  | 安佐南区                     | 安佐南区 |
| 沼 田 郡 | 中須村     | 中須村         | 中須村                | 中須村              | 中須村     | 安村                       | 安村                              | 安村                       | 安村                             | 昭和30年7月1日 安古市町      | 昭和48年3月20日 広島市に編入  | 安佐南区                           | 安佐南区                                  | 安佐南区                     | 安佐南区 |
| 沼 田 郡 | 相田村     | 相田村         | 相田村                | 相田村              | 相田村     | 安村                       | 安村                              | 安村                       | 安村                             | 昭和30年7月1日 安古市町      | 昭和48年3月20日 広島市に編入  | 安佐南区                           | 安佐南区                                  | 安佐南区                     | 安佐南区 |
| 沼 田 郡 | 上安村     | 上安村         | 上安村                | 上安村              | 上安村     | 安村                       | 安村                              | 安村                       | 安村                             | 昭和30年7月1日 安古市町      | 昭和48年3月20日 広島市に編入  | 安佐南区                           | 安佐南区                                  | 安佐南区                     | 安佐南区 |
| 沼 田 郡 | 高取村     | 高取村         | 高取村                | 高取村              | 高取村     | 安村                       | 安村                              | 安村                       | 安村                             | 昭和30年7月1日 安古市町      | 昭和48年3月20日 広島市に編入  | 安佐南区                           | 安佐南区                                  | 安佐南区                     | 安佐南区 |
| 沼 田 郡 | 長楽寺村   | 長楽寺村       | 長楽寺村              | 長楽寺村            | 長楽寺村   | 安村                       | 安村                              | 安村                       | 安村                             | 昭和30年7月1日 安古市町      | 昭和48年3月20日 広島市に編入  | 安佐南区                           | 安佐南区                                  | 安佐南区                     | 安佐南区 |
| 沼 田 郡 | 緑井村     | 緑井村         | 緑井村                | 緑井村              | 緑井村     | 緑井村                     | 緑井村                            | 緑井村                     | 緑井村                           | 昭和30年7月1日 佐東町        | 昭和48年3月20日 広島市に編入  | 安佐南区                           | 安佐南区                                  | 安佐南区                     | 安佐南区 |
| 沼 田 郡 | 温井村     | 温井村         | 温井村                | 温井村              | 温井村     | 川内村                     | 川内村                            | 川内村                     | 川内村                           | 昭和30年7月1日 佐東町        | 昭和48年3月20日 広島市に編入  | 安佐南区                           | 安佐南区                                  | 安佐南区                     | 安佐南区 |
| 沼 田 郡 | 中調子村   | 中調子村       | 中調子村              | 中調子村            | 中調子村   | 川内村                     | 川内村                            | 川内村                     | 川内村                           | 昭和30年7月1日 佐東町        | 昭和48年3月20日 広島市に編入  | 安佐南区                           | 安佐南区                                  | 安佐南区                     | 安佐南区 |
| 沼 田 郡 | 八木村     | 八木村         | 八木村                | 八木村              | 八木村     | 八木村                     | 八木村                            | 八木村                     | 八木村                           | 昭和30年7月1日 佐東町        | 昭和48年3月20日 広島市に編入  | 安佐南区                           | 安佐南区                                  | 安佐南区                     | 安佐南区 |
| 沼 田 郡 | 伴村       | 伴村           | 伴村                  | 伴村                | 伴村       | 伴村                       | 伴村                              | 伴村                       | 伴村                             | 昭和30年4月1日 沼田町        | 昭和46年4月1日 広島市に編入   | 安佐南区                           | 安佐南区                                  | 安佐南区                     | 安佐南区 |
| 沼 田 郡 | 大塚村     | 大塚村         | 大塚村                | 大塚村              | 大塚村     | 伴村                       | 伴村                              | 伴村                       | 伴村                             | 昭和30年4月1日 沼田町        | 昭和46年4月1日 広島市に編入   | 安佐南区                           | 安佐南区                                  | 安佐南区                     | 安佐南区 |
| 沼 田 郡 | 阿戸村     | 阿戸村         | 阿戸村                | 阿戸村              | 阿戸村     | 戸山村                     | 戸山村                            | 戸山村                     | 戸山村                           | 昭和30年4月1日 沼田町        | 昭和46年4月1日 広島市に編入   | 安佐南区                           | 安佐南区                                  | 安佐南区                     | 安佐南区 |
| 沼 田 郡 | 吉山村     | 吉山村         | 吉山村                | 吉山村              | 吉山村     | 戸山村                     | 戸山村                            | 戸山村                     | 戸山村                           | 昭和30年4月1日 沼田町        | 昭和46年4月1日 広島市に編入   | 安佐南区                           | 安佐南区                                  | 安佐南区                     | 安佐南区 |
| 沼 田 郡 | 南下安村   | 南下安村       | 南下安村              | 南下安村            | 南下安村   | 祇園村                     | 祇園村                            | 昭和13年1月1日 町制 祇園町 | 昭和18年11月3日 祇園町           | 祇園町                       | 昭和47年8月27日 広島市に編入  | 安佐南区                           | 安佐南区                                  | 安佐南区                     | 安佐南区 |
| 沼 田 郡 | 北下安村   | 北下安村       | 北下安村              | 北下安村            | 北下安村   | 祇園村                     | 祇園村                            | 昭和13年1月1日 町制 祇園町 | 昭和18年11月3日 祇園町           | 祇園町                       | 昭和47年8月27日 広島市に編入  | 安佐南区                           | 安佐南区                                  | 安佐南区                     | 安佐南区 |
| 沼 田 郡 | 長束村     | 長束村         | 長束村                | 長束村              | 長束村     | 長束村                     | 長束村                            | 長束村                     | 昭和18年11月3日 祇園町           | 祇園町                       | 昭和47年8月27日 広島市に編入  | 安佐南区                           | 安佐南区                                  | 安佐南区                     | 安佐南区 |
| 沼 田 郡 | 西原村     | 西原村         | 西原村                | 西原村              | 西原村     | 西原村                     | 大正9年4月1日 原村                | 原村                       | 昭和18年11月3日 祇園町           | 祇園町                       | 昭和47年8月27日 広島市に編入  | 安佐南区                           | 安佐南区                                  | 安佐南区                     | 安佐南区 |
| 沼 田 郡 | 東原村     | 東原村         | 東原村                | 東原村              | 東原村     | 東原村                     | 大正9年4月1日 原村                | 原村                       | 昭和18年11月3日 祇園町           | 祇園町                       | 昭和47年8月27日 広島市に編入  | 安佐南区                           | 安佐南区                                  | 安佐南区                     | 安佐南区 |
| 沼 田 郡 | 東山本村   | 東山本村       | 東山本村              | 東山本村            | 東山本村   | 山本村                     | 山本村                            | 山本村                     | 昭和18年11月3日 祇園町           | 祇園町                       | 昭和47年8月27日 広島市に編入  | 安佐南区                           | 安佐南区                                  | 安佐南区                     | 安佐南区 |
| 沼 田 郡 | 西山本村   | 西山本村       | 西山本村              | 西山本村            | 西山本村   | 山本村                     | 山本村                            | 山本村                     | 昭和18年11月3日 祇園町           | 祇園町                       | 昭和47年8月27日 広島市に編入  | 安佐南区                           | 安佐南区                                  | 安佐南区                     | 安佐南区 |
| 佐 伯 郡 | 五日市村   | 五日市村       | 五日市村              | 五日市村            | 五日市村   | 五海市村                   | 明治44年10月1日 町制改称 五日市町 | 五日市町                   | 五日市町                         | 昭和30年4月1日 五日市町      | 五日市町                      | 五日市町                           | 昭和60年3月20日 広島市に編入 佐伯区を設置 | 佐伯区                       | 佐伯区   |
| 佐 伯 郡 | 海老塩浜   | 海老塩浜       | 海老塩浜              | 海老塩浜            | 海老塩浜   | 五海市村                   | 明治44年10月1日 町制改称 五日市町 | 五日市町                   | 五日市町                         | 昭和30年4月1日 五日市町      | 五日市町                      | 五日市町                           | 昭和60年3月20日 広島市に編入 佐伯区を設置 | 佐伯区                       | 佐伯区   |
| 佐 伯 郡 | 皆賀村     | 皆賀村         | 皆賀村                | 皆賀村              | 皆賀村     | 五海市村                   | 明治44年10月1日 町制改称 五日市町 | 五日市町                   | 五日市町                         | 昭和30年4月1日 五日市町      | 五日市町                      | 五日市町                           | 昭和60年3月20日 広島市に編入 佐伯区を設置 | 佐伯区                       | 佐伯区   |
| 佐 伯 郡 | 石内村     | 石内村         | 石内村                | 石内村              | 石内村     | 石内村                     | 石内村                            | 石内村                     | 石内村                           | 昭和30年4月1日 五日市町      | 五日市町                      | 五日市町                           | 昭和60年3月20日 広島市に編入 佐伯区を設置 | 佐伯区                       | 佐伯区   |
| 佐 伯 郡 | 上河内村   | 上河内村       | 上河内村              | 上河内村            | 上河内村   | 河内村                     | 河内村                            | 河内村                     | 河内村                           | 昭和30年4月1日 五日市町      | 五日市町                      | 五日市町                           | 昭和60年3月20日 広島市に編入 佐伯区を設置 | 佐伯区                       | 佐伯区   |
| 佐 伯 郡 | 下河内村   | 下河内村       | 下河内村              | 下河内村            | 下河内村   | 河内村                     | 河内村                            | 河内村                     | 河内村                           | 昭和30年4月1日 五日市町      | 五日市町                      | 五日市町                           | 昭和60年3月20日 広島市に編入 佐伯区を設置 | 佐伯区                       | 佐伯区   |
| 佐 伯 郡 | 上小深川村 | 上小深川村     | 上小深川村            | 上小深川村          | 上小深川村 | 河内村                     | 河内村                            | 河内村                     | 河内村                           | 昭和30年4月1日 五日市町      | 五日市町                      | 五日市町                           | 昭和60年3月20日 広島市に編入 佐伯区を設置 | 佐伯区                       | 佐伯区   |
| 佐 伯 郡 | 下小深川村 | 下小深川村     | 下小深川村            | 下小深川村          | 下小深川村 | 河内村                     | 河内村                            | 河内村                     | 河内村                           | 昭和30年4月1日 五日市町      | 五日市町                      | 五日市町                           | 昭和60年3月20日 広島市に編入 佐伯区を設置 | 佐伯区                       | 佐伯区   |
| 佐 伯 郡 | 保井田村   | 保井田村       | 保井田村              | 保井田村            | 保井田村   | 八幡村                     | 八幡村                            | 八幡村                     | 八幡村                           | 昭和30年4月1日 五日市町      | 五日市町                      | 五日市町                           | 昭和60年3月20日 広島市に編入 佐伯区を設置 | 佐伯区                       | 佐伯区   |
| 佐 伯 郡 | 利松村     | 利松村         | 利松村                | 利松村              | 利松村     | 八幡村                     | 八幡村                            | 八幡村                     | 八幡村                           | 昭和30年4月1日 五日市町      | 五日市町                      | 五日市町                           | 昭和60年3月20日 広島市に編入 佐伯区を設置 | 佐伯区                       | 佐伯区   |
| 佐 伯 郡 | 寺田村     | 寺田村         | 寺田村                | 寺田村              | 寺田村     | 八幡村                     | 八幡村                            | 八幡村                     | 八幡村                           | 昭和30年4月1日 五日市町      | 五日市町                      | 五日市町                           | 昭和60年3月20日 広島市に編入 佐伯区を設置 | 佐伯区                       | 佐伯区   |
| 佐 伯 郡 | 高井村     | 高井村         | 高井村                | 高井村              | 高井村     | 八幡村                     | 八幡村                            | 八幡村                     | 八幡村                           | 昭和30年4月1日 五日市町      | 五日市町                      | 五日市町                           | 昭和60年3月20日 広島市に編入 佐伯区を設置 | 佐伯区                       | 佐伯区   |
| 佐 伯 郡 | 口和田村   | 口和田村       | 口和田村              | 口和田村            | 口和田村   | 八幡村                     | 八幡村                            | 八幡村                     | 八幡村                           | 昭和30年4月1日 五日市町      | 五日市町                      | 五日市町                           | 昭和60年3月20日 広島市に編入 佐伯区を設置 | 佐伯区                       | 佐伯区   |
| 佐 伯 郡 | 中須賀村   | 中須賀村       | 中須賀村              | 中須賀村            | 中地村     | 八幡村                     | 八幡村                            | 八幡村                     | 八幡村                           | 昭和30年4月1日 五日市町      | 五日市町                      | 五日市町                           | 昭和60年3月20日 広島市に編入 佐伯区を設置 | 佐伯区                       | 佐伯区   |
| 佐 伯 郡 | 寺地村     | 寺地村         | 寺地村                | 寺地村              | 中地村     | 八幡村                     | 八幡村                            | 八幡村                     | 八幡村                           | 昭和30年4月1日 五日市町      | 五日市町                      | 五日市町                           | 昭和60年3月20日 広島市に編入 佐伯区を設置 | 佐伯区                       | 佐伯区   |
| 佐 伯 郡 | 千同村     | 千同村         | 千同村                | 千同村              | 千同村     | 観音村                     | 観音村                            | 観音村                     | 観音村                           | 昭和30年4月1日 五日市町      | 五日市町                      | 五日市町                           | 昭和60年3月20日 広島市に編入 佐伯区を設置 | 佐伯区                       | 佐伯区   |
| 佐 伯 郡 | 倉重村     | 倉重村         | 倉重村                | 倉重村              | 倉重村     | 観音村                     | 観音村                            | 観音村                     | 観音村                           | 昭和30年4月1日 五日市町      | 五日市町                      | 五日市町                           | 昭和60年3月20日 広島市に編入 佐伯区を設置 | 佐伯区                       | 佐伯区   |
| 佐 伯 郡 | 三宅村     | 三宅村         | 三宅村                | 三宅村              | 三宅村     | 観音村                     | 観音村                            | 観音村                     | 観音村                           | 昭和30年4月1日 五日市町      | 五日市町                      | 五日市町                           | 昭和60年3月20日 広島市に編入 佐伯区を設置 | 佐伯区                       | 佐伯区   |
| 佐 伯 郡 | 坪井村     | 坪井村         | 坪井村                | 坪井村              | 坪井村     | 観音村                     | 観音村                            | 観音村                     | 観音村                           | 昭和30年4月1日 五日市町      | 五日市町                      | 五日市町                           | 昭和60年3月20日 広島市に編入 佐伯区を設置 | 佐伯区                       | 佐伯区   |
| 佐 伯 郡 | 屋代村     | 屋代村         | 屋代村                | 屋代村              | 屋代村     | 観音村                     | 観音村                            | 観音村                     | 観音村                           | 昭和30年4月1日 五日市町      | 五日市町                      | 五日市町                           | 昭和60年3月20日 広島市に編入 佐伯区を設置 | 佐伯区                       | 佐伯区   |
| 佐 伯 郡 | 佐方村     | 一部           | 佐方村                | 佐方村              | 佐方村     | 観音村                     | 観音村                            | 観音村                     | 観音村                           | 昭和30年4月1日 五日市町      | 五日市町                      | 五日市町                           | 昭和60年3月20日 広島市に編入 佐伯区を設置 | 佐伯区                       | 佐伯区   |
| 佐 伯 郡 | 多田村     | 多田村         | 多田村                | 多田村              | 多田村     | 上水内村                   | 上水内村                          | 上水内村                   | 上水内村                         | 昭和31年9月30日 湯来町       | 湯来町                        | 湯来町                             | 湯来町                                    | 平成17年4月25日 佐伯区に編入 | 佐伯区   |
| 佐 伯 郡 | 菅沢村     | 菅沢村         | 菅沢村                | 菅沢村              | 菅沢村     | 上水内村                   | 上水内村                          | 上水内村                   | 上水内村                         | 昭和31年9月30日 湯来町       | 湯来町                        | 湯来町                             | 湯来町                                    | 平成17年4月25日 佐伯区に編入 | 佐伯区   |
| 佐 伯 郡 | 白砂村     | 白砂村         | 白砂村                | 白砂村              | 白砂村     | 砂谷村                     | 砂谷村                            | 砂谷村                     | 砂谷村                           | 昭和31年9月30日 湯来町       | 湯来町                        | 湯来町                             | 湯来町                                    | 平成17年4月25日 佐伯区に編入 | 佐伯区   |
| 佐 伯 郡 | 上伏谷村   | 上伏谷村       | 上伏谷村              | 上伏谷村            | 伏谷村     | 砂谷村                     | 砂谷村                            | 砂谷村                     | 砂谷村                           | 昭和31年9月30日 湯来町       | 湯来町                        | 湯来町                             | 湯来町                                    | 平成17年4月25日 佐伯区に編入 | 佐伯区   |
| 佐 伯 郡 | 下伏谷村   | 下伏谷村       | 下伏谷村              | 下伏谷村            | 伏谷村     | 砂谷村                     | 砂谷村                            | 砂谷村                     | 砂谷村                           | 昭和31年9月30日 湯来町       | 湯来町                        | 湯来町                             | 湯来町                                    | 平成17年4月25日 佐伯区に編入 | 佐伯区   |
| 佐 伯 郡 | 葛原村     | 葛原村         | 葛原村                | 葛原村              | 葛原村     | 砂谷村                     | 砂谷村                            | 砂谷村                     | 砂谷村                           | 昭和31年9月30日 湯来町       | 湯来町                        | 湯来町                             | 湯来町                                    | 平成17年4月25日 佐伯区に編入 | 佐伯区   |
| 佐 伯 郡 | 和田村     | 和田村         | 和田村                | 和田村              | 和田村     | 水内村                     | 水内村                            | 水内村                     | 水内村                           | 昭和31年9月30日 湯来町       | 湯来町                        | 湯来町                             | 湯来町                                    | 平成17年4月25日 佐伯区に編入 | 佐伯区   |
| 佐 伯 郡 | 下村       | 下村           | 下村                  | 下村                | 下村       | 水内村                     | 水内村                            | 水内村                     | 水内村                           | 昭和31年9月30日 湯来町       | 湯来町                        | 湯来町                             | 湯来町                                    | 平成17年4月25日 佐伯区に編入 | 佐伯区   |
| 佐 伯 郡 | 麦谷村     | 麦谷村         | 麦谷村                | 麦谷村              | 麦谷村     | 水内村                     | 水内村                            | 水内村                     | 水内村                           | 昭和31年9月30日 湯来町       | 湯来町                        | 湯来町                             | 湯来町                                    | 平成17年4月25日 佐伯区に編入 | 佐伯区   |

広島市と周辺町村
広島市は1889年4月1日に市制が施行された全国31都市の1つで、それ以後は周辺の郡に所属する町村を編入合併していった。その中で安佐郡は1971年から1973年までの3年間で全域が広島市に編入され（なお、当該地域は、1980年の政令指定都市移行で安佐南区・安佐北区を設置）、佐伯郡も広島市・大竹市・廿日市市・江田島市となり消滅した。
安芸郡も広島市や呉市への編入が進んだが、現存する府中町、海田町、熊野町、坂町は、現在に至るまで単独町制を維持している。このうち、府中町は人口5万人を維持し続けており、単独市制移行も視野に入れている。
この背景には、これら4町は広島市のベッドタウンとして機能し人口の流出が留まっていることや、財政基盤が強く、特に府中町にはマツダの本社、海田町には同社の関連企業及び陸上自衛隊第13旅団司令部があり、法人市町村民税や基地交付金などによってこの傾向が顕著であることが挙げられる。しかし、住民の日常生活や社会基盤整備では広島市との関係が深く、広域での水道や交通網の整備が進められている。
2014年に広島市は総務省から「新たな広域連携モデル構築事業」に選定され、翌年にこれは連携中枢都市圏として法律上の裏付けのある制度となった。これに基づき広島市は、府中町をはじめとする周辺の市町と相次いで「連携中枢都市圏形成に係る連携協約」を締結、「広島広域都市圏」として2022年4月現在で13市15町が参加する広域連携となった。

#### 地名
主に旧広島市には海や干拓に関連した地名、太田川下流域には古代からの水運に由来する地名がある。
- 島 - 江波（江波島）、白島（はくしま・箱島）、仁保（仁保島）、比治山（日地島）、吉島（古くは葭島と書き、葭の茂っている中州の意味とされる）
- 川 - 打越（洪水の冠水を堤防を壊して排水する「内越」から）、流川町（縮景園の排水路として開かれた流川に由来）、薬研堀（通りに沿う水道の名に由来）、川内（太田川と古川に挟まれた中州に由来）、天神川（尾長天満宮から流れる天神川に由来）、横川（太田川がここから西に分流）、広瀬（天満川がカーブする内側に広い瀬が広がっていたことに由来）、可部（河戸、河の口。太田川の合流点であったことに由来）
- 海 - 草津（神武天皇の「軍津」＝いくさつ）、古江（「古ヘ天子ノ御船着シ古キ入江之故事」に由来）、向洋（向い灘）
- 船 - 加古町（藩船の水主「かこ」が由来）、舟入（船舶の停泊した入り江）、船越（沖合いを行きかう船に由来）、帆立（祇園）
- 漁業 - 江波（漁場の餌場）、小網町（網を打つ漁民が多く居住し、網打小路と呼ばれたため）、蟹屋町（蟹売りが歩いていた町）
- 商業 - 紙屋町（伊予国から広島に移り住んだ紙商、伊予屋九郎左衛門に由来）、十日市町（安芸高田市吉田の十日市場を移したといわれる）
- 神社・寺院 - 胡町（1603年建立の胡子神社に由来）、住吉町（航海の神、住吉神社）、国泰寺町（安国寺恵瓊が開基した新安国寺が国泰寺と改称された）、寺町（寺院が多く集まっていることに由来）、袋町（大黒天の袋をとって「袋町」と命名）
- 藩政関連 - 基町（毛利氏時代以来の広島開基地という意による）、幟町（藩主の旗印をまかされていた御旗の士が居住していたことによる）、八丁堀（広島城の外堀の1辺の長さが約八丁（約880メートル）であったことに由来）、大手町（広島城の大手門に由来）、京橋町（西国街道の京橋）
- その他 - 堀越（平清盛が向洋半島の疱瘡神社に娘を埋葬した際、遺体を荒らされないため半島を島にするために堀を掘ったことによる）

### 人口
| |                                        |  |
| 広島市と全国の年齢別人口分布（2005年） | 広島市の年齢・男女別人口分布（2005年） |  |
| ■紫色 ― 広島市 ■緑色 ― 日本全国 | ■青色 ― 男性 ■赤色 ― 女性              |  |
| 広島市（に相当する地域）の人口の推移 \| 1970年（昭和45年） \| 798,540人 \| \| \| 1975年（昭和50年） \| 923,588人 \| \| \| 1980年（昭和55年） \| 992,736人 \| \| \| 1985年（昭和60年） \| 1,051,748人 \| \| \| 1990年（平成2年） \| 1,093,707人 \| \| \| 1995年（平成7年） \| 1,117,117人 \| \| \| 2000年（平成12年） \| 1,134,134人 \| \| \| 2005年（平成17年） \| 1,154,391人 \| \| \| 2010年（平成22年） \| 1,173,843人 \| \| \| 2015年（平成27年） \| 1,194,304人 \| \| \| 2020年（令和2年） \| 1,200,754人 \| \| |                                        |  |
| 総務省統計局 国勢調査より |                                        |  |
| 1970年（昭和45年） | 798,540人                              |  |
| 1975年（昭和50年） | 923,588人                              |  |
| 1980年（昭和55年） | 992,736人                              |  |
| 1985年（昭和60年） | 1,051,748人                            |  |
| 1990年（平成2年） | 1,093,707人                            |  |
| 1995年（平成7年） | 1,117,117人                            |  |
| 2000年（平成12年） | 1,134,134人                            |  |
| 2005年（平成17年） | 1,154,391人                            |  |
| 2010年（平成22年） | 1,173,843人                            |  |
| 2015年（平成27年） | 1,194,304人                            |  |
| 2020年（令和2年） | 1,200,754人                            |  |

### 人口動態概要
2024年現在約118万人となっている。近年の広島市の人口は減少傾向で推移している。広島市の人口は全国の都市では10番目の規模であり日本国内の人口の1%を占めている。1950年時点の広島市の人口(現在の市域)は45万人程であったが高度経済成長期の発展はめざましく、1974年には90万人を上回るなどわずか24年間で広島市の人口は倍増した。この期間(昭和中期)の広島市の年間の人口増加率は約3%、年間の人口増加数は約2万人前後に及ぶ。オイルショック以降は流入が減り大幅な人口増加は見られなくなったが、1981年には100万人を、1991年に110万人を上回るなど安定した成長が続いた。この期間(昭和末期)の広島市の年間人口増加率は約1%、年間の人口増加率は約1万人前後で推移した。110万人を上回ってからは人口増加が緩やかになっていたが、2020年国勢調査では初めて120万人台の人口を記録した。
| 実施年 | 広島市人口(人) | 広島市増加数(人) | 広島市増加率(%) | 国内増加率(%) | 大都市人口増加率順位 |
| ------ | -------------- | ---------------- | --------------- | ------------- | -------------------- |
| 1950年 | 447,174        | -                | -               | -             | -                    |
| 1955年 | 517,354        | 70,180           | 15.7            | 7.3           | 10位                 |
| 1960年 | 590,972        | 73,618           | 14.2            | 4.6           | 11位                 |
| 1965年 | 696,845        | 105,873          | 17.9            | 5.2           | 8位                  |
| 1970年 | 798,540        | 101,695          | 14.6            | 5.5           | 8位                  |
| 1975年 | 923,588        | 125,048          | 15.7            | 7.9           | 8位                  |
| 1980年 | 992,736        | 69,148           | 7.5             | 4.6           | 9位                  |
| 1985年 | 1,051,748      | 59,012           | 5.9             | 3.4           | 6位                  |
| 1990年 | 1,093,707      | 41,959           | 4.0             | 2.1           | 11位                 |
| 1995年 | 1,117,117      | 23,410           | 2.1             | 1.6           | 12位                 |
| 2000年 | 1,134,134      | 17,017           | 1.5             | 1.1           | 15位                 |
| 2005年 | 1,154,391      | 20,257           | 1.8             | 0.7           | 13位                 |
| 2010年 | 1,173,843      | 19,452           | 1.7             | 0.2           | 12位                 |
| 2015年 | 1,194,304      | 20,461           | 1.7             | 0.8           | 7位                  |
| 2020年 | 1,200,754      | 6,450            | 0.5             | 0.8           | 12位                 |

広島城下の人口は、江戸時代中期の正徳5年（1715年）には7万人ほどであったと推定されている。明治維新後の1869年には8万8607人であったが、1871年の廃藩置県の際には藩士や奉公人などの転出により7万2715人に減少した。1889年の市制施行時には8万3387人に回復し、日清戦争以降に人口が本格的に増加した。1920年の第1回国勢調査では16万510人と長崎市に次ぐ全国8位だったが、1925年の第2回国勢調査では19万5731人と六大都市（当時の6位は横浜市）に次ぐ全国7位となり、以降原爆投下による激減まで広島市の定位置となる。1929年には周辺7町村を編入する市域拡張を実施し、1942年には戦前最高の約42万人となった。しかし、第二次世界大戦の激化により減少し、1945年の原爆投下で壊滅的な被害をうけた（1945年11月時点の人口は13万7197人）。その後疎開者・避難者や出征者の帰還などに伴い1950年 には約29万人まで回復し、1965年ごろには50万人に達した。その後は安芸郡、安佐郡、佐伯郡など周辺町村を吸収合併し、市域は10倍近くに拡大、人口は1985年に100万人を突破した。県全体の人口は1998年に約289万人と最大となり以降は自然減・社会減が続いているが、市の人口は増加率は鈍化しているが微増が続いている。それも2020年前後には減少に転ずると推定されている。
広島市の人口は、2020年10月時点で120万人となった。これは青森県や岩手県の人口よりも大きい。
| 調査年次 | 調査年次 | 人口（人） | 人口（人） | 人口（人） | 世帯数（戸） | 世帯数（戸） | 世帯数（戸） | 世帯規模 | 備考           |
| 調査年次 | 調査年次 | 総数       | 増減       | 率         | 総数         | 増減         | 率           | 人/戸    | 備考           |
| -------- | -------- | ---------- | ---------- | ---------- | ------------ | ------------ | ------------ | -------- | -------------- |
| 大正9年  | 1920     | 305,773    | －         | －         | 67,420       | －           | －           | 4.54     |                |
| 昭和5年  | 1930     | 382,697    | 76,924     | 25.2%      | 83,728       | 16,308       | 24.2%        | 4.57     |                |
| 15年     | 1940     | 463,670    | 80,973     | 21.2%      | 100,489      | 16,761       | 20.0%        | 4.61     |                |
| (22年)   | 1947     | 387,477    | -76,193    | -16.4%     | 93,504       | -6,985       | -7.0%        | 4.14     | 増減は1940年比 |
| 25年     | 1950     | 447,174    | -16,496    | -3.6%      | 105,742      | 5,253        | 5.2%         | 4.23     | 増減は1940年比 |
| 35年     | 1960     | 590,972    | 143,798    | 32.2%      | 155,939      | 50,197       | 47.5%        | 3.79     |                |
| 45年     | 1970     | 798,540    | 207,568    | 35.1%      | 247,941      | 92,002       | 59.0%        | 3.22     |                |
| 55年     | 1980     | 992,736    | 194,196    | 24.3%      | 346,718      | 98,777       | 39.8%        | 2.86     |                |
| 平成2年  | 1990     | 1,093,707  | 100,971    | 10.2%      | 407,899      | 61,181       | 17.6%        | 2.68     |                |
| 12年     | 2000     | 1,134,134  | 40,427     | 3.7%       | 463,135      | 55,236       | 13.5%        | 2.45     |                |
| 22年     | 2010     | 1,173,843  | 39,709     | 3.5%       | 512,907      | 49,772       | 10.8%        | 2.29     | 2021-10-31更新 |
| 令和2年  | 2020     | 1,201,281  | 27,438     | 2.3%       | 553,993      | 41,086       | 8.0%         | 2.17     | 2021-10-31更新 |

広島市域の大半を占める山間部や山間部・島嶼部の隣接自治体では人口減および少子化・高齢化が急速に進んでいる。太田川下流デルタ（中区・南区・西区・東区など）と下流部（安佐南区他）では、60歳以上の人口比率は23%、20歳未満は20%であったが、安芸太田町では60歳以上の人口比率は50%、20歳未満は13%であった（平成17年国勢調査）。

#### 区ごとの人口の推移
広島市の人口動態は自然増減（=出生-死亡）が2017年以降は減少に転じており、社会増（=転入-転出）で若干の増加となっている。中区では1960年代、南区は70年代にいち早く減少に転じている。人口増加地区は安佐南区で合併後の1975年から2010年にかけて人口は10万人増加し178%となった。同じ期間に中区は約1万8千人減少し88%、南区は約3万人減少し82%となった。中区と南区では20世紀後半に継続的な人口流出があったが、21世紀に入り増加に転じている（都心回帰）。
| 行政区 | 昭和40年 | 昭和45年 | 昭和55年 | 平成2年   | 平成12年  | 平成22年  | 令和2年   | 増減   |
| 行政区 | 1965年   | 1970年   | 1980年   | 1990年    | 2000年    | 2010年    | 2020年    | 10年前 |
| ------ | -------- | -------- | -------- | --------- | --------- | --------- | --------- | ------ |
| 全市   | 696,845  | 798,540  | 992,736  | 1,093,707 | 1,134,134 | 1,173,843 | 1,201,281 | +2.34% |
| 中区   | 167,682  | 155,914  | 138,486  | 134,651   | 124,719   | 130,482   | 142,746   | +9.40% |
| 東区   | 61,527   | 88,580   | 117,286  | 122,715   | 123,258   | 120,751   | 119,397   | -1.12% |
| 南区   | 164,177  | 171,615  | 151,534  | 143,938   | 135,467   | 138,190   | 145,889   | +5.57% |
| 西区   | 119,067  | 139,293  | 155,424  | 178,486   | 179,519   | 186,985   | 190,327   | +1.79% |
| 安佐南 | 56,060   | 83,779   | 157,728  | 175,211   | 204,636   | 233,733   | 247,118   | +5.73% |
| 安佐北 | 49,016   | 55,978   | 113,238  | 144,446   | 156,387   | 149,633   | 139,040   | -7.08% |
| 安芸区 | 39,837   | 51,128   | 65,775   | 70,039    | 75,435    | 78,789    | 77,127    | -2,11% |
| 佐伯区 | 39,479   | 52,253   | 93,265   | 124,221   | 134,713   | 135,280   | 139,637   | +3.22% |

#### 人口と社会環境
太田川の河口デルタにある西区、中区、南区の地域（旧広島市域にほぼ相当）の面積は現市域の9%を占め、市の人口の39%が居住している。第2次・第3次産業の経済活動はこの3区に集中しており、製造品出荷額の70%、商品販売額の82%をこの地域が占める。農業など第1次産業就業者は88%がこの3区以外の市民で、安佐北区（2479人）、安佐南区（1876人）、佐伯区（991人）に多い。
都市機能も旧市街に集中しており、昼間人口は中区で平方kmあたり5万人以上、西区と南区で1万人以上となっている。同5千人以上の地域は、東が海田町、西が廿日市、北が安佐南区大町まで連なっている。広島都市圏の機能の分散が進展し、中心部への昼間人口流入は減少する一方で佐伯区、廿日市市、広島IC周辺、広島大学が立地する東広島市などで増加傾向にある。この状況に対し交通インフラ、特に道路整備が遅れており、広島市の人口百万人あたりの自動車専用道の長さは11kmと、札幌市（21 km）・仙台市（27 km）・福岡市（30 km）と比較して短い。
|                                           | 広島市  | 中区   | 東区   | 南区   | 西区   | 安佐南  | 安佐北 | 安芸区 | 佐伯区 |
| ----------------------------------------- | ------- | ------ | ------ | ------ | ------ | ------- | ------ | ------ | ------ |
| 総面積                                    | 905.4   | 15.3   | 39.4   | 26.1   | 35.7   | 117.2   | 353.4  | 94.0   | 224.4  |
| 可住地                                    | 283.5   | 15.3   | 17.9   | 22.9   | 29.2   | 43.8    | 84.2   | 26.0   | 44.4   |
| 可住地比率                                | 31%     | 100%   | 45%    | 88%    | 82%    | 37%     | 24%    | 28%    | 20%    |
| 人口（万人）                              |         |        |        |        |        |         |        |        |        |
| 総人口                                    | 117.4   | 13.0   | 12.1   | 13.8   | 18.7   | 23.4    | 15.0   | 7.9    | 13.5   |
| 15歳未満                                  | 16.8    | 1.3    | 1.8    | 1.8    | 2.7    | 4.1     | 2.0    | 1.2    | 2.0    |
| (比率)                                    | 14%     | 10%    | 15%    | 13%    | 14%    | 18%     | 14%    | 15%    | 14%    |
| 65歳以上                                  | 23.1    | 2.7    | 2.5    | 2.8    | 3.4    | 3.9     | 3.6    | 1.6    | 2.7    |
| (比率)                                    | 20%     | 20%    | 21%    | 20%    | 18%    | 17%     | 24%    | 20%    | 20%    |
| 昼間人口                                  | 117.4   | 24.4   | 10.2   | 15.6   | 18.8   | 18.5    | 12.8   | 6.4    | 10.7   |
| 人口/可住地 人/km2                        | 4,141   | 8,534  | 6,753  | 6,040  | 6,415  | 5,342   | 1,777  | 3,034  | 3,049  |
| 社会基盤                                  |         |        |        |        |        |         |        |        |        |
| 1住宅当たり 延べ面積 m2                   | 79.5    | 56.94  | 83.81  | 69.84  | 70.24  | 83.67   | 103.64 | 90.25  | 93.29  |
| 医師数                                    | 3156    | 919    | 184    | 1016   | 274    | 232     | 234    | 101    | 196    |
| 1千人あたり                               | 2.69    | 7.04   | 1.52   | 7.35   | 1.47   | 0.99    | 1.56   | 1.28   | 1.45   |
| 歯科医師数                                | 1177    | 239    | 67     | 377    | 137    | 152     | 81     | 36     | 88     |
| 小学校数                                  | 147     | 16     | 13     | 19     | 18     | 26      | 27     | 9      | 19     |
| 中学校数                                  | 80      | 7      | 7      | 12     | 13     | 15      | 11     | 5      | 10     |
| 高校数                                    | 45      | 8      | 5      | 6      | 9      | 6       | 6      | 1      | 4      |
| 経済基盤 - 人口・就業者（人）、額（億円） |         |        |        |        |        |         |        |        |        |
| 労働力人口                                | 593,489 | 67,072 | 60,946 | 72,511 | 95,067 | 110,880 | 79,117 | 39,954 | 67,942 |
| 第1次就業者                               | 7,186   | 207    | 313    | 261    | 408    | 1,876   | 2,479  | 651    | 991    |
| 第2次                                     | 124,063 | 9,324  | 11,796 | 14,732 | 17,516 | 23,797  | 21,561 | 10,960 | 14,377 |
| 第3次                                     | 420,128 | 51,953 | 44,510 | 52,039 | 70,413 | 77,763  | 49,586 | 25,783 | 48,081 |
| 耕地面積                                  | 30      |        |        |        |        |         |        |        |        |
| 事業所数                                  | 58,049  | 17,097 | 3,982  | 8,092  | 9,232  | 7,533   | 5,070  | 2,167  | 4,876  |
| 製造品出荷額                              | 18,683  | 690    | 120    | 9,489  | 2,974  | 1,251   | 1,893  | 1,804  | 462    |
| 商品販売額                                | 76,967  | 33,467 | 1,668  | 13,051 | 16,313 | 4,591   | 1,840  | 1,813  | 2,223  |
|                                           | 広島市  | 中区   | 東区   | 南区   | 西区   | 安佐南  | 安佐北 | 安芸区 | 佐伯区 |

### 人口集積率
| 年月       | 政令市 | 市数 （政令市除く） | 町村数 | 計  | 備考                            |
| ---------- | ------ | ------------------- | ------ | --- | ------------------------------- |
| 1960年10月 | 0      | 12                  | 98     | 110 | 昭和の大合併期                  |
| 1980年10月 | 1      | 11                  | 75     | 87  | 1980年4月、広島市が政令市に指定 |
| 2000年10月 | 1      | 12                  | 73     | 86  | 平成の大合併期                  |
| 2015年10月 | 1      | 13                  | 9      | 23  |                                 |

広島県の人口は1998年の288万5617人をピークに減少しているが、広島市の人口は増加が続いている。2009年時点では、2015年以降人口減少に転ずると予想されていた。そのため、広島市の広島県における人口比（人口集積率）は上昇傾向にある。
当時の市域をもとにした過去および現在の広島市の人口、広島県に占める人口集積率は次の通り。なお、沼田町 (広島県)・安佐町・可部町・祇園町・安古市町・佐東町・高陽町・瀬野川町・白木町・熊野跡村・安芸町・矢野町・船越町を、1985年には五日市町を、2005年には湯来町を合併している。
| 1960年の人口比 1960年国勢調査 広島県合計：2,184,043人 広島市： 431,336人 (19.7%) 市部（広島市除く）： 782,740人 (35.8%) 郡部（町村部）： 969,967人 (44.4%) | 1980年の人口比 1980年国勢調査 広島県合計：2,739,161人 広島市： 899,399人 (32.8%) 市部（広島市除く）： 1,064,218人 (38.9%) 郡部： 775,544人 (28.3%) | 2000年の人口比 2000年国勢調査 広島県合計：2,878,915人 広島市： 1,126,239人 (39.1%) 市部（広島市除く）： 1,147,296人 (39.9%) 郡部： 605,380人 (21.0%) | 現在の人口比 2025年7月1日推計人口 広島県合計：2,698,428人 広島市： 1,175,236人 (43.6%) 市部（広島市除く）： 1,358,829人 (50.4%) 郡部： 164,363人 (6.1%) |

## 歴史

### 古代
古代には太田川デルタは未だ形成されておらず、可部付近まで海が入り込んでいたと考えられている。
古墳時代
太田川下流域の長束から可部にかけて古墳群が存在することから、下流域にはある程度の規模の集落が形成されていたと思われる。
飛鳥時代
7-8世紀の律令の時代には古安芸郡（現在の広島県の西半分）には11ヶ郷があり可部近辺が漢弁郷と呼ばれ、太田川、根之谷川、三篠川の合流地点であり出雲往還および石見往還の分岐点として栄えていた。
平安時代
平安時代には可部、中野、四日市、水落、大毛寺、今井田柳瀬、勝木などの地域が可部荘で、南原川と根之谷川の間が三入荘、三篠川の中流域に三田郷、戸坂あたりが田門荘があり、祇園近辺に佐東倉敷が置かれていた。太田川下流部の流路は江戸時代初期に福島正則が流路を東に移すまでは古河（佐東川）が本流であり、下流部では 左岸（東側）は現在よりかなり広かった。当時はまだ太田川デルタが形成されておらず、海田に開田荘があり、国府は現在の安芸郡府中町または東広島市西条に置かれたと推定される。
この時期には平安海進（8世紀から12世紀）があり、可部付近の河川水位と海水位の差は現在より小さかった。

### 中世
平安時代
平安時代後半（1100年ごろ）には、湾頭は長束付近 で牛田村、長束、三篠が河口を囲んでおり、山陽道は戸坂村で太田川を渡河していた。
南北朝時代
1371年（応安4年）に当地を通った今川了俊は紀行文『道ゆきぶり』の中で「かひた」から「佐西の浦」（現廿日市市あたり）にかけては「しほひ (潮干)の浜」であったと記述している。
室町時代
室町時代中期（1400年ごろ）にデルタが形成され始め、戦国時代（1500年ごろ）には現在の平和大通りあたり（長束から約4km）までに広がっ た。この急速な土砂堆積は当時太田川中流域で盛んであったたたら製鉄の為の砂鉄採取で行なわれた鉄穴（かんな） 流しの影響が考えられている。室町時代に武田山 に佐東銀山城を築いた安芸武田氏の基盤は未開発の太田川デルタ以北の長束より上流であり、下流域の当時の中洲（川内・中筋・東野・東原一帯）に本拠を持つ土豪である川内衆（かわのうちしゅう）と府中を本拠とした安芸白井氏の水軍を擁していた。これら両水軍は武田氏滅亡後は毛利氏に仕えた。川内衆は毛利氏の指示によりデルタの干拓に携わった。

### 近世
安土桃山時代～江戸時代初期

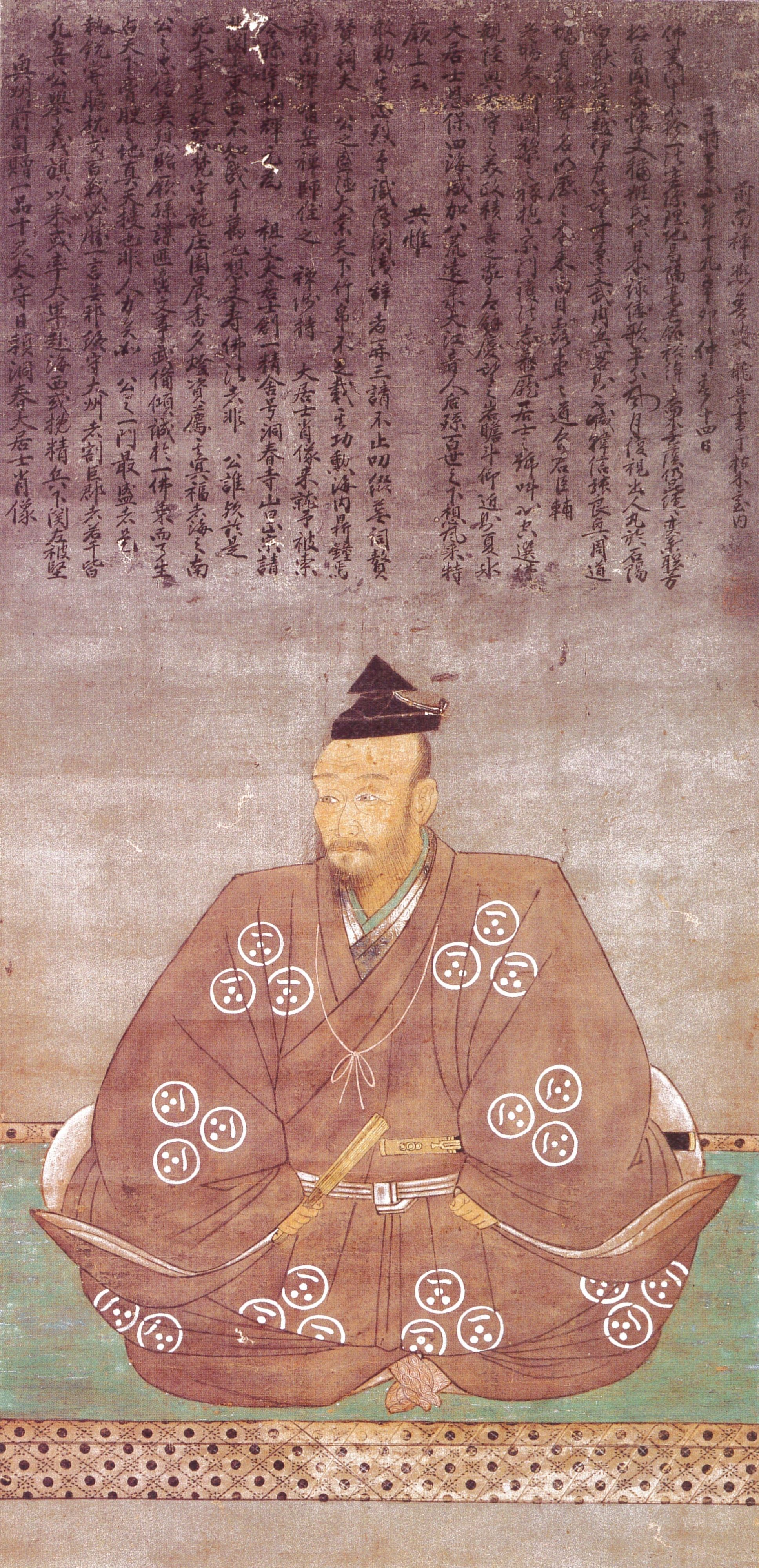
謀神と称される戦国時代最高の知将の一人、毛利元就

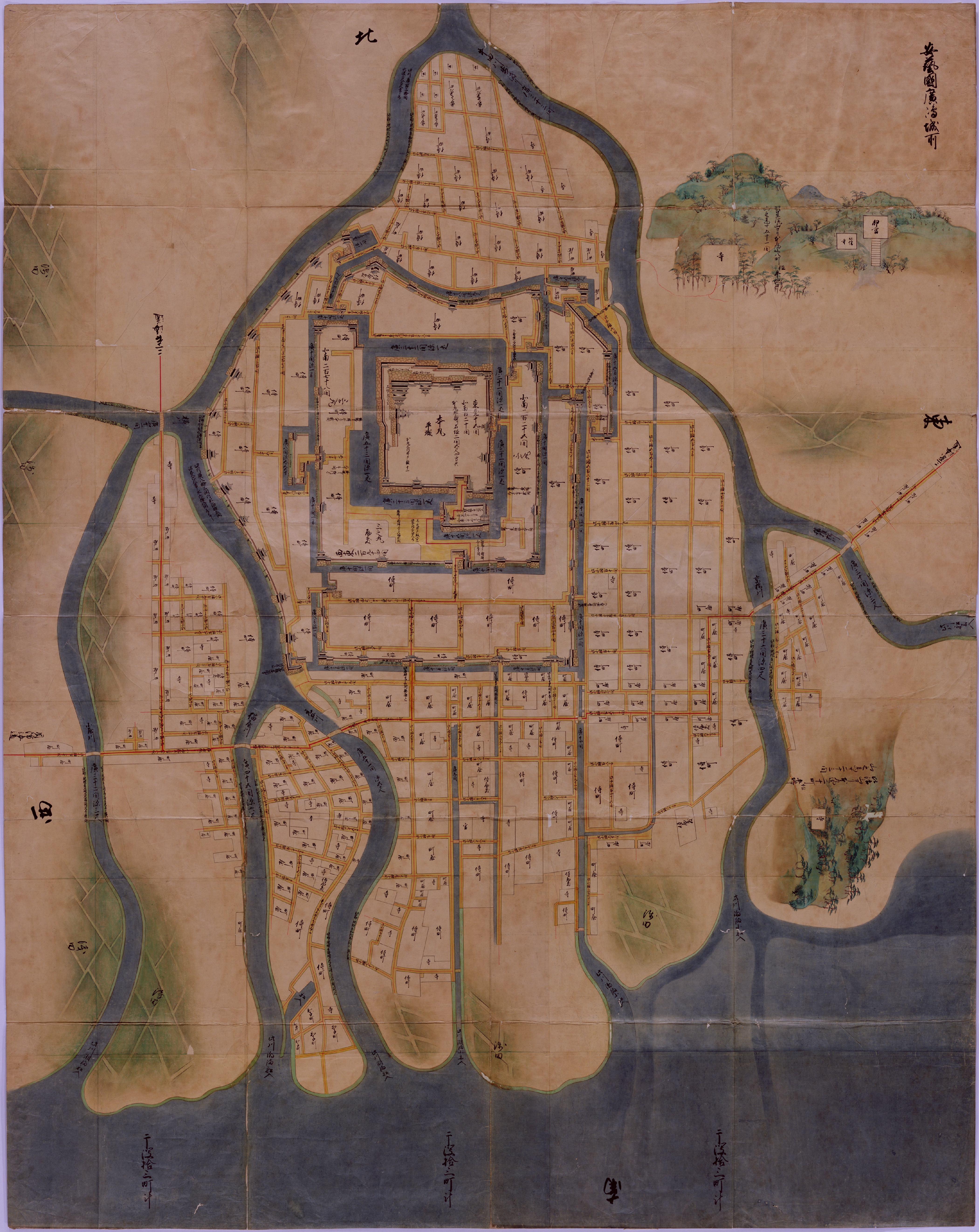
正保年間に書かれた『安芸国広島城所絵図』。

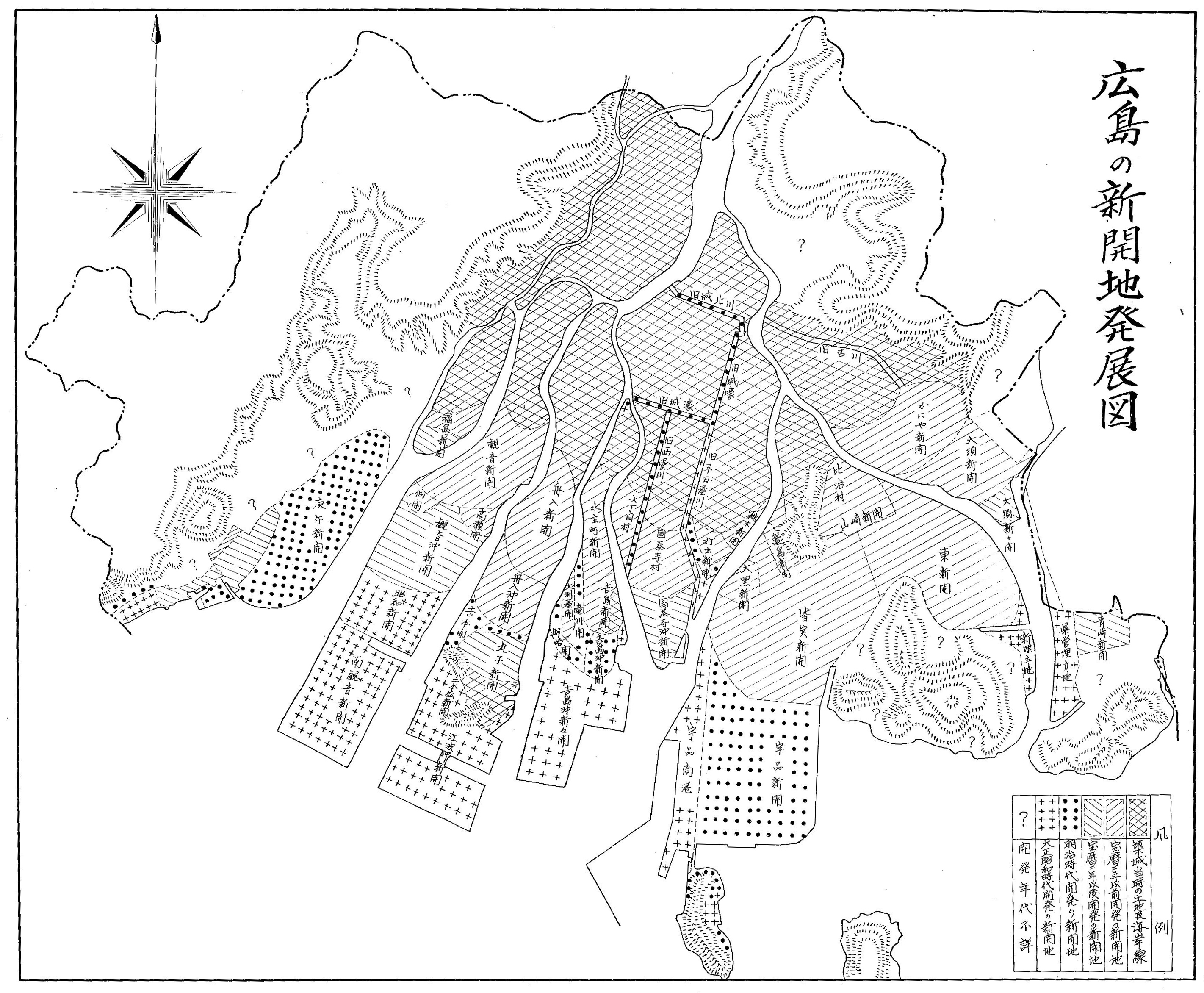
広島デルタの開発の過程。

安土桃山時代の開府以降、山陽道沿線の行政の中心地として、広島市は発展した。
毛利氏による 広島城築城開始後は福島氏や淺野氏によりデルタの開発は継続された。広島デルタの開発は1589年に毛利輝元が開始し、1601年に福島正則が入城したが、城内の建物やその周辺の補修や普請は継続し福島氏改易の原因となる1617年の普請まで城下の整備が継続された。
1619年に 浅野氏の入城後はほぼ洪水や火災などの補修に留まっているので、少なくとも1619年には城内の工事は完了していたと思われる。
毛利氏により10年、福島氏により約20年が城およびデルタ開発に費やされ、干拓事業などにより広島市道霞庚午線（長束から約6km）のあたりまでデルタが拡大した。
デルタ形成に寄与した「鉄穴流し」ではあるが、治水の為に1628年（寛永5年）に禁止された。
江戸時代には、それまで猿猴川と京橋川の河口の島であった比治山や黄金山一帯が埋め立てられた。
（特徴：地方王国たる広島藩の首府）
- 毛利元就が中国地方一円の戦国大名となった時、小盆地である吉田（郡山城）は手狭であり、交通の便も悪かった。そこで、山陽道（西国街道）が通り、太田川や瀬戸内海の水運を利用できる、太田川下流デルタの寒村・五箇庄に注目した。元就の死後、毛利輝元によってその着想を現実化し広島の開発が始まった。
- 1589年（天正17年）：毛利輝元が、五箇庄の箱島（現在の白島）を中心とした干拓と、広島城の築城とを命じる。
- 1591年（天正19年）：毛利輝元が、未完成ながらも広島城に入府し、地名を「広島」と命名する。
- 1599年（慶長4年）：広島城の完成。
- 1600年（慶長5年）：関ヶ原の戦いで敗北し、長門国・萩に移封された毛利氏の替わりに福島正則が城主となる。
- 山陽道が、福島正則によって城下町を通るように南寄りに付け替えられる。また、同時期に出雲街道や石見街道も整備される。干拓により新開地も増え続け、江波や草津が港として整備される。
- 1619年（元和5年）：広島城石垣の無届け改修を理由として福島正則が改易となり、浅野長晟が城主となる。以降、浅野氏の広島藩が明治維新まで続く。

江戸時代を通して広島の人口は拡大し続け、幕末には武家・町人併せて7万人あまりの規模に達していたと言われる。これは日本三都（江戸・大坂・京）および名古屋・金沢に次ぐ水準で、この当時から日本屈指の都市となっていた。

### 近代
明治時代

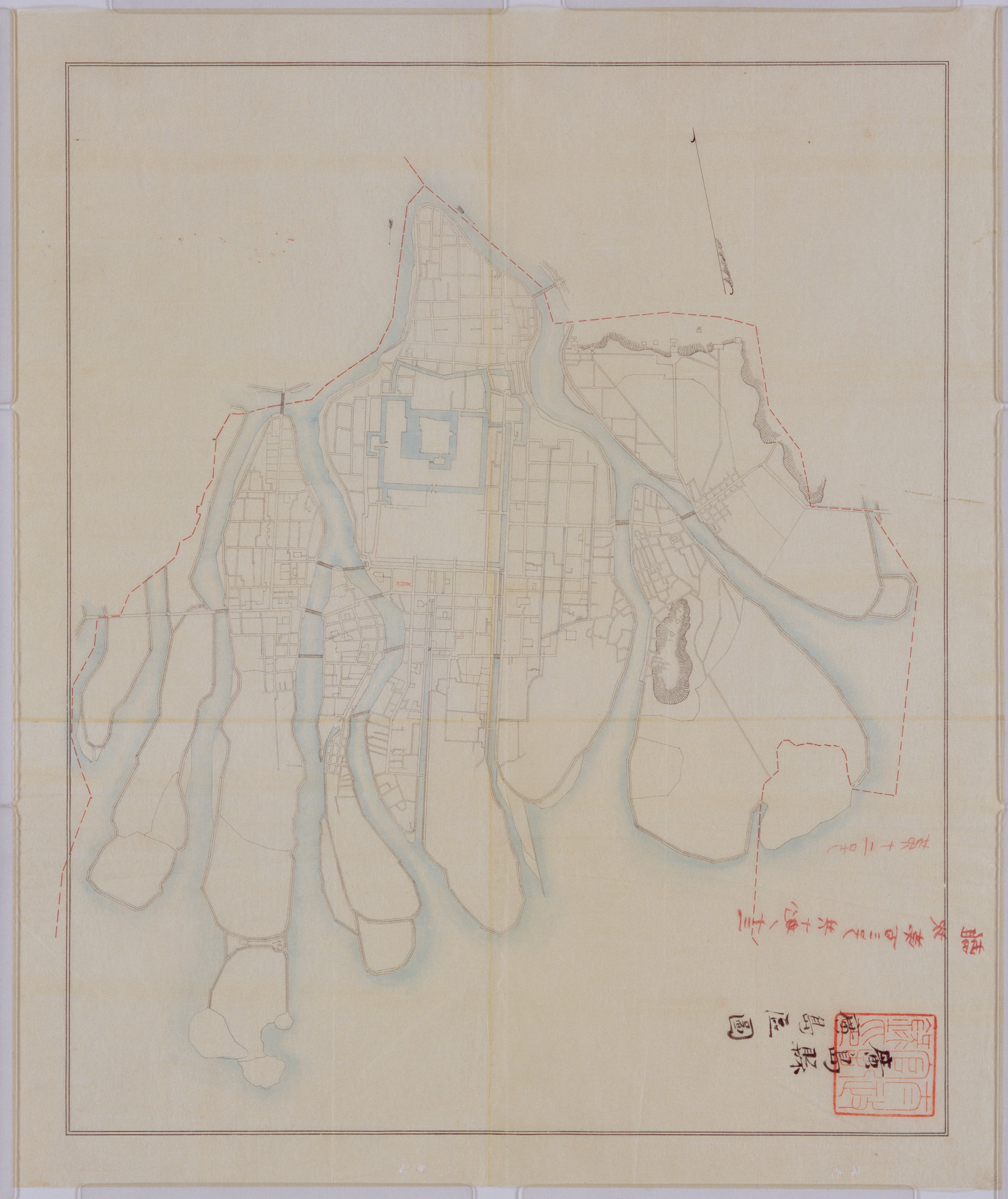
1878年郡区町村編制法後、廣島市として想定された範囲の地図。

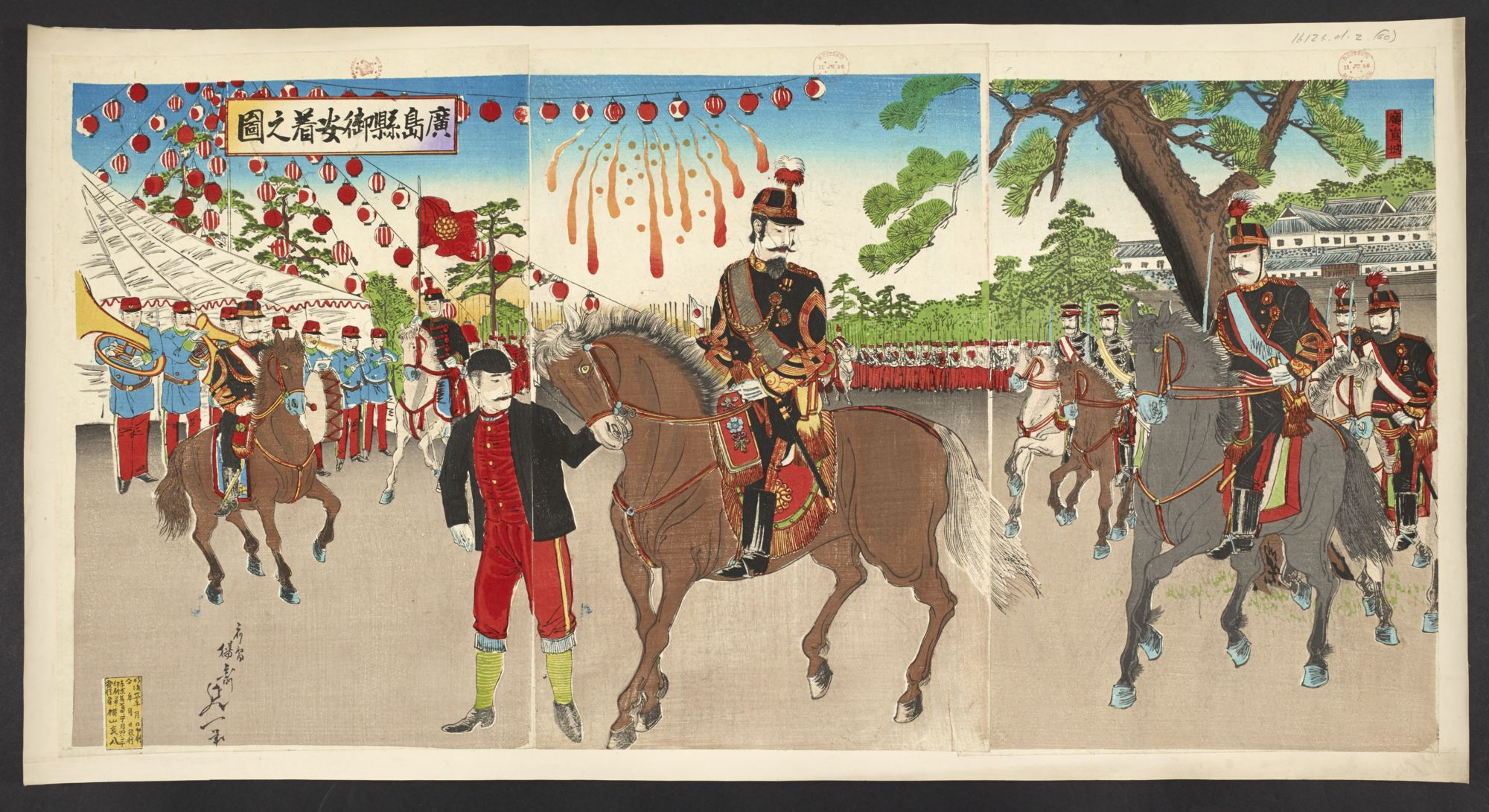
楊斎延一『広島県御安着之図』

（特徴：中央集権国家での地方統治の拠点・軍事都市）
明治に入り軍港の整備や、産業誘致の為の埋め立てでデルタはさらに拡大していった。現在の空港通り最南端は長束より約9kmの距離である。
- 1871年
  - 8月29日：廃藩置県により、旧広島藩領は全域「廣島縣」となる。
  - 10月12日：「鎮西鎮台第一文営」が広島城に設置される。徴兵制が始まっていないので旧藩兵からなる部隊であった。
- 1873年1月9日：「第五軍管広島鎮台」が第一文営跡に設置される。
- 1884年9月：千田貞暁県令（知事）により広島県営として宇品港の建設に着工。
- 1888年5月14日：第五軍管広島鎮台が第五師団司令部に昇格する。
- 1889年
  - 4月1日：開府300周年。市制施行により広島市となり、広島県の県庁所在地とされた。
  - 11月：宇品築港及び干拓工事の終了。当初の計画では氏族殖産補助金（旧藩主浅野氏）、氏族殖産金（国庫）と埋め立てによりできる新開地を担保とした。災害と計画変更により、更に二回に渡り国庫の補助を受けて私財も投じたため、千田県令は工事の完成を見ず新潟県に左遷されてしまう。漁民に抵抗を受け、県民に負担をかけ、当時の広島には不釣合いな大規模港湾であり県令の功名心による土木工事であるとの批判も受けた。しかし、日清戦争において広島が臨時首都となった要因は、前線に近い点だけでなく、鉄道が開通しており、近代港湾を持ち、物資の生産・集積・貯蔵に必要な十分な土地を持つという理由からであった。宇品港と宇品干拓と共に、近代における広島の発展の原動力となった千田県令は、後に再評価され勲三等旭日章を受け、男爵に叙せられ、千田廟公園（千田神社）が建てられた。
- 1893年5月：広島電灯設立。
- 1894年
  - 6月10日：山陽鉄道（現・山陽本線）が広島まで開通。
  - 8月4日：陸軍省の山陽鉄道への依頼により、広島駅から宇品港への宇品線の建設着工、2週間の突貫工事により同月20日完成。
  - 9月15日：日清戦争に伴い、大本営が臨時に広島に移る。以来、広島は軍都として発展する（→広島大本営）。
  - 10月18日：第7回帝国議会が広島臨時仮議事堂で開会（22日まで）。
  - 10月：市初の発電所（火力、30キロワット）が大手町に建設され、市内に電灯がともる[54]。
- 1896年5月19日:市章を制定する[55]。
- 1899年1月1日：広島市内で上水道の給水開始。
- 1903年12月27日：海田市駅から呉軍港を結ぶ呉線、官設により開通。
- 1905年2月：府中煙草製造所（元JT府中工場、及び同廣島分工場（元JT広島工場）が煙草製造開始。
- 1908年3月15日：市が下水道建設に着手[56]。
- 1909年
  - 10月：広島瓦斯株式会社創立。
  - 12月19日：大日本軌道広島支社が横川-祇園（下祇園駅と古市橋駅の間）（現可部線）を開業。
- 1910年10月1日：市内にガス供給開始。
- 1911年：広島城の外堀が埋められる。
- 1912年（明治45年）
  - 広島市歌（初代）を制定
  - 7月8日亀山発電所（水力、2100キロワット）が送電開始[54]。
  - 西堂川（西塔川）（現在の鯉城通り・一部千田通り）が埋め立てられる。これが御幸橋方面への市内電車通りとなる。

大正時代
- 1912年（大正元年）11月：広島電気軌道（現広島電鉄）による市内電車の運転始まる、広島駅-紙屋町-御幸橋、八丁堀-白島など4路線。

- 1915年
  - 4月28日：芸備鉄道が東広島（現在の東広島駅とは別）-志和地間を（現芸備線）開業。
  - 6月1日：芸備鉄道志和地-三次（現在の西三次）間が開業。
  - 8月5日：広島県物産陳列館が開場。

- 1920年
  - 7月15日：芸備鉄道広島-東広島（現在の東広島駅とは別）間が開業。国鉄広島駅へ乗り入れ。
- 1922年
  - 8月22日：広島電気軌道宮島線（己斐-草津）が開業。
- 1925年
  - 7月15日：宮島線廿日市-地御前間が開業。
- 1926年
  - 7月15日：宮島線地御前-新宮島（後に廃止）間が開業。

昭和時代
- 1928年

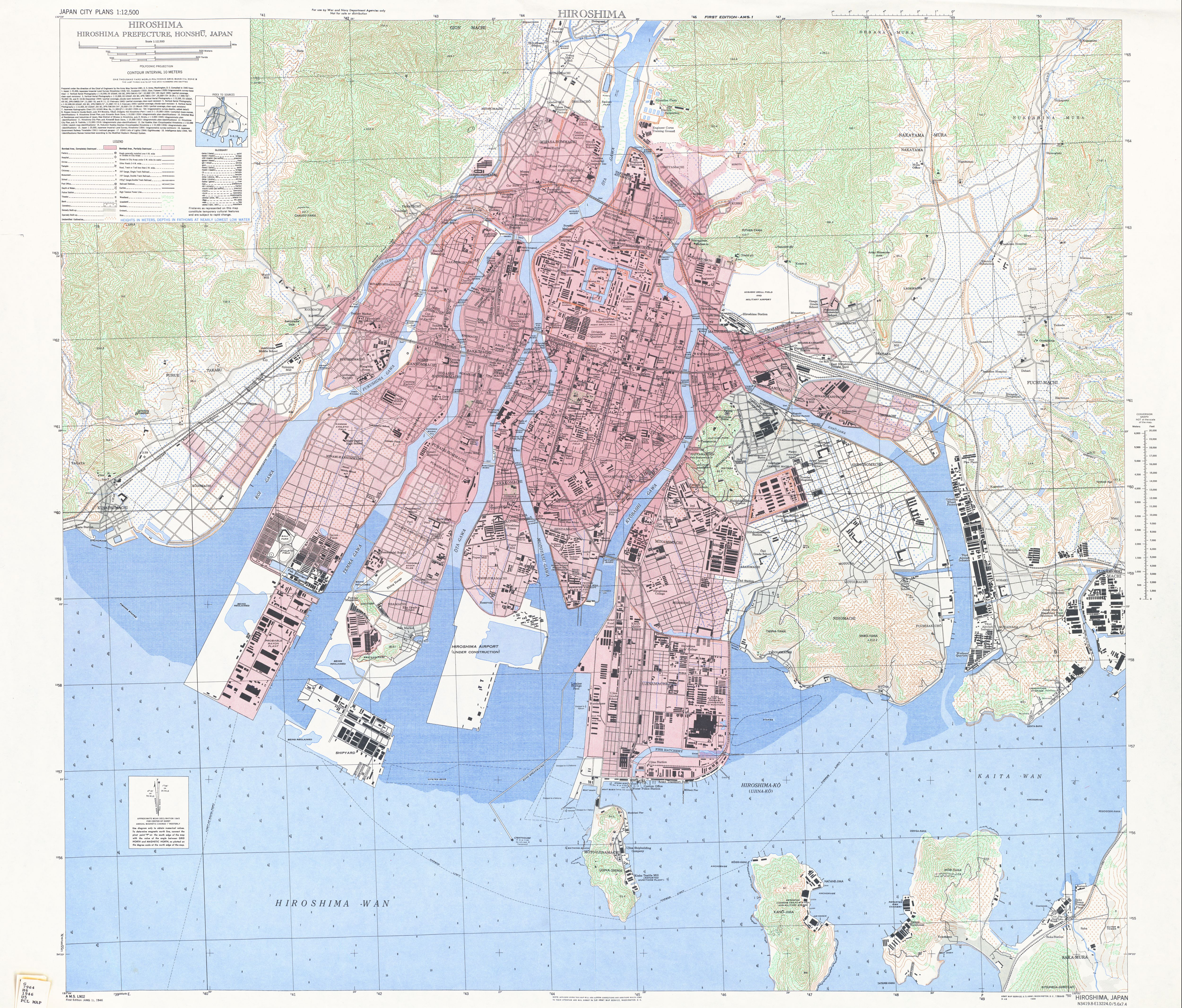
1945年米軍作成の広島市地図。赤い斜線（濃い赤）の部分が原爆による全壊地域、赤い点（薄い赤）の部分が半壊地域である。地図の升目は1000ヤード（914.4メートル）である。一部1930年代の情報で書かれている。

  - 4月14日：広島市役所竣工式。耐震耐火鉄筋コンクリート造りで地上5階、地下1階建て[57]。
- 1929年
  - 3月20日：昭和産業博覧会（主催広島市）開会式。55日間にわたる開催期間中の入場者数は約240万人[58]。
  - 4月1日：広島文理科大学が発足。
  - 4月18日：昭和産業博覧会開催を記念して中国新聞社より広島市歌（2代目）を市に寄贈。
- 1931年
  - 2月1日：宮島線新宮島-電車宮島（現在の広電宮島口）間が開業し、宮島線全通。
- 1932年
  - 太田川の山手川と福島川の改修工事（太田川放水路）が帝国議会で決定。工事は第二次世界大戦で一時中断。

第二次世界大戦中
（特徴：中央集権国家での地方統治の拠点・戦時体制下の軍事都市）
- 1944年11月18日：広島市で第一次建物疎開が実施される。原爆投下まで計6回実施される。
- 1945年
  - 2月：造幣局広島支局の仮工場が完成。貨幣の製造を開始。
  - 4月3日：広島市で学童疎開が始まる。
  - 6月： 広島文理科大学内に中国地方総監府が設置される。
  - 8月6日：アメリカ軍により世界初の核攻撃。原子爆弾が市中心部に投下された[59]。

### 現代
第二次世界大戦終結から現在まで

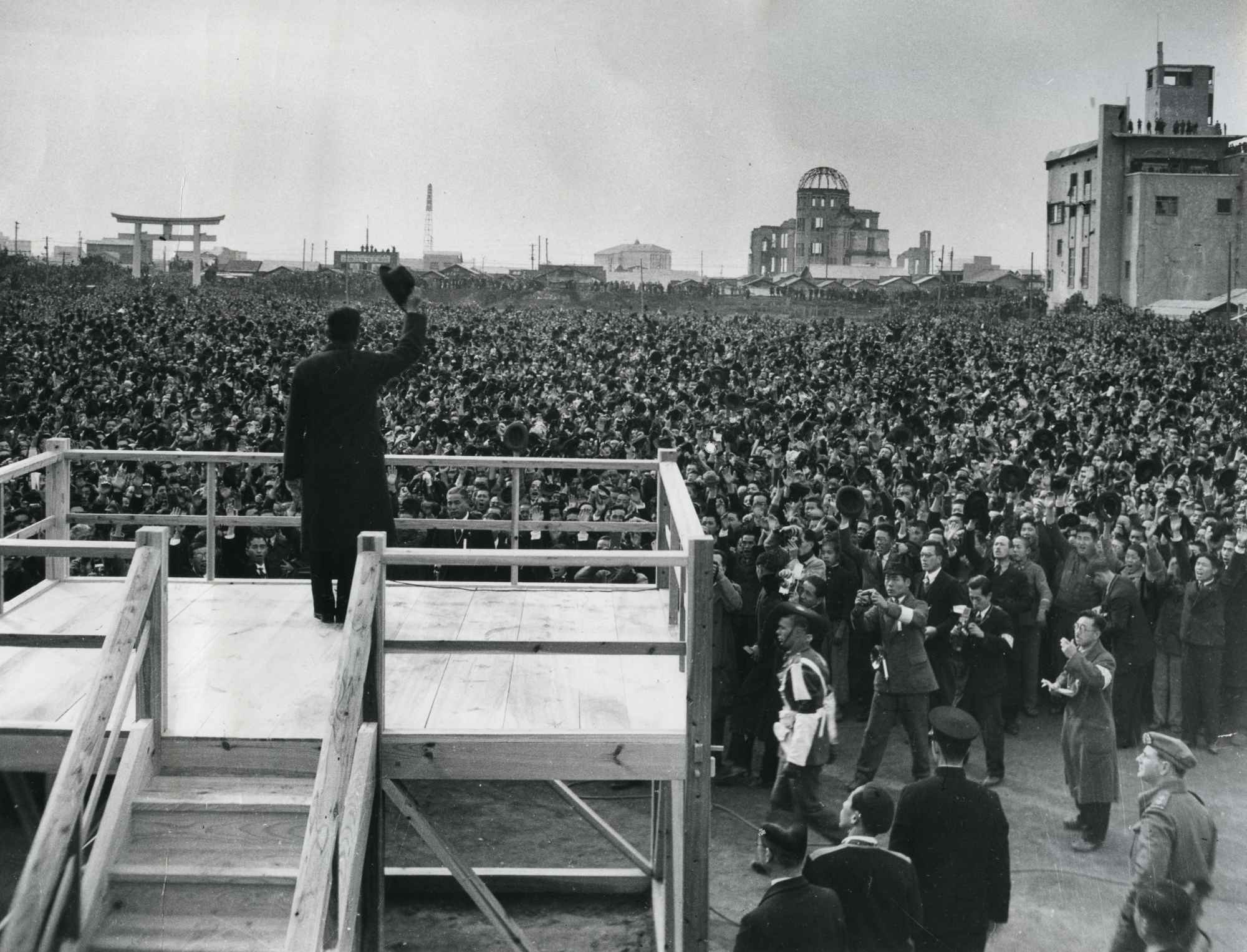
広島に行幸した昭和天皇を歓迎する市民（1947年）。左に当時の広島護国神社の鳥居、右に原爆ドーム

（特徴：中央集権国家での地方統治の拠点・平和記念都市としての都市整備・工業都市）
- 1945年9月17日：枕崎台風により被害を受ける。広島県内で死者・行方不明者2012人。
- 1947年12月：昭和天皇の戦後巡幸[60]。元広島護国神社前の広場で奉迎式が行われた[61]。その後、戦災児育成所、授産施設、中学校、市役所、県庁などに行幸[62]。
- 1949年
  - 市制60周年、開府360周年。
  - 3月27日：広島駅前にあったマーケットから火災。延焼して家屋969戸が全焼[63]。
  - 5月31日：広島大学が発足。
  - 8月6日：特別法である広島平和記念都市建設法が国会で可決され、住民投票を経て公布される。
  - 12月15日：プロ野球セントラル・リーグ広島カープが創設される。
- 1955年
  - 平田屋川（竹屋川）（現在の並木通り）が埋め立てられる。
- 1957年
  - 7月22日：広島カープの本拠地となる広島市民球場 (初代)完成。

1950年代後半ごろより、社会福祉資産の充実
戦後復興の対象が生活や産業基盤などの基礎インフラの再建・整備から文化・体育関連へと移っていった。1958年（S33）に広島復興大博覧会開催、1960年（S35）に広島県立図書館開館、広島港1万トンバース完成、1962年（S37）広島県立体育館が開館、1965年（S40）広島女子大学開学、1968年（S43）広島県立美術館開館。
- 1961年：広島空港（後に広島西飛行場、現・広島ヘリポート）開港。
- 1962年
  - 5月12日：日本国有鉄道 山陽本線 三原駅-広島駅間電化。
  - 10月1日：日本国有鉄道 山陽本線 広島駅-横川駅間電化。
- 1964年7月25日：横川駅-小郡駅（現在の新山口駅）間が電化され、山陽本線全線電化開通。
- 1965年8月18日：広島市歌（3代目、現行）を制定。
- 1966年：国道2号線新広島バイパスが海田町大正から仁保・国泰寺・鷹野橋・舟入を経由し西区観音まで開通。
- 1967年：山手川を拡幅し福島川を埋め立てる形で、太田川放水路完成。
- 1969年3月1日：東広島駅（貨物駅、現在の広島貨物ターミナル駅）開業。
- 1970年：広島市営地下鉄の建設計画が浮上。
- 1974年4月：西広島バイパス庚午北-観音本町間開通。
- 1975年
  - 3月10日：山陽新幹線広島駅開業。
  - 10月：広島東洋カープがセントラル・リーグ初優勝を遂げる。
- 1979年11月：広島東洋カープが初の日本一達成。
- 1980年4月1日：政令指定都市に移行。
- 1981年2月25日：ローマ・カトリック教会第264代教皇ヨハネ・パウロ2世広島訪問。
- 1982年1月15日：市外局番が082になる。
- 1985年3月20日：広島自動車道開通。

平成
- 1989年：'89 海と島の博覧会・ひろしま 開催。
- 1992年4月：日本プロサッカーリーグ（Jリーグ）に加盟するプロサッカークラブ「サンフレッチェ広島」設立。
- 1993年10月29日：広島空港が本郷町（現三原市）に移転、跡地にはコミューター空港として広島西飛行場が開業。
- 1994年
  - 6月11日：サンフレッチェ広島がJリーグ1stステージ初優勝を遂げる。
  - 8月20日：営業距離18.4 km（地下区間1.9 km、地上16.5 km）の新交通システムである広島高速交通広島新交通1号線（アストラムライン）が本通駅-広域公園前駅間で開業。
  - 10月2日：アジア競技大会開催。
- 1996年：原爆ドームが世界遺産（文化遺産）に登録。
- 1997年12月10日：山陽自動車道全通。
- 2001年
  - 3月24日：芸予地震が発生し、市内各所で震度5弱や5強の揺れを観測し道路陥没などの被害を受けた。
  - 4月11日：広島初の地下街「紙屋町シャレオ」開業。
  - 10月2日：広島高速4号線開通。
- 2006年10月16日：広島高速1号線開通。

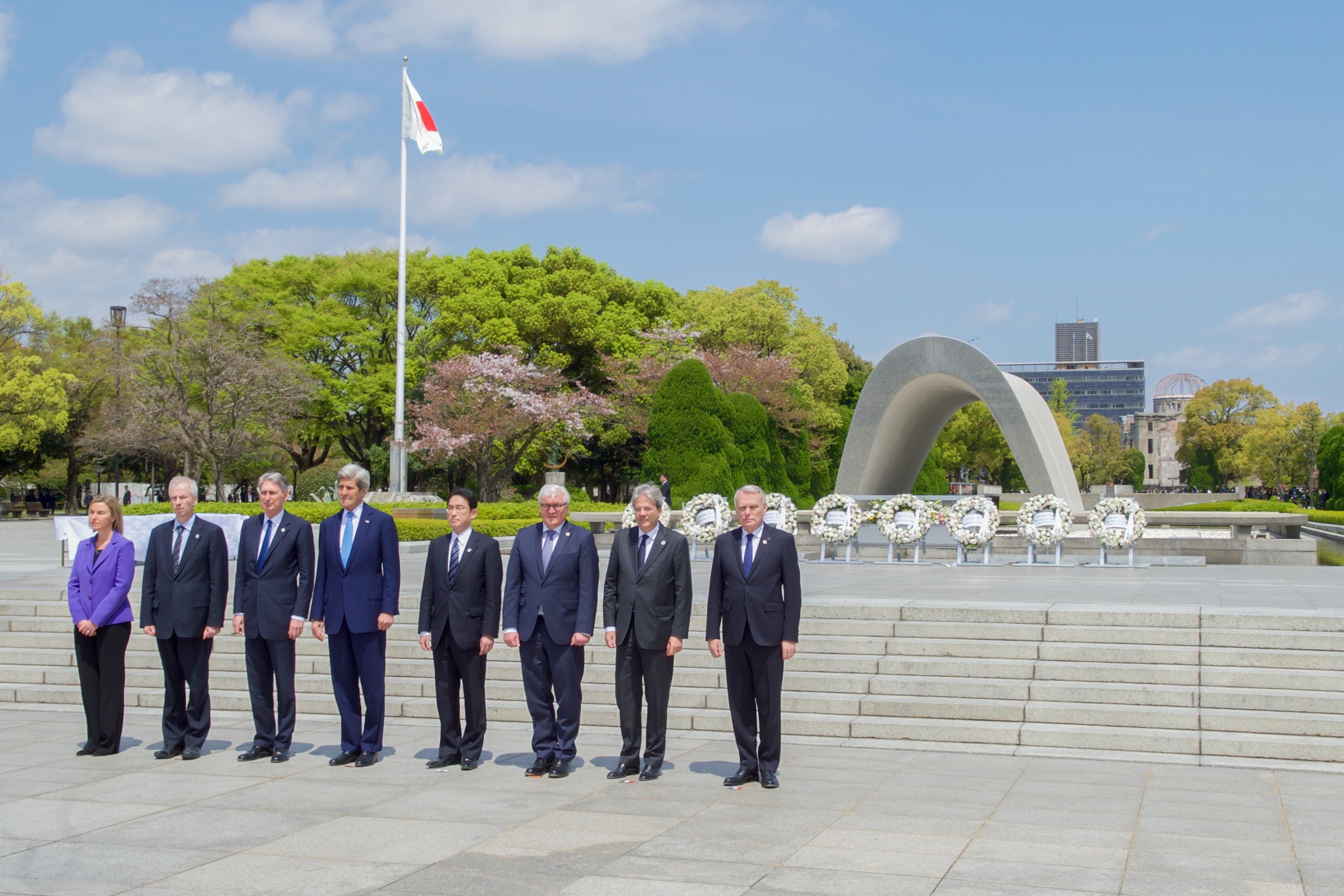
2016年G7広島外相会合

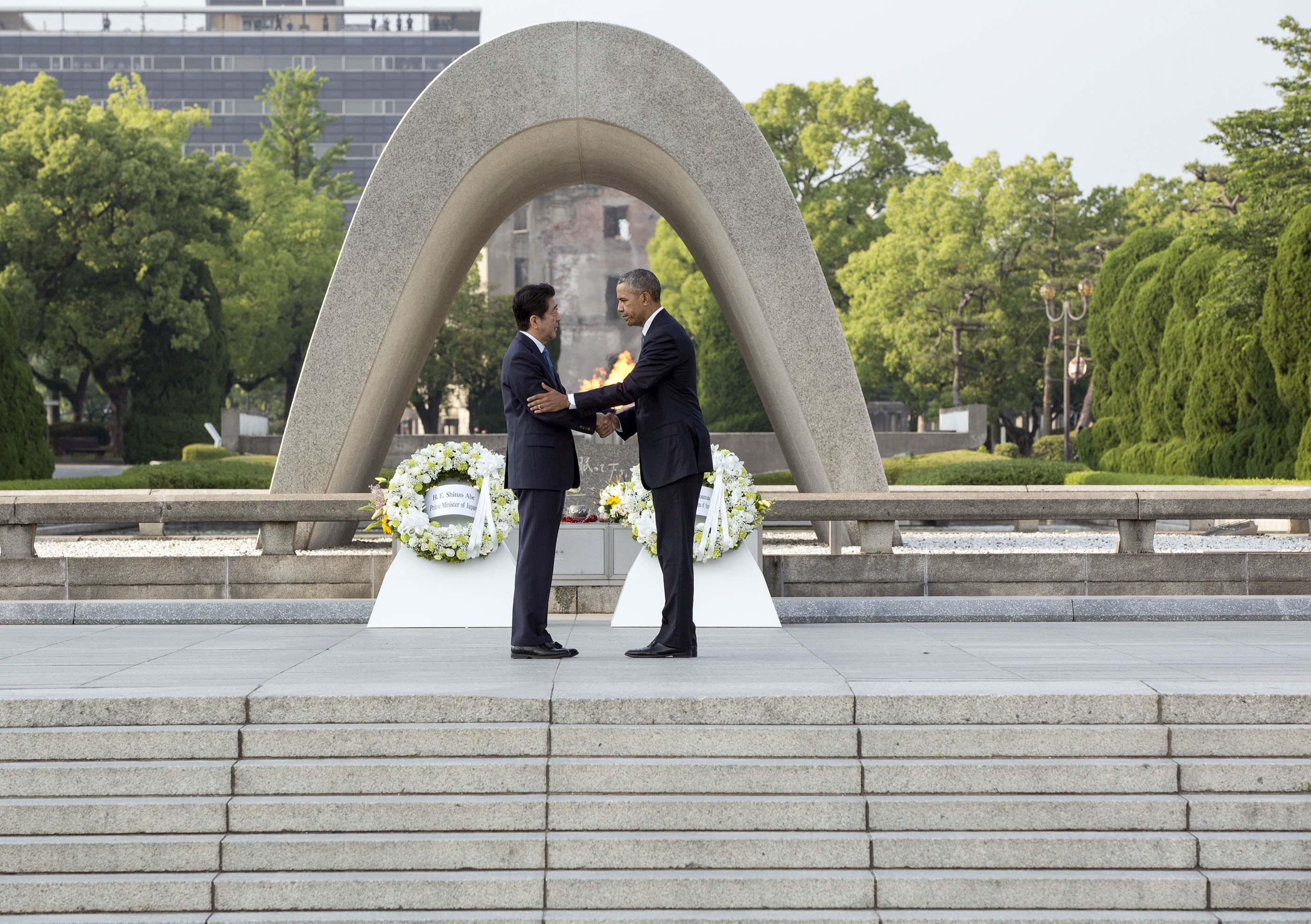
2016年バラク・オバマの広島訪問

- 2009年3月28日：広島東洋カープの新しい本拠地となるMAZDA Zoom-Zoom スタジアム広島（略称『マツダスタジアム』）完成。
- 2010年4月26日：広島高速2号線開通。広島高速3号線（広島南道路）吉島出入口まで開通。
- 2012年
  - 11月15日：広島西飛行場としての供用廃止。ヘリポートとして存続し、広島ヘリポートとしての供用開始。
  - 11月24日：サンフレッチェ広島が初のJリーグ年間王者に輝く。
- 2013年4月19日 - 5月12日：全国菓子大博覧会・ひろしま菓子博2013が広島市中央公園および広島市民球場跡地で開催。
  - 12月7日：サンフレッチェ広島がリーグ2連覇達成
- 2014年
  - 3月23日：広島高速3号線（広島南道路）全線開通。
  - 8月20日：19日深夜に降り続いた局地的豪雨の影響により、安佐北区、安佐南区で大規模な土石流、土砂崩れが発生（平成26年8月豪雨による広島市の土砂災害）。このように旧広島市は太田川の開口部に干拓して作られた土地の上にあり、多くの地名に海や干拓にまつわる字句が入っている[65]。またデルタ開発以前の長束から可部にかけての太田川下流域には古代からの水運に因んだ地名（大字・字）が残っている。
- 2015年3月14日：JR西日本とアストラムラインの「新白島駅」がそれぞれ開業。
  - 12月5日：サンフレッチェ広島が3度目のリーグ優勝達成
- 2016年
  - 4月10日 - 4月11日：G7広島外相会合開催。
  - 5月27日：バラク・オバマ第44代アメリカ合衆国大統領広島訪問。
  - 9月10日：広島東洋カープが7度目のリーグ優勝を果たす。
  - 9月23日：HIROSHIMA ORIZURU TOWERグランドオープン。

令和
- 2019年（令和元年）11月24日：ローマ・カトリック教会第266代教皇フランシスコ広島訪問。
- 2023年（令和5年）：G7広島サミット開催。
- 2024年（令和6年）：エディオンピースウイング広島オープン。

## 政治

### 行政

#### 市長
市長：松井一實（2011年4月10日- 4期目）
歴代市長　(公選)
| 期    | 氏名     | 就任年月日                | 退任年月日                | 備考 |
| ----- | -------- | ------------------------- | ------------------------- | ---- |
| 1-2   | 浜井信三 | 1947年（昭和22年）4月17日 | 1955年（昭和30年）4月8日  |      |
| 3     | 渡辺忠雄 | 1955年（昭和30年）5月2日  | 1959年（昭和34年）5月1日  |      |
| 4-5   | 浜井信三 | 1959年（昭和34年）5月2日  | 1967年（昭和42年）5月1日  |      |
| 6-7   | 山田節男 | 1967年（昭和42年）5月2日  | 1975年（昭和50年）1月8日  |      |
| 8-11  | 荒木武   | 1975年（昭和50年）2月23日 | 1991年（平成3年）2月22日  |      |
| 12-13 | 平岡敬   | 1991年（平成3年）2月23日  | 1999年（平成11年）2月22日 |      |
| 14-16 | 秋葉忠利 | 1999年（平成11年）2月23日 | 2011年（平成23年）4月7日  |      |
| 17-19 | 松井一實 | 2011年（平成23年）4月10日 | (現職)                    |      |

- 副市長：荒神原政司（2023年7月1日 - 2027年6月30日、4年）前・広島市企画総務局長[67]
- 教育長：松井勝憲[68]（2023年4月1日 - 2026年3月31日、任期3年）前・広島市教育委員会教育次長[69]

#### 行政機構
市の施設
- 広島市役所

県の施設
- 広島県庁
  - 広島県庁舎

#### 平和都市宣言
平和記念都市
原子爆弾が投下された歴史を踏まえ、広島市は自らを平和記念都市として、平和の確立と核兵器の廃棄を求める活動を活発に行っている。
爆心地周辺は、広島平和記念公園として整備され、原爆ドームは1996年ユネスコの世界遺産に登録された。
核被爆地としての意味を強調する場合、カタカナでヒロシマと表記することがある。これは長崎（ナガサキ）も同様である。

### 議会

#### 市議会
- 定数：54人
- 任期：2023年5月2日 - 2027年5月1日[70]
- 議長：母谷龍典（自民党・市民クラブ）（2023年5月11日 - ）[71][72]
- 副議長：1年交代[73]

#### 県議会
- 定数：28人
- 任期：2019年4月30日 - 2023年4月29日

| 選挙区       | 氏名     | 会派名                             | 備考                          |
| ------------ | -------- | ---------------------------------- | ----------------------------- |
| 中区 (3)     | 林大蔵   | 自由民主党広島県議会議員連盟       |                               |
| 中区 (3)     | 日下美香 | 公明党広島県議会議員団             |                               |
| 中区 (3)     | 佐藤一直 | 自由民主党広島県議会広志会・つばさ | 2022年3月14日に在宅起訴       |
| 東区 (3)     | 緒方直之 | 自由民主党広島県議会議員連盟       |                               |
| 東区 (3)     | 畑石顕司 | 自由民主党広島県議会議員連盟       |                               |
| 東区 (3)     | 柿本忠則 | 広島県議会民主県政会               |                               |
| 南区 (3)     | 中本隆志 | 自由民主党広島県議会議員連盟       |                               |
| 南区 (3)     | 中原好治 | 広島県議会民主県政会               |                               |
| 南区 (3)     | 窪田泰久 | 自由民主党広島県議会議員連盟       |                               |
| 西区 (4)     | 福知基弘 | 広島県議会民主県政会               |                               |
| 西区 (4)     | 田川寿一 | 公明党広島県議会議員団             |                               |
| 西区 (4)     | 山木茂   | 自由民主党広島県議会議員連盟       |                               |
| 西区 (4)     | （欠員） |                                    | 2022年3月15日に砂原克規が辞職 |
| 安佐南区 (5) | 栗原俊二 | 公明党広島県議会議員団             |                               |
| 安佐南区 (5) | 前田康治 | 自由民主党広島県議会議員連盟       |                               |
| 安佐南区 (5) | 鷹広純   | 広島県議会民主県政会               |                               |
| 安佐南区 (5) | 竹原哲   | 自由民主党広島県議会議員連盟       |                               |
| 安佐南区 (5) | 灰岡香奈 | 自由民主党広島県議会議員連盟       | 2021年11月14日の補選で初当選  |
| 安佐北区 (3) | 山崎正博 | 自由民主党広島県議会議員連盟       |                               |
| 安佐北区 (3) | 東保幸   | 広島県議会民主県政会               |                               |
| 安佐北区 (3) | 渡辺典子 | 自由民主党広島県議会広志会・つばさ | 2022年3月14日に在宅起訴       |
| 安芸区 (2)   | 桧山俊宏 | 自由民主党広島県議会議員会         |                               |
| 安芸区 (2)   | 西村克典 | 広島県議会民主県政会               |                               |
| 佐伯区 (3)   | 冨永健三 | 自由民主党広島県議会議員連盟       |                               |
| 佐伯区 (3)   | 宮崎康則 | 自由民主党広島県議会議員連盟       |                               |
| 佐伯区 (3)   | 西村克典 | 広島県議会民主県政会               |                               |

#### 国会
衆議院
- 任期：2021年10月31日 - 2025年10月30日（「第49回衆議院議員総選挙」参照）

| 選挙区                                | 議員名   | 党派名       | 当選回数 | 備考     |
| ------------------------------------- | -------- | ------------ | -------- | -------- |
| 広島県第1区（中区、東区、南区）       | 岸田文雄 | 自由民主党   | 10       | 選挙区   |
| 広島県第2区（西区、佐伯区など）       | 平口洋   | 自由民主党   | 5        | 選挙区   |
| 広島県第3区（安佐南区、安佐北区など） | 斉藤鉄夫 | 公明党       | 10       | 選挙区   |
| 広島県第4区（安芸区など）             | 新谷正義 | 自由民主党   | 4        | 選挙区   |
| 広島県第4区（安芸区など）             | 空本誠喜 | 日本維新の会 | 2        | 比例復活 |

## 官公庁・施設

### 国家機関
| - 内閣府 - 公正取引委員会事務総局近畿中国四国事務所中国支所 - 警察庁 - 中国四国管区警察局 - 人事院中国事務局 - 総務省 - 中国総合通信局 - 中国四国管区行政評価局 - 財務省 - 中国財務局 - 広島国税局（国税庁） - 広島北税務署 - 広島西税務署 - 広島東税務署 - 広島南税務署 - 法務省 - 広島法務局 - 広島矯正管区 - 広島刑務所 - 広島拘置所 - 中国地方更生保護委員会 - 中国公安調査局（公安調査庁） - 広島出入国在留管理局（出入国在留管理庁） - 経済産業省 - 中国経済産業局 - 国土交通省 - 中国地方整備局 - 中国運輸局 - 広島地方気象台（気象庁） - 国土地理院中国地方測量部 - 第六管区海上保安本部（海上保安庁） - 広島地方海難審判所 | - 農林水産省 - 中国四国農政局 - 広島県拠点 - 中国土地改良調査管理事務所 - 近畿中国森林管理局広島森林管理署（林野庁） - 厚生労働省 - 中国四国厚生局 - 広島労働局 - 広島中央労働基準監督署 - 広島公共職業安定所 - 環境省 - 中国四国地方環境事務所広島事務所 - 防衛省 - 中国四国防衛局 - 自衛隊広島地方協力本部 - 独立行政法人など - 住宅金融支援機構中国支店 - 日本政策金融公庫広島支店 - 日本政策投資銀行中国支店 - 政府と民間団体が共同出資 - 商工組合中央金庫広島支店・広島西部支店 |

裁判所

| - 広島高等裁判所 - 広島地方裁判所 - 広島家庭裁判所 | - 広島簡易裁判所 - 可部簡易裁判所 |

### 施設

#### 警察

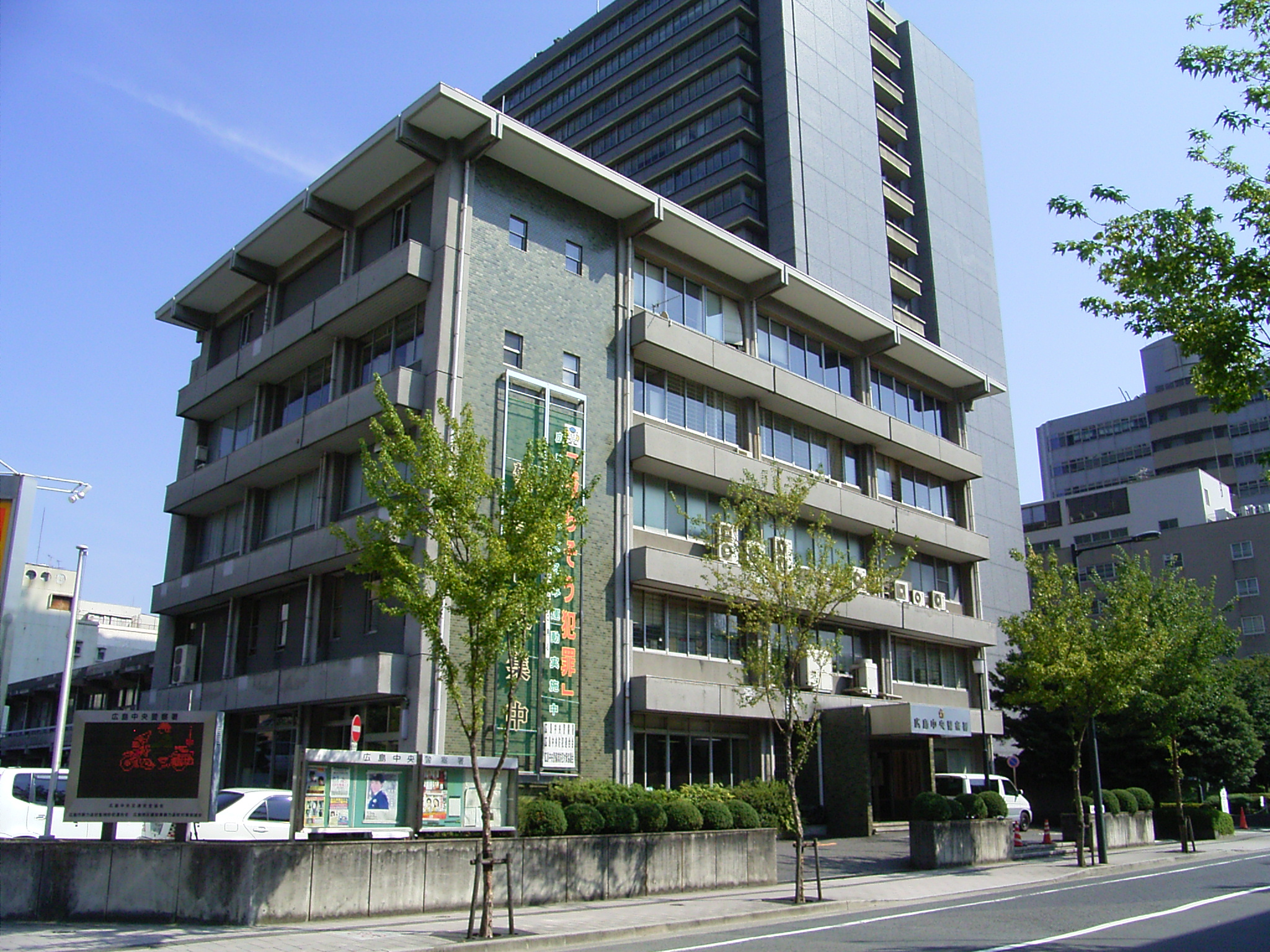
広島中央警察署

本部
- 広島県警察

警察署
- 広島中央警察署（中区）
- 広島東警察署（東区）
- 広島西警察署（西区）
- 広島南警察署（南区）
- 佐伯警察署（佐伯区）
- 安佐南警察署（安佐南区）
- 安佐北警察署（安佐北区）

#### 消防

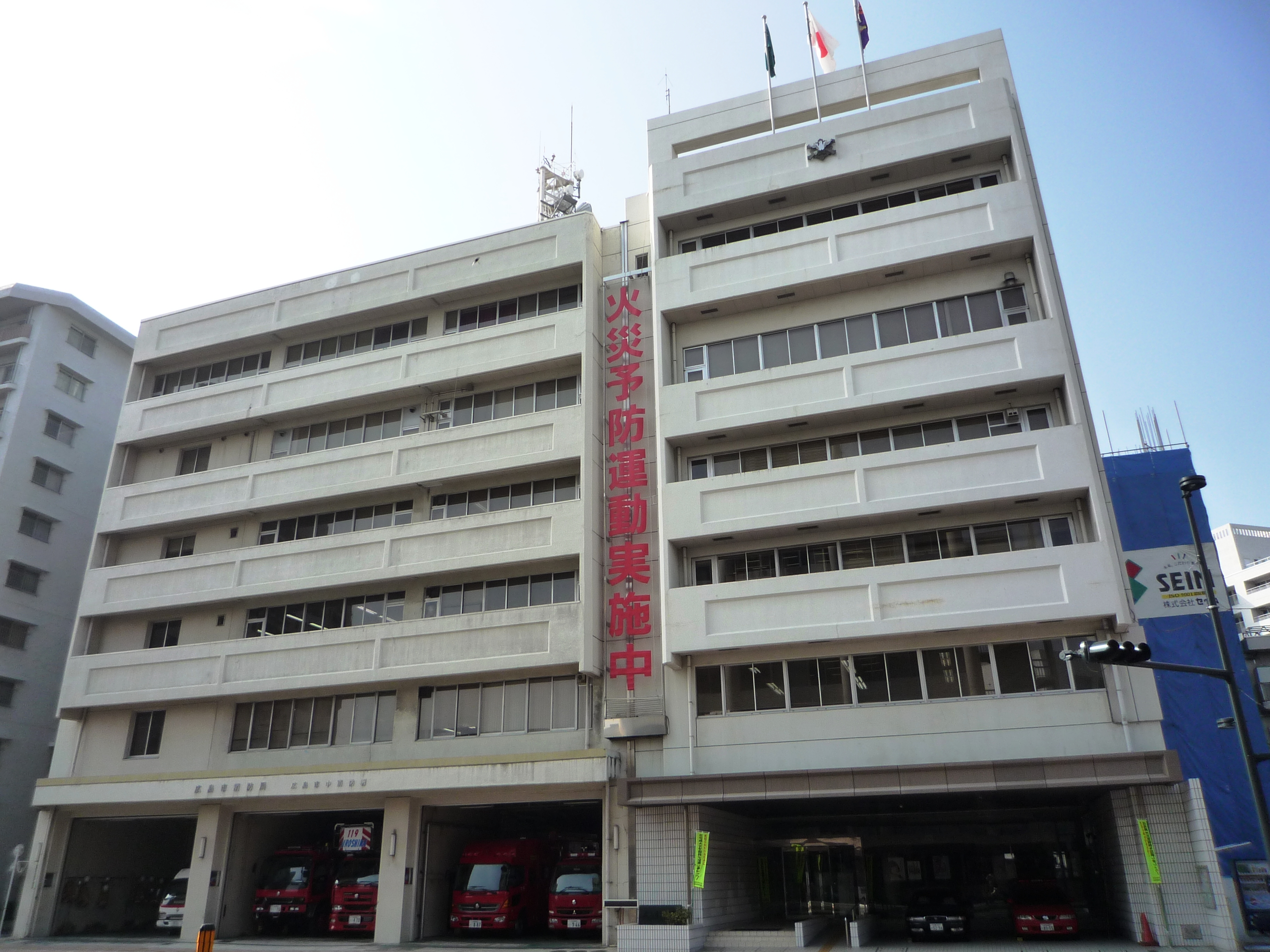
広島市消防局

本部
- 広島市消防局

消防署
- 中消防署（中区）
- 東消防署（東区）
- 西消防署（西区）
- 南消防署（南区）
- 佐伯消防署（佐伯区）
- 安佐南消防署（安佐南区）
- 安佐北消防署（安佐北区）
- 安芸消防署（海田町）- 安芸区の地域管轄

#### 医療
高度救命救急センターを併設する病院

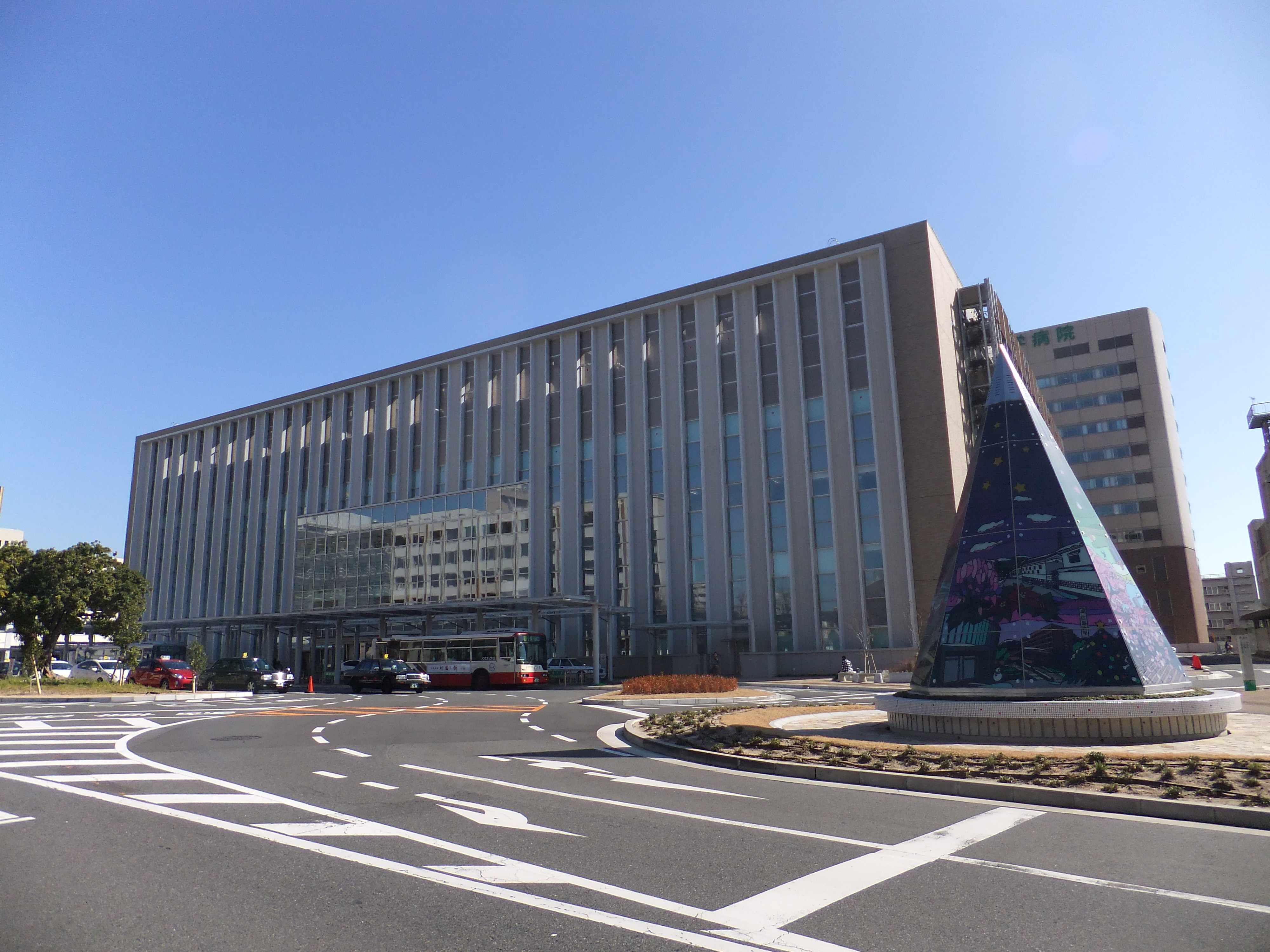
広島大学病院
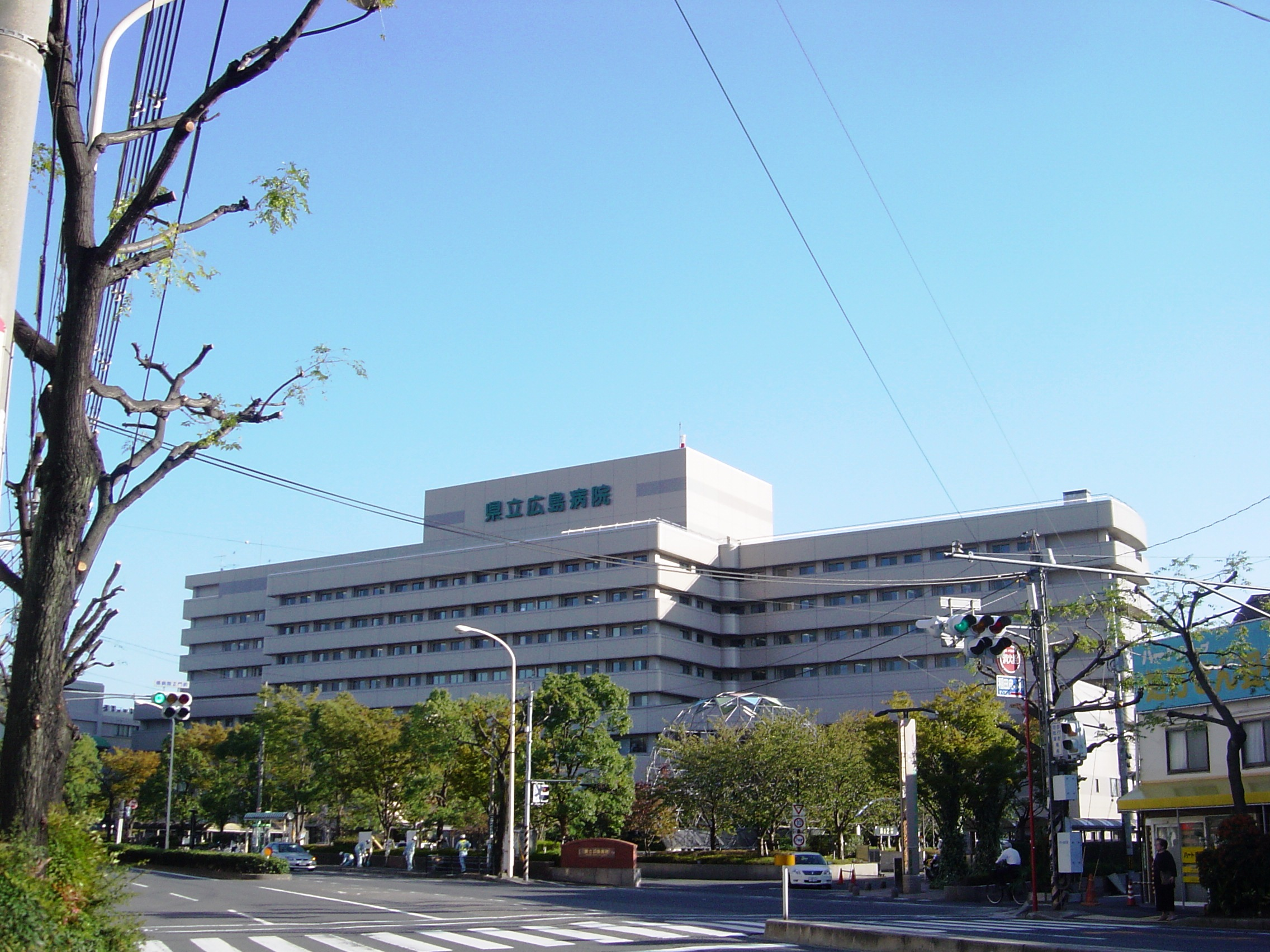
県立広島病院
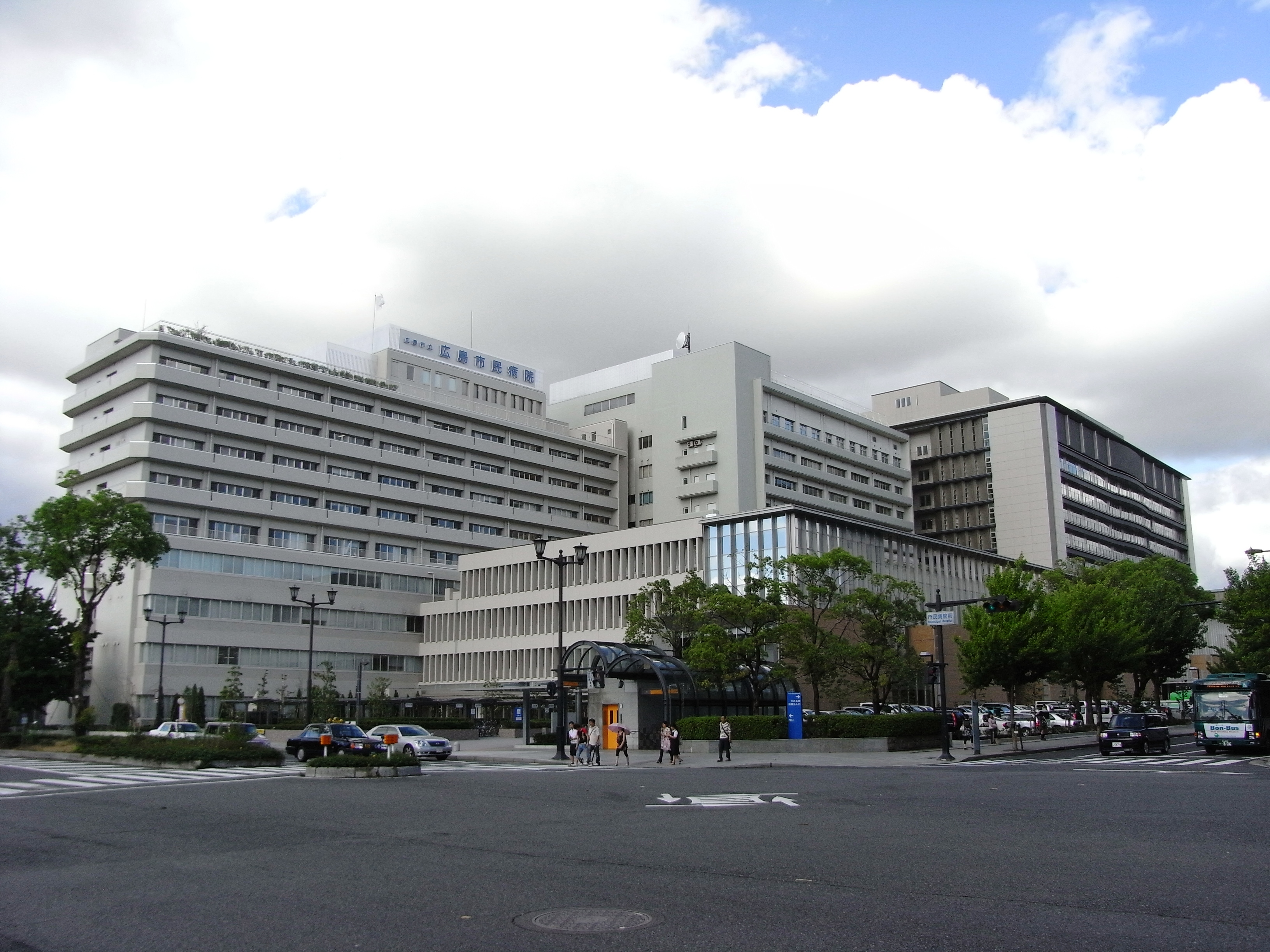
広島市立広島市民病院
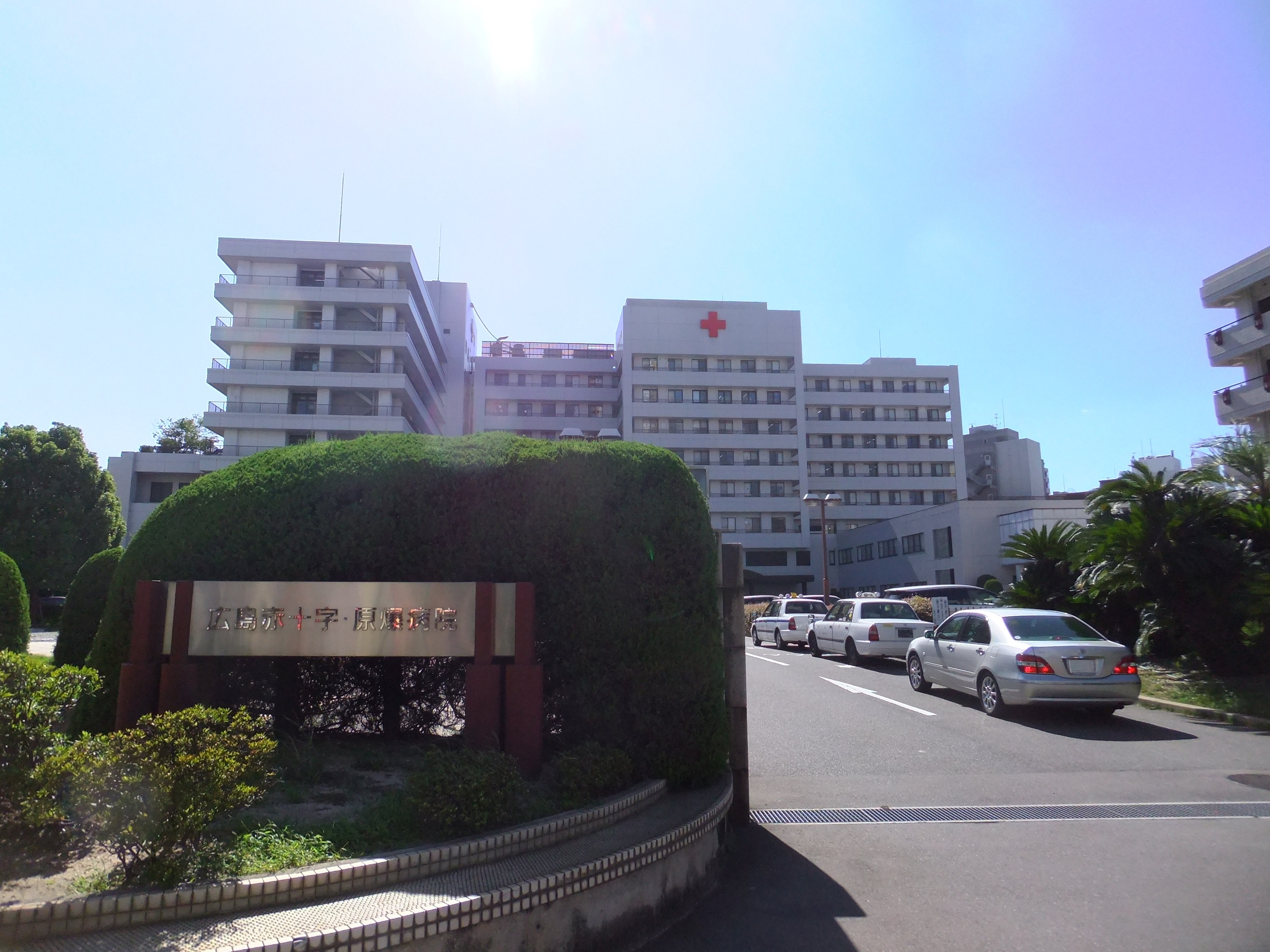
広島赤十字・原爆病院
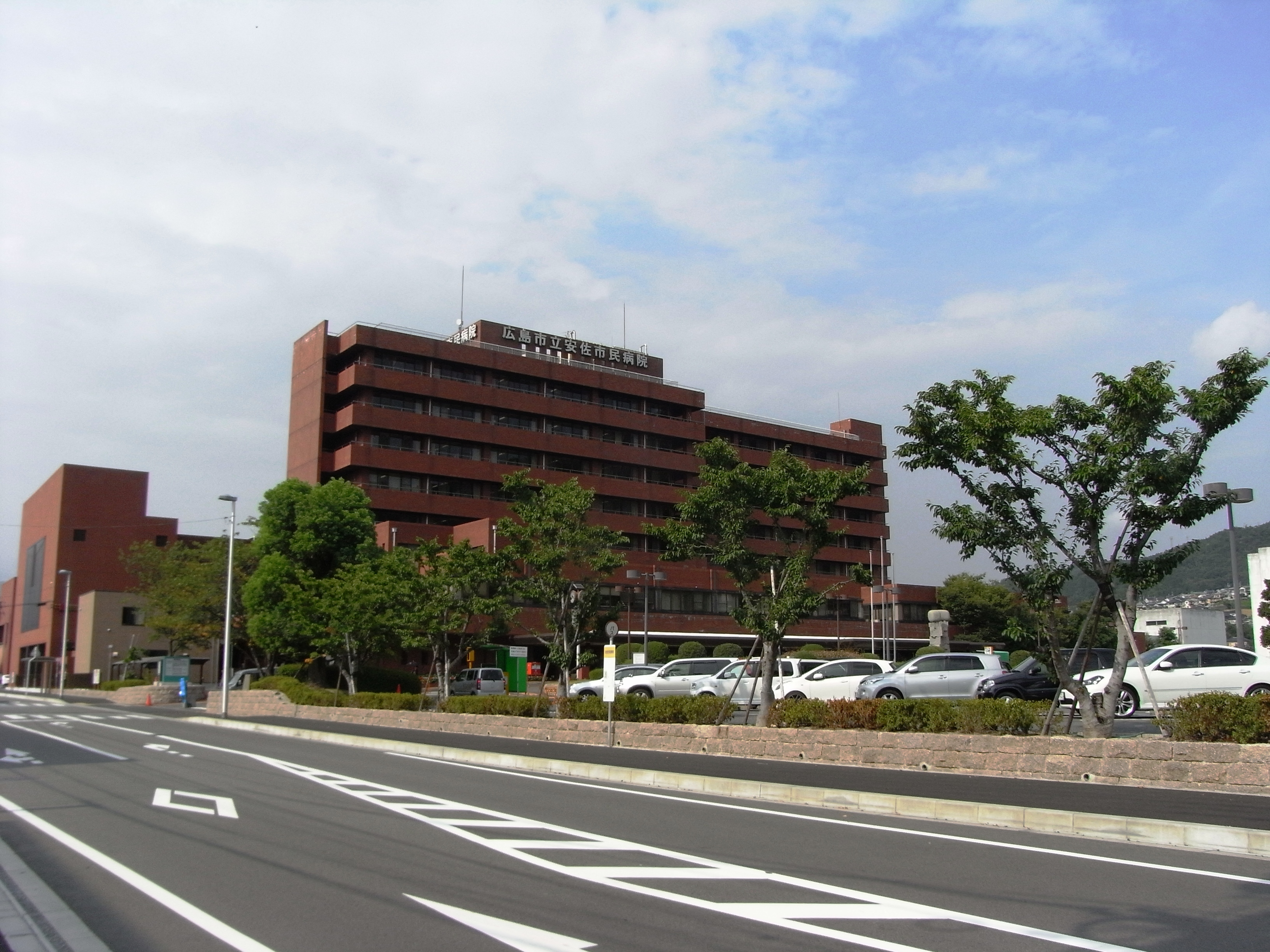
広島市立安佐市民病院
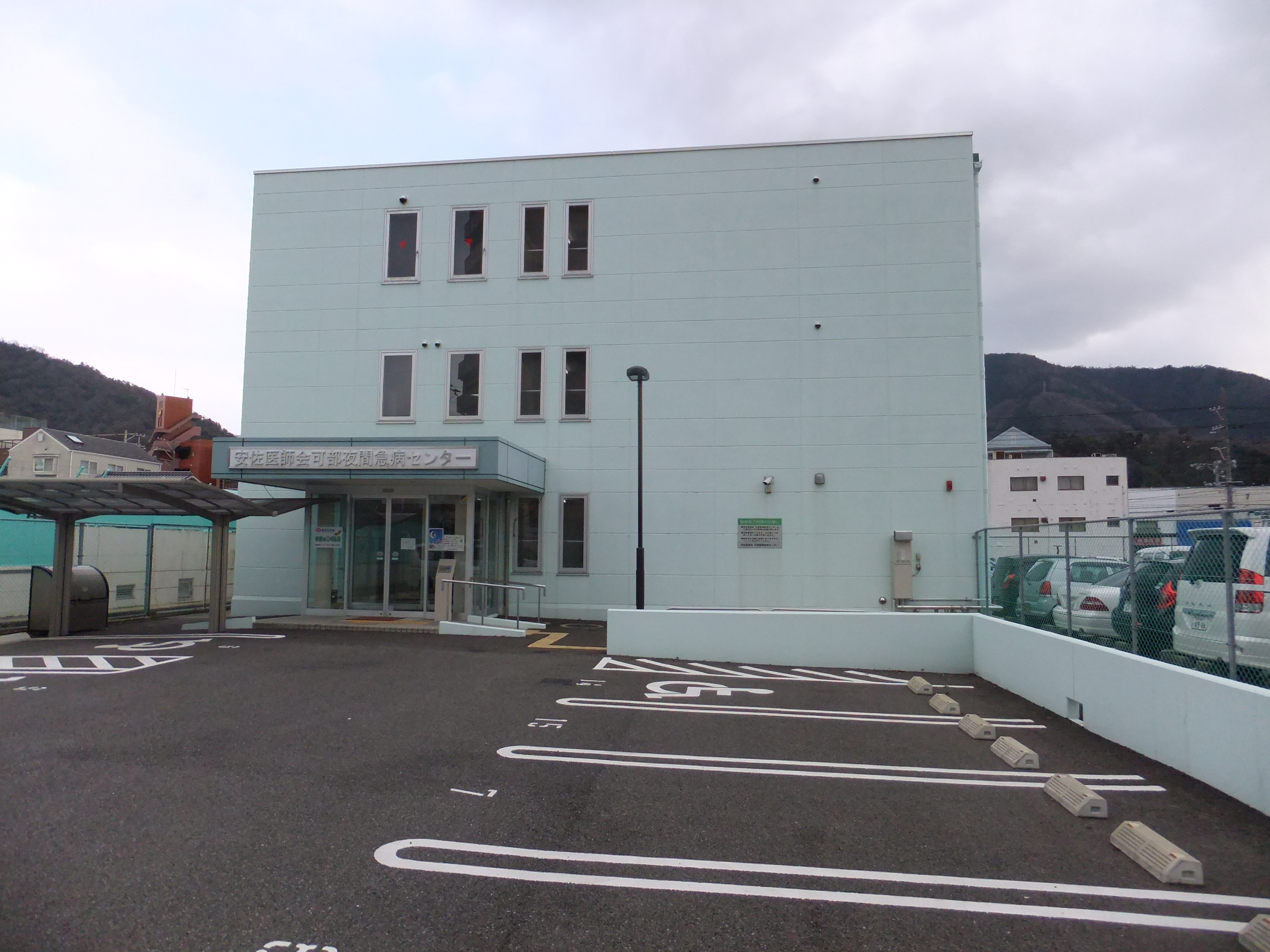
安佐医師会可部夜間急病センター
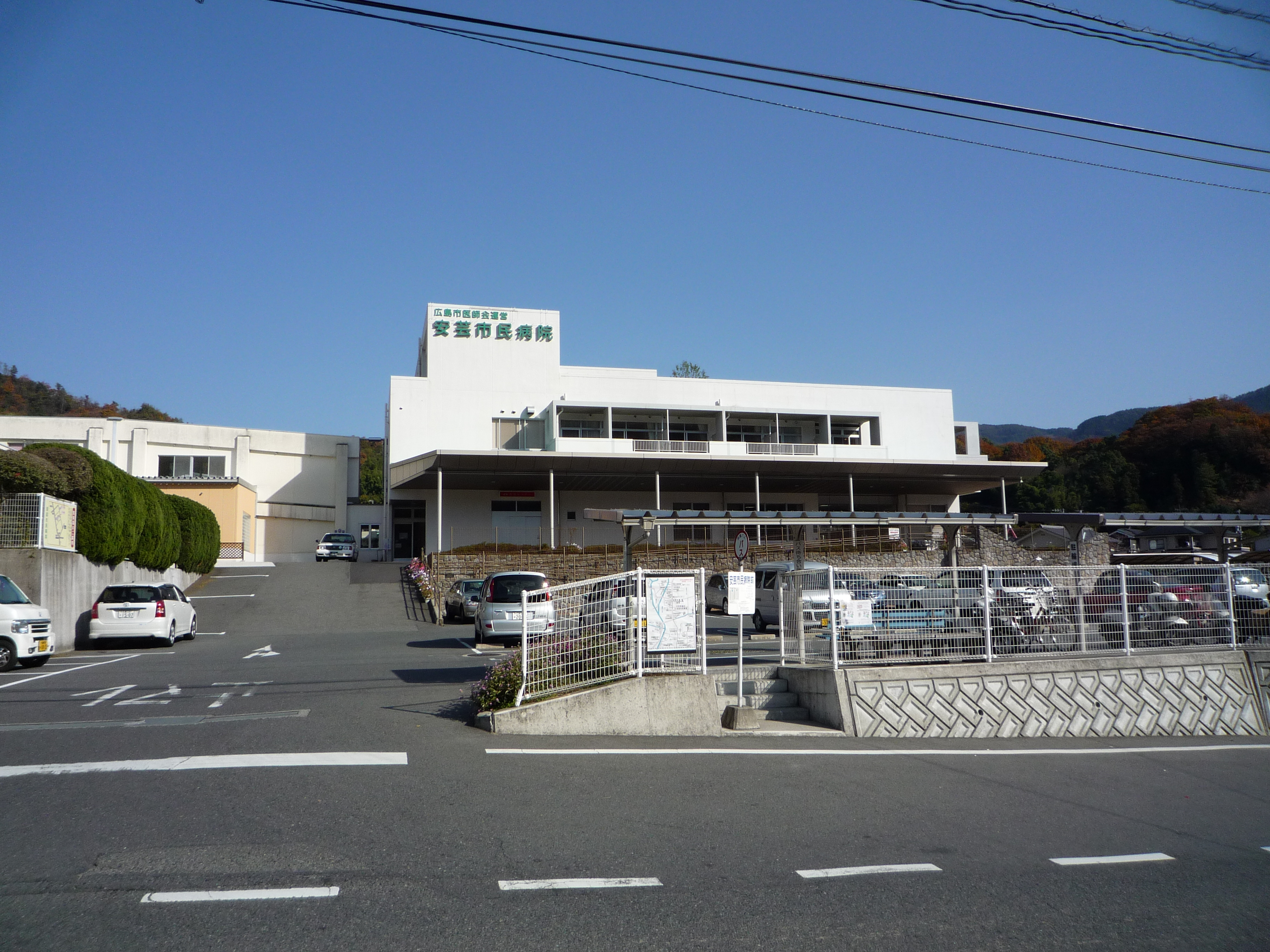
広島市医師会運営・安芸市民病院
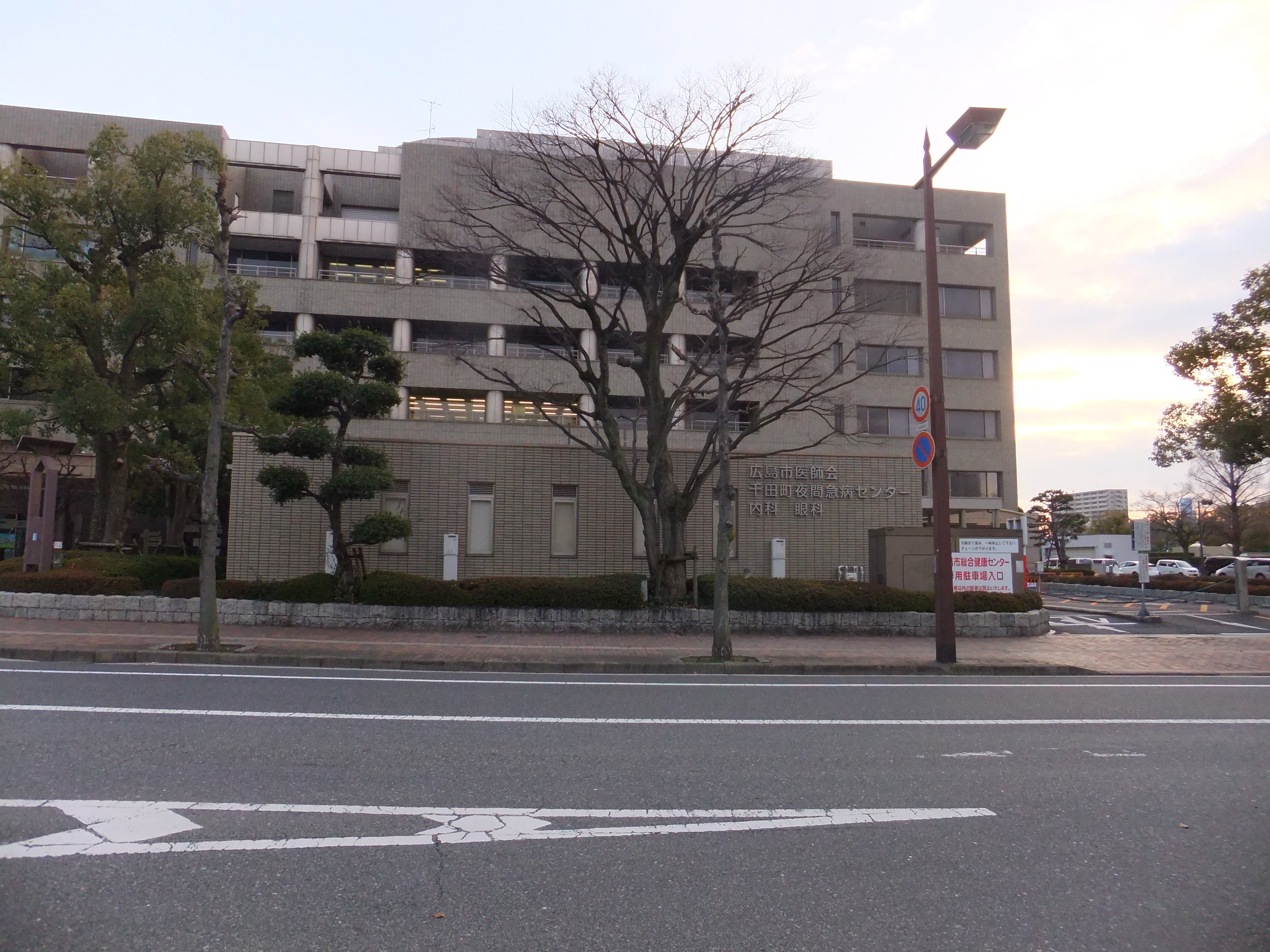
広島市医師会千田町夜間急病センター
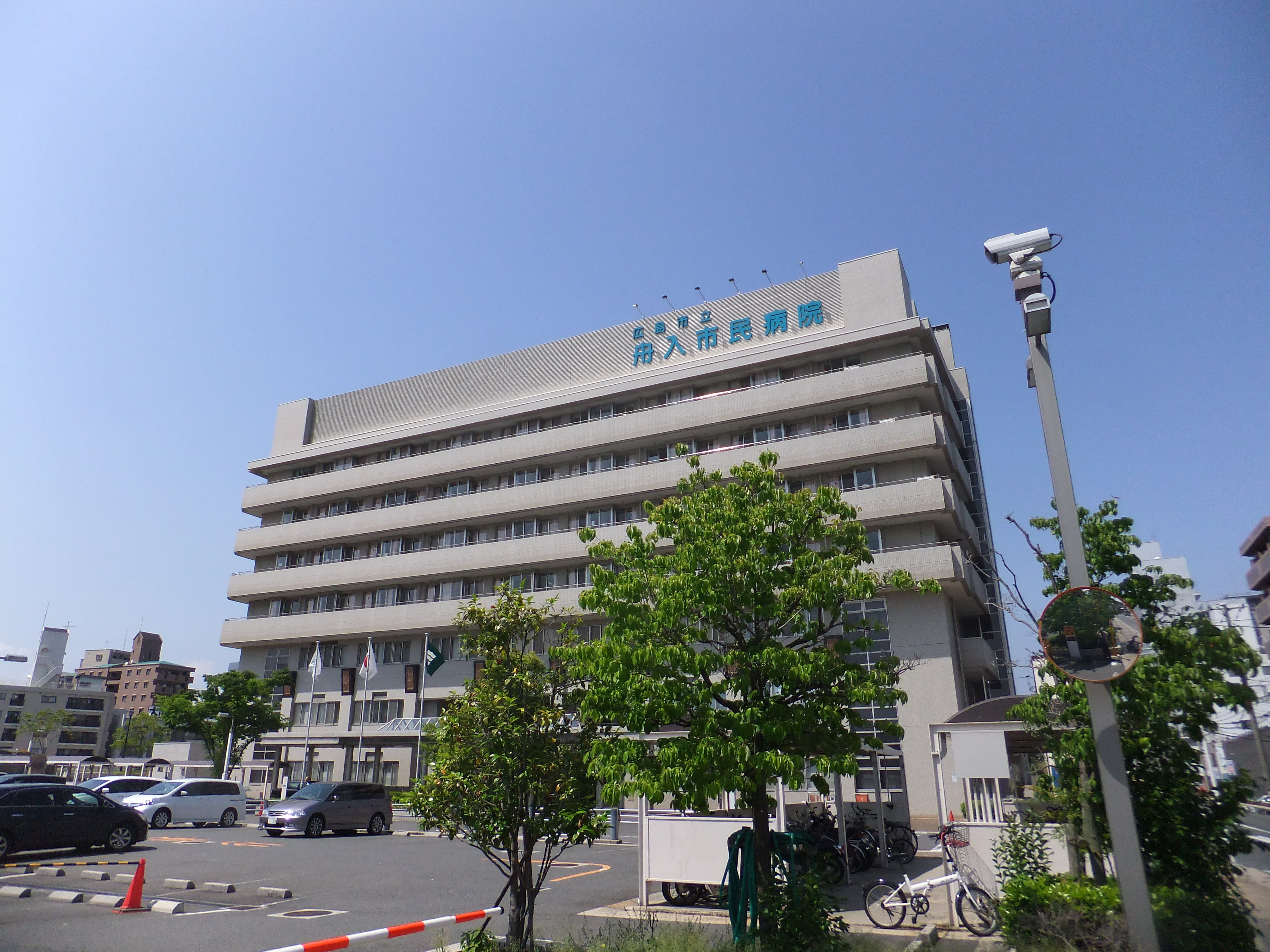
広島市立舟入市民病院
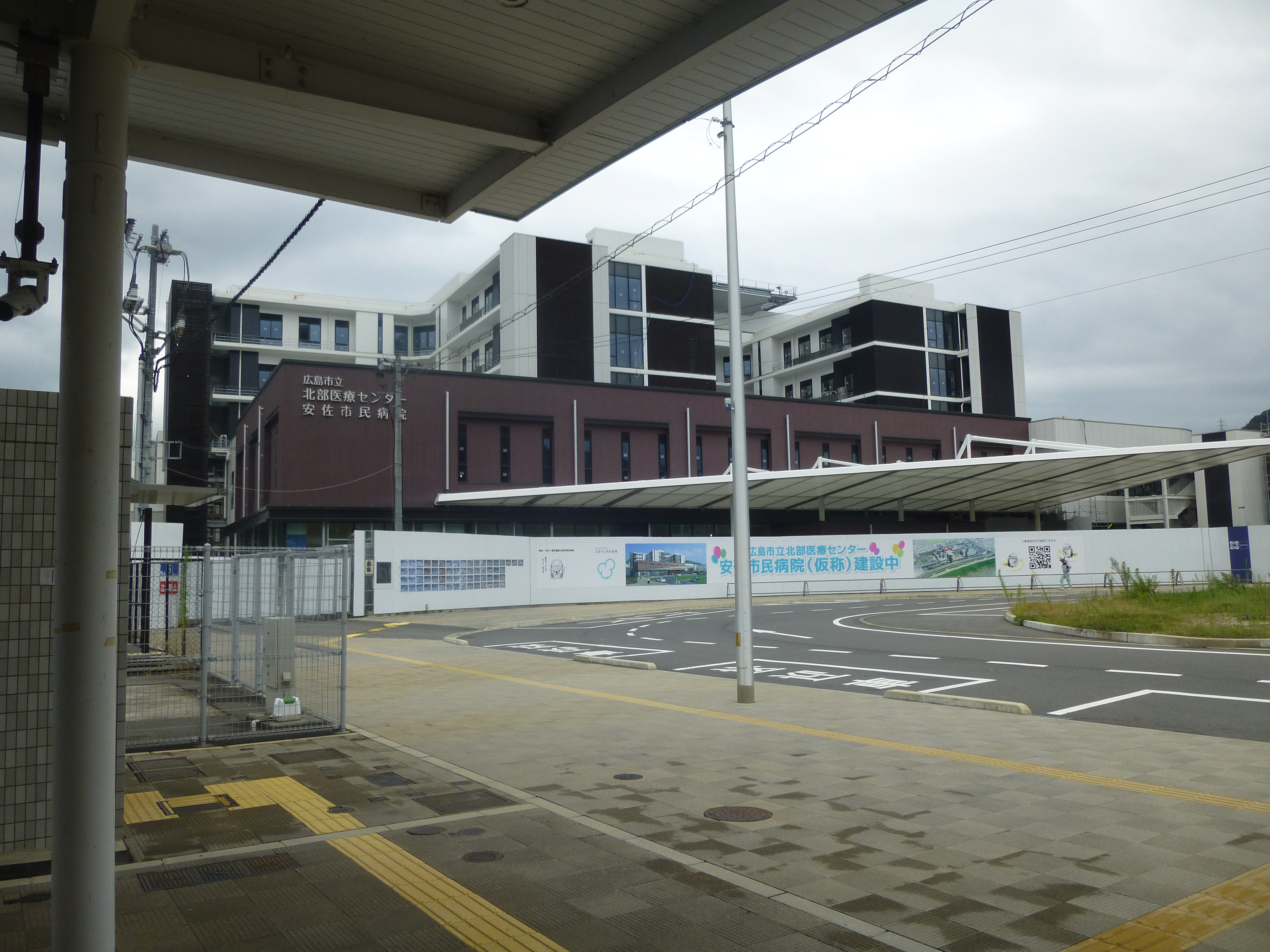
移転予定の広島市北部医療センター安佐市民病院

広島県災害拠点病院
- 県立広島病院
- 広島市立広島市民病院
- 広島赤十字・原爆病院

広島県災害拠点病院かつ夜間・休日診療に対応する病院
- 広島市立北部医療センター安佐市民病院

夜間・休日診療に対応する病院
- 安佐医師会可部夜間急病センター
- 広島市医師会運営・安芸市民病院
- 広島市医師会千田町夜間急病センター
- 広島市立舟入市民病院

- 広島大学病院
- 県立広島病院
- 広島市立広島市民病院
- 広島赤十字・原爆病院
- 広島市立安佐市民病院
- 安佐医師会可部夜間急病センター
- 広島市医師会運営・安芸市民病院
- 広島市医師会千田町夜間急病センター
- 広島市立舟入市民病院
- 移転予定の広島市北部医療センター安佐市民病院

#### 図書館
- 広島市立中央図書館
  - 広島市立中区図書館
  - 広島市立東区図書館
  - 広島市立南区図書館
  - 広島市立西区図書館
  - 広島市立安佐南区図書館
  - 広島市立安佐北区図書館
  - 広島市立安芸区図書館
  - 広島市立佐伯区図書館
    - 広島市立佐伯区図書館 湯来河野閲覧室

  - 広島市立まんが図書館
  - 広島市立まんが図書館あさ閲覧室
  - 広島市映像文化ライブラリー
- 広島市こども図書館
- 広島県立図書館

広島市は、高知市や新潟市などと列んで、漫画家の多い都市となっている。広島市出身の漫画家については、出身有名人の項目へ。

#### 交流施設
展示施設
- 広島市中小企業会館
- 広島県立広島産業会館

大規模多目的ホール
- 広島サンプラザ（固定席3000席）
- 広島市文化交流会館（旧称「広島厚生年金会館」）大ホール（2001席）
- 広島県立文化芸術ホール（ALSOKホール・旧称「広島郵便貯金ホール」）（1730席）
- 広島国際会議場フェニックスホール（1504席）
- アステールプラザ大ホール（1204席）

#### 文化施設

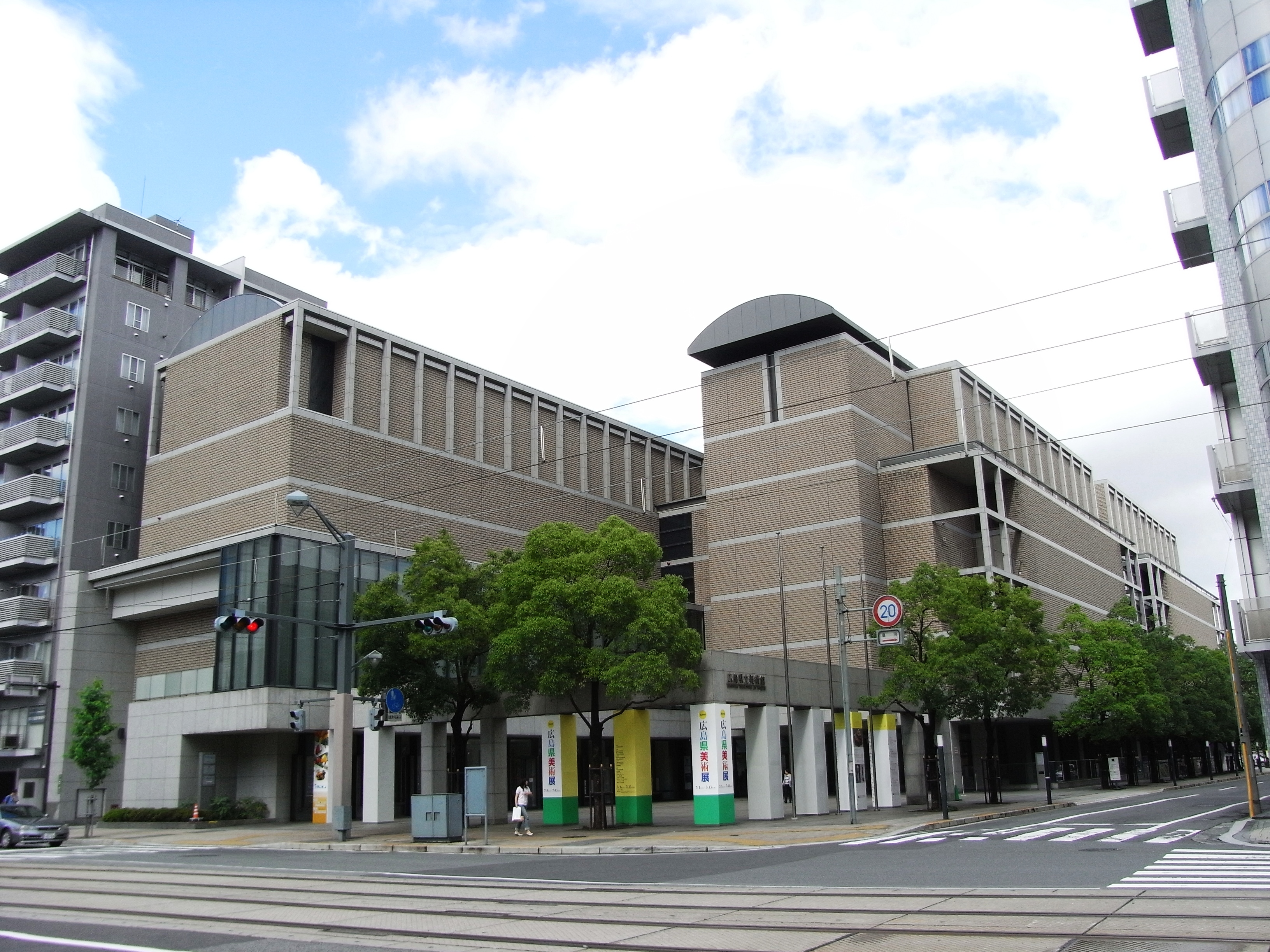
広島県立美術館

博物館

| - 国立広島原爆死没者追悼平和祈念館 - 広島市郷土資料館 - 広島市健康づくりセンター健康科学館 | - 広島市交通科学館 - 広島市こども文化科学館 - 広島市江波山気象館 | - 広島城 - 広島平和記念資料館 |

美術館
- 広島県立美術館
- 広島市現代美術館
- ひろしま美術館

#### 運動施設
| マツダスタジアム |  | グラウンドと内野席の様子 |
| マツダスタジアム |  | グラウンドと内野席の様子 |

- MAZDA Zoom-Zoom スタジアム広島（広島市民球場）
- エディオンピースウイング広島（広島サッカースタジアム）
- 広島広域公園
  - 広島ビッグアーチ
  - 第一球技場
  - 第二球技場
  - テニスコート
- コカ・コーラウエスト広島総合グランド
  - コカ・コーラウエスト広島スタジアム
  - コカ・コーラウエストラグビー場
  - コカ・コーラウエスト野球場
  - 補助競技場
  - 運動場
- 総合屋内プール（広島ビッグウェーブ）
- 広島県立総合体育館
  - 広島グリーンアリーナ
  - 小アリーナ
  - 武道場
  - 弓道場
  - 屋内プール
  - トレーニングルーム
- 中央公園ファミリープール
- 中央庭球場・中央バレーボール場
- 広島観音マリーナ
- 広島競輪場
- 広島サンプラザ
- 可部運動公園（野球場・テニスコート・卓球場・多目的スポーツ広場）
- 安佐北区スポーツセンター

## 対外関係

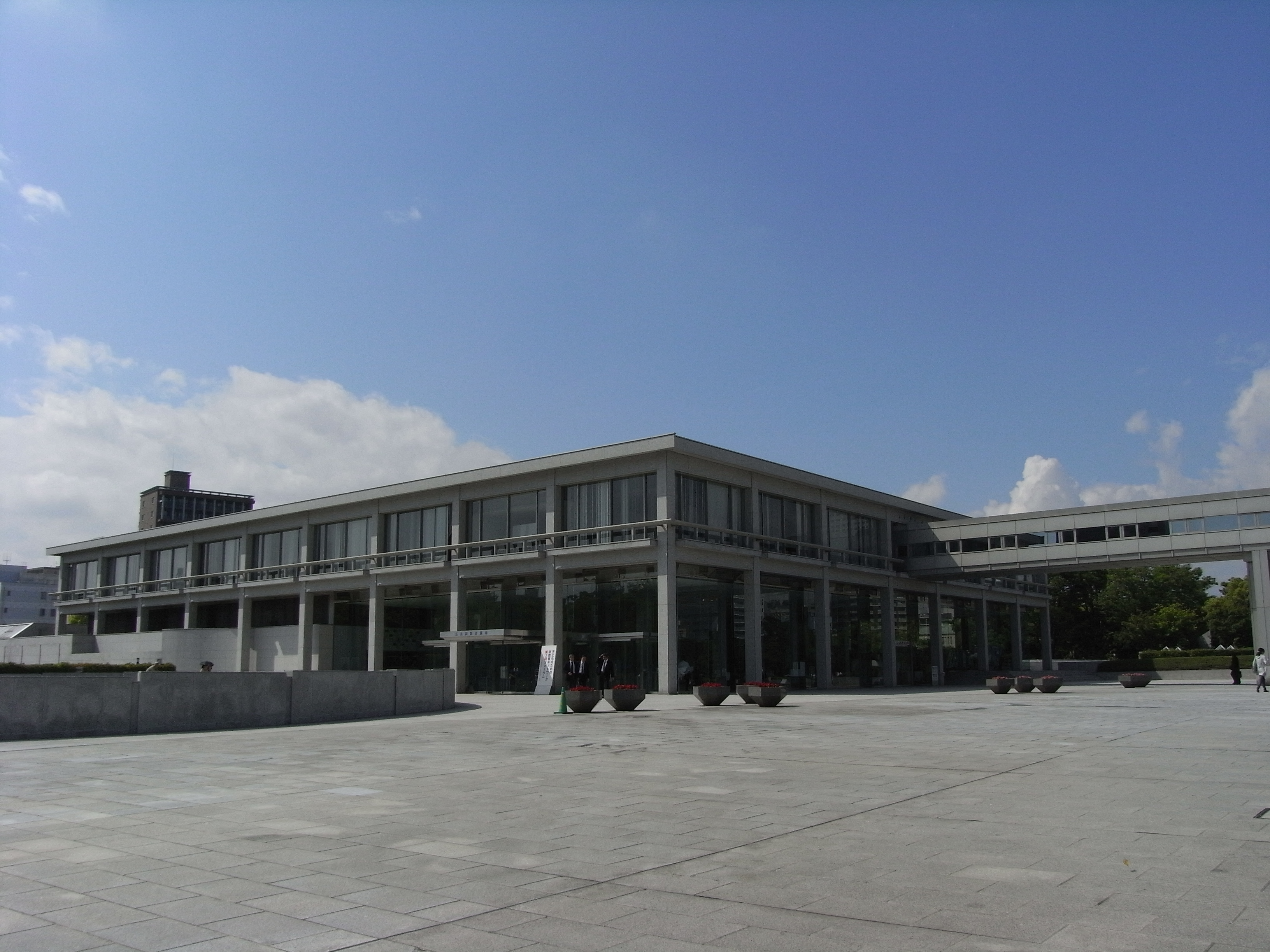
広島国際会議場

### 姉妹都市・提携都市
「国際平和都市・ヒロシマ」の歴史や知名度を背景として、第二次世界大戦で大規模な被害を受けた都市と姉妹都市・友好都市関係を締結する例が特徴的である。以下、<>内にその都市が受けた戦災の項目へのリンク、ないしその被害状況を示す。
なお、ハワイのホノルルに関しては、広島県が日本有数の日系人移民送出県だったという関係も持っている。

#### 海外[76]
姉妹都市
- ホノルル市（アメリカ合衆国 ハワイ州）[77]
  - 1959年6月15日 - 姉妹都市提携[77] <真珠湾攻撃>
- ヴォルゴグラード市（ロシア連邦 ヴォルゴグラード州）[78]
  - 1972年9月28日 - 姉妹都市提携[78] <スターリングラード攻防戦>
- ハノーファー（ハノーバー）市（ドイツ連邦共和国 ニーダーザクセン州）[79]
  - 1983年6月27日 - 姉妹都市提携 [79]<連合軍による数次の空襲で6700人が死亡、市域の大半を焼失>
- 大邱広域市（大韓民国）[80]
  - 1997年5月2日 - 姉妹都市提携[80]
- モントリオール市（カナダ連邦 ケベック州）[81]
  - 1998年6月4日 - 姉妹都市提携[81]

提携都市
- 重慶市（中華人民共和国 直轄市）[82]
  - 1986年10月23日 - 友好都市提携[82] <重慶爆撃>

#### 国内
提携都市
- 長崎市（九州地方 長崎県）[83]
  - 1975年8月5日 - 平和文化都市提携 <長崎市への原子爆弾投下>

## 経済

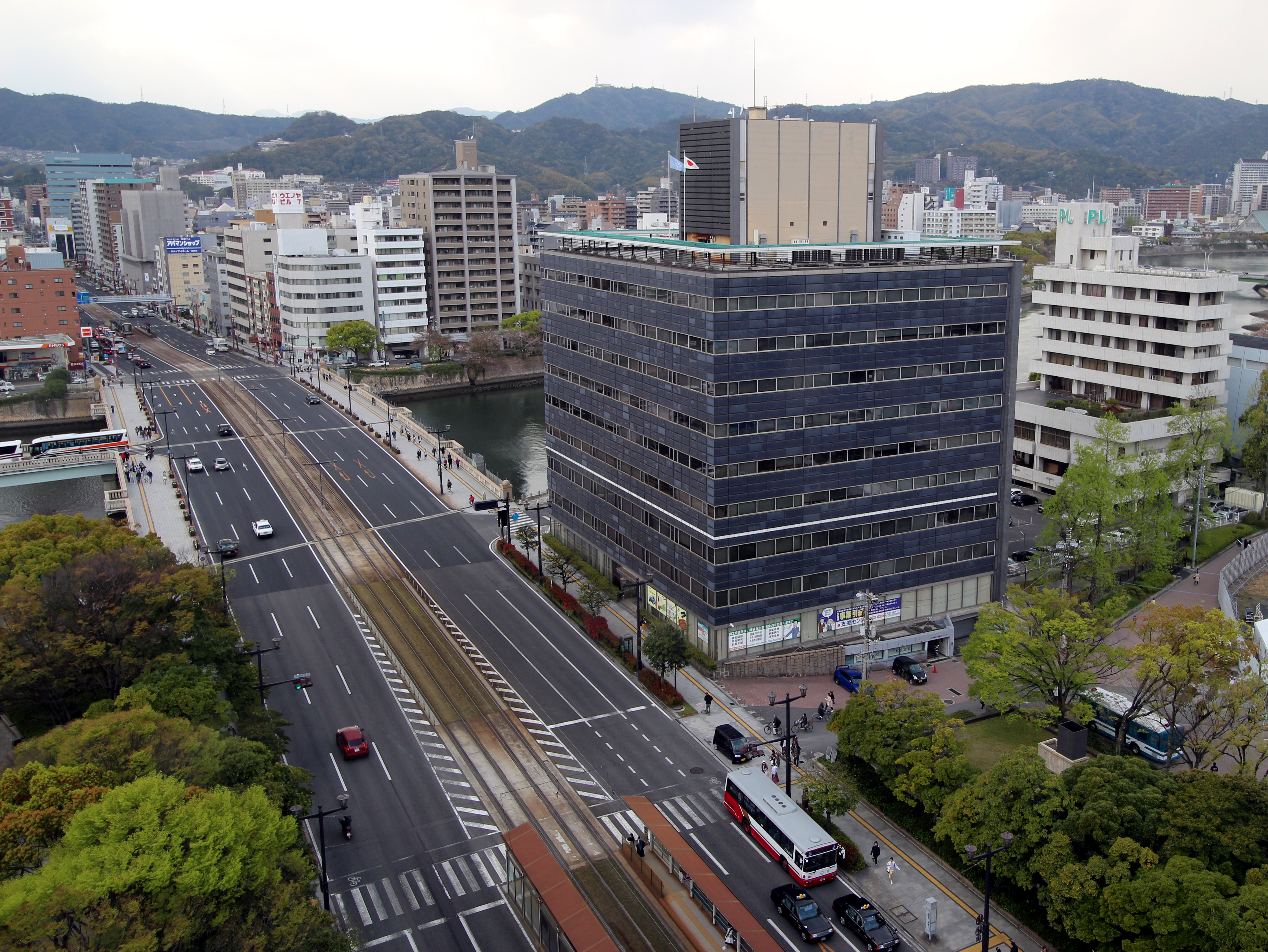
広島商工会議所

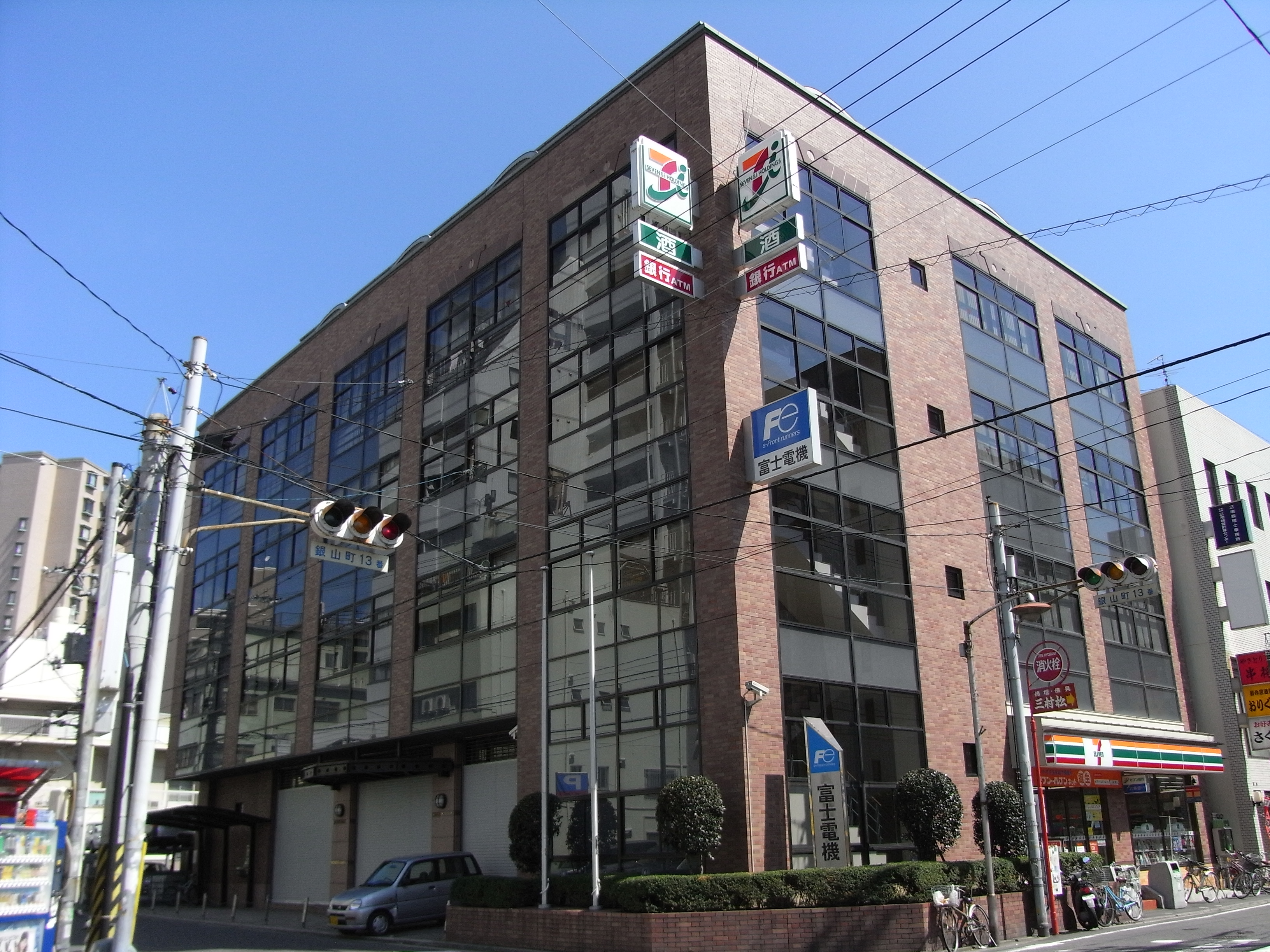
旧広島証券取引所

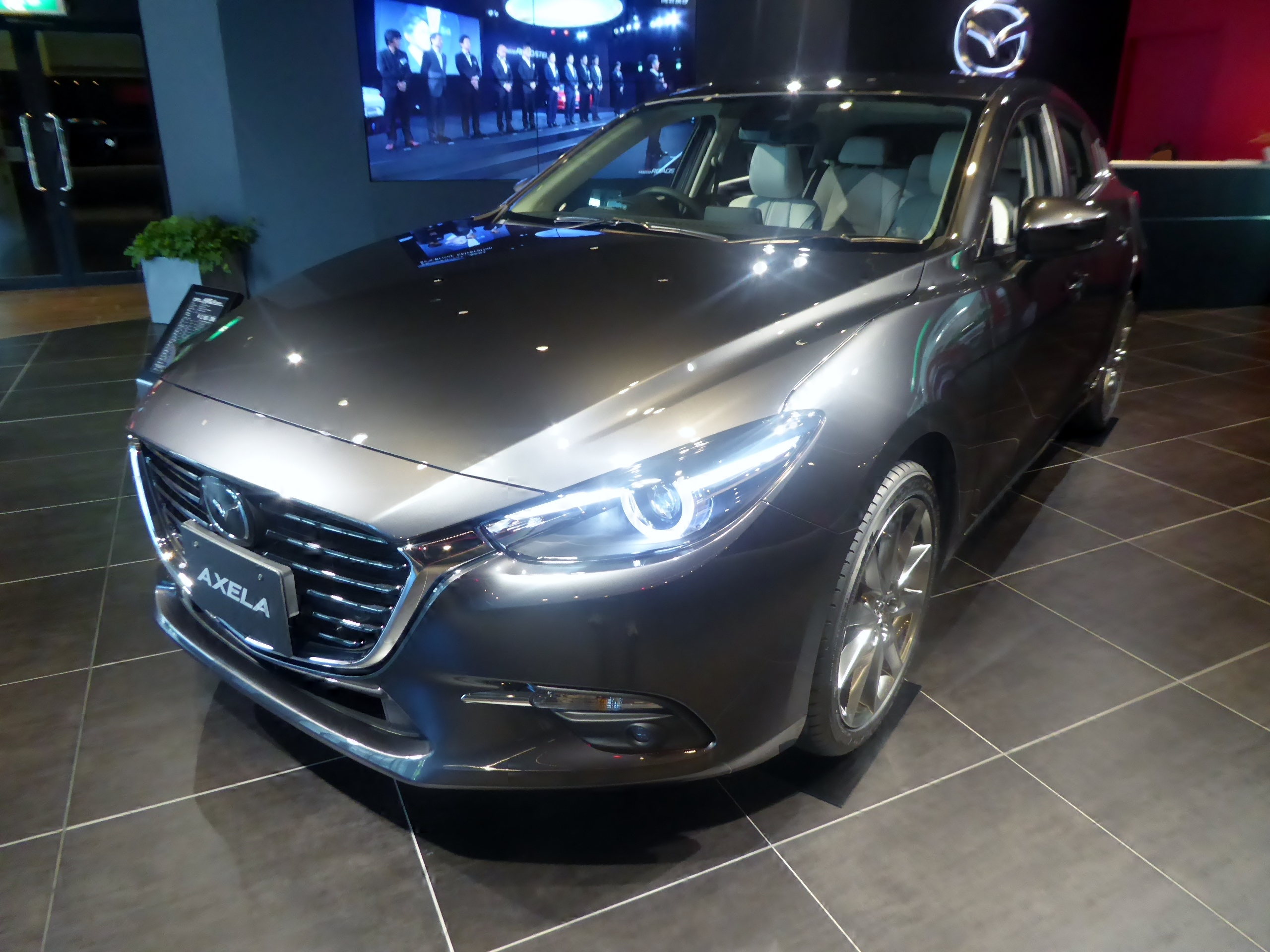
マツダ・アクセラ

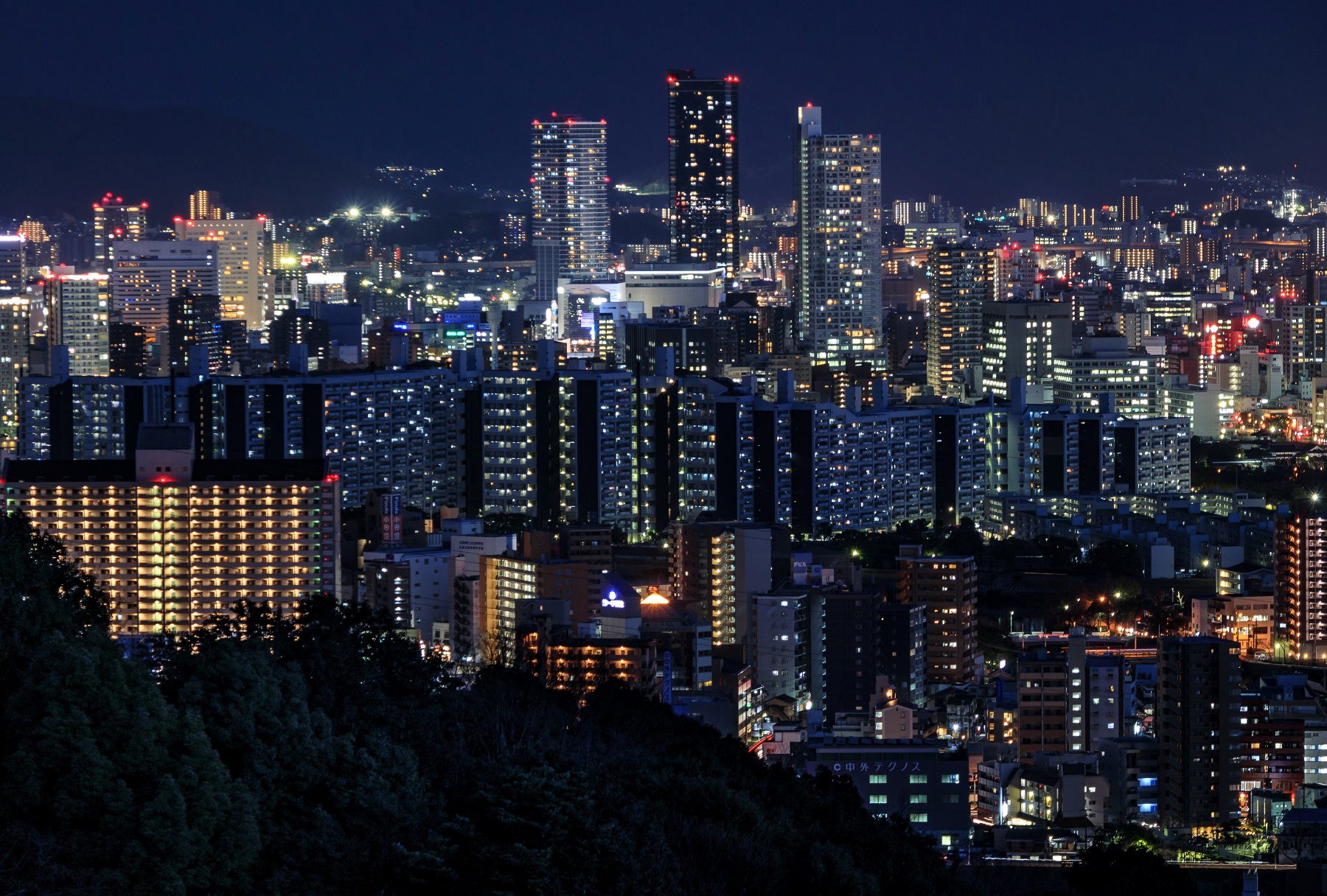
竜王公園から見た都心部の夜景

### 第一次産業
中央卸売市場
- 広島中央卸売市場 - 西日本最大の規模の中央卸売市場
  - 中央市場（西区）
  - 食肉市場（西区）
  - 東部市場（安芸区）

#### 漁業
主な漁港
- 草津漁港 - カキの養殖も盛んである。
- 井口漁港
- 五日市漁港

#### 食品
主な食品会社
- あじかん[84]
- オタフクソース[85]
- センナリ[86]
- タカキベーカリー[87]
  - アンデルセン[88]
- 田中食品[89]
- ちから[90]
- にしき堂[91]
- 福留ハム[92]
- 三島食品[93]
- 香月堂 (広島県)

### 第二次産業

#### 工業
主な製造業、卸売・建設業会社
- コベルコ建機[94]
- ジェイ・エム・エス[95]
- 西川ゴム工業[96]
- ミカサ[97]
- モルテン[98]
- 三村松[99]

### 第三次産業

#### 商業
中心市街地は紙屋町・八丁堀、本通、基町周辺である。繁華街の紙屋町・八丁堀に近接する流川は中四国最大の歓楽街である。これら中心市街地へはターミナル駅の広島駅からは距離があるため、広島電鉄（路面電車）やバスでのアクセスが必要である。

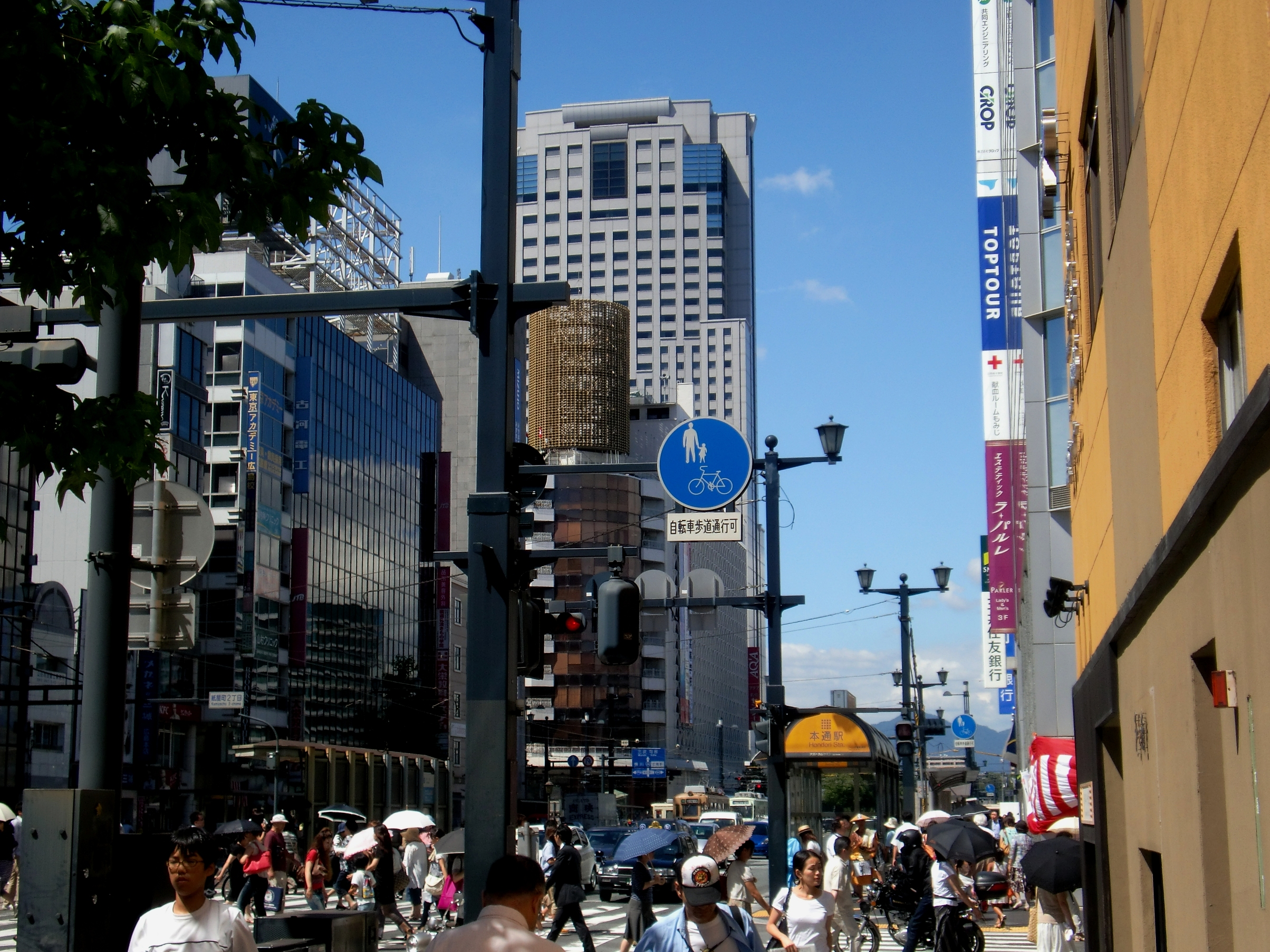
本通駅出入口付近

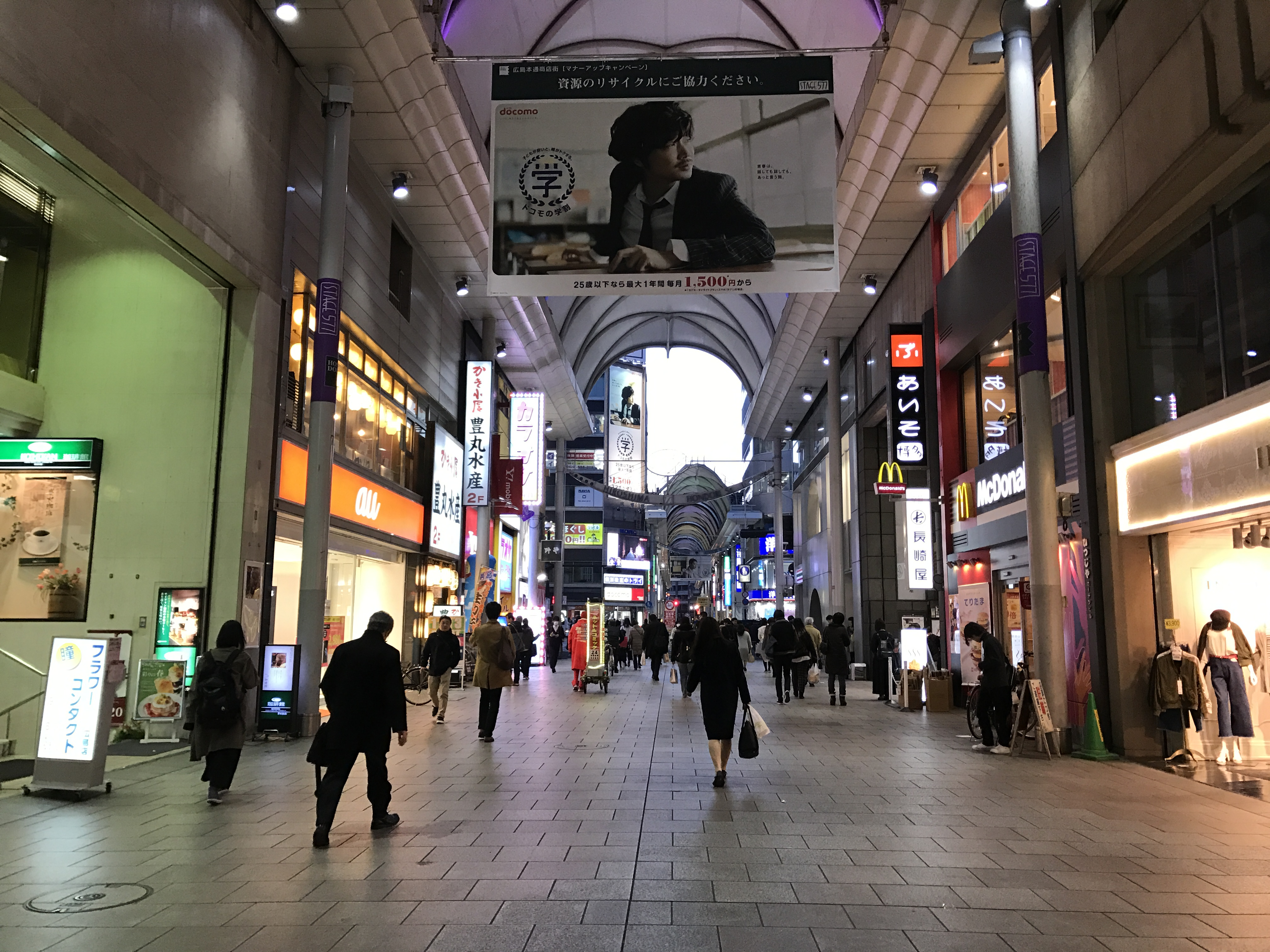
広島本通商店街

紙屋町・八丁堀の夜景

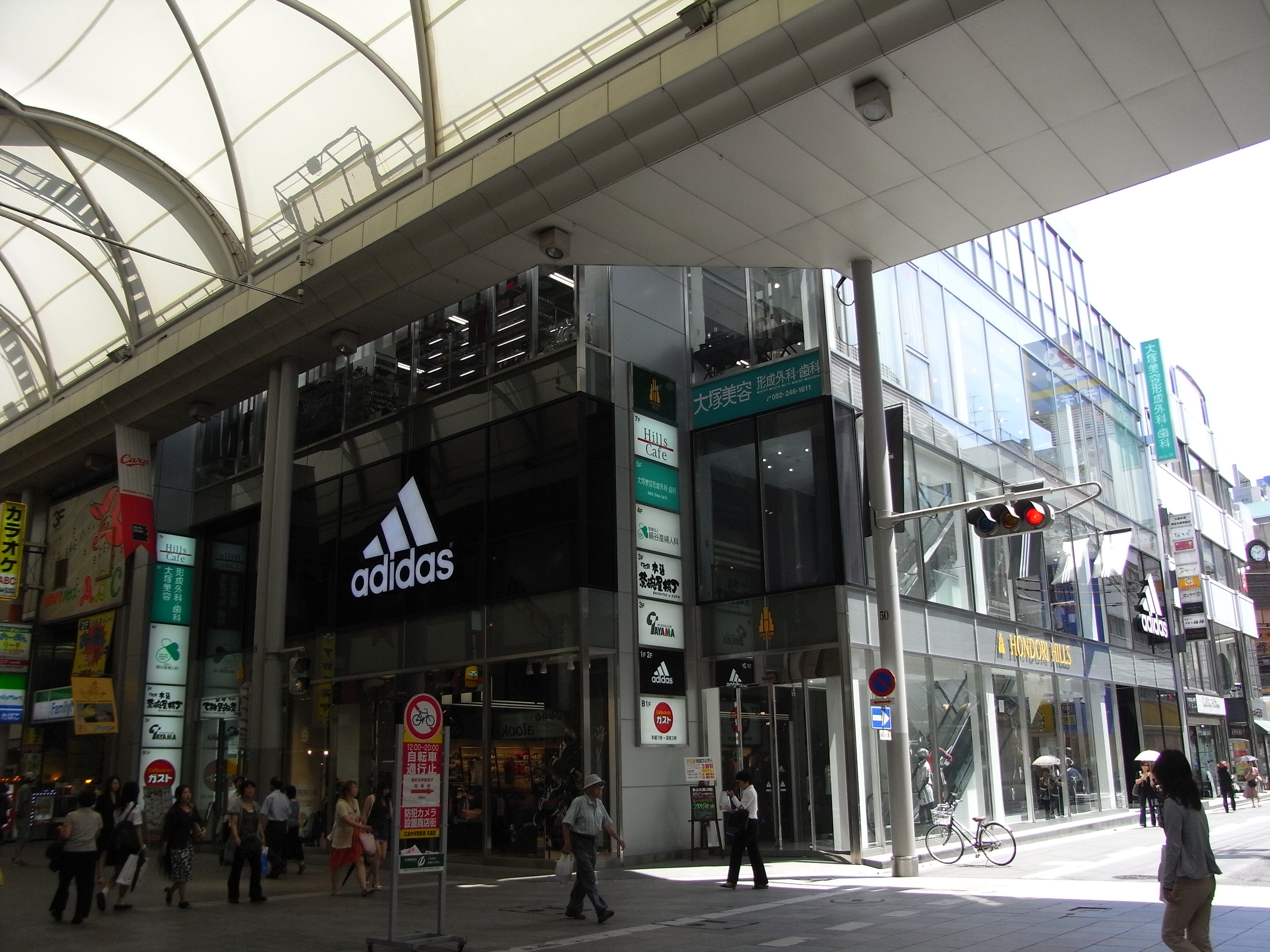
本通ヒルズ

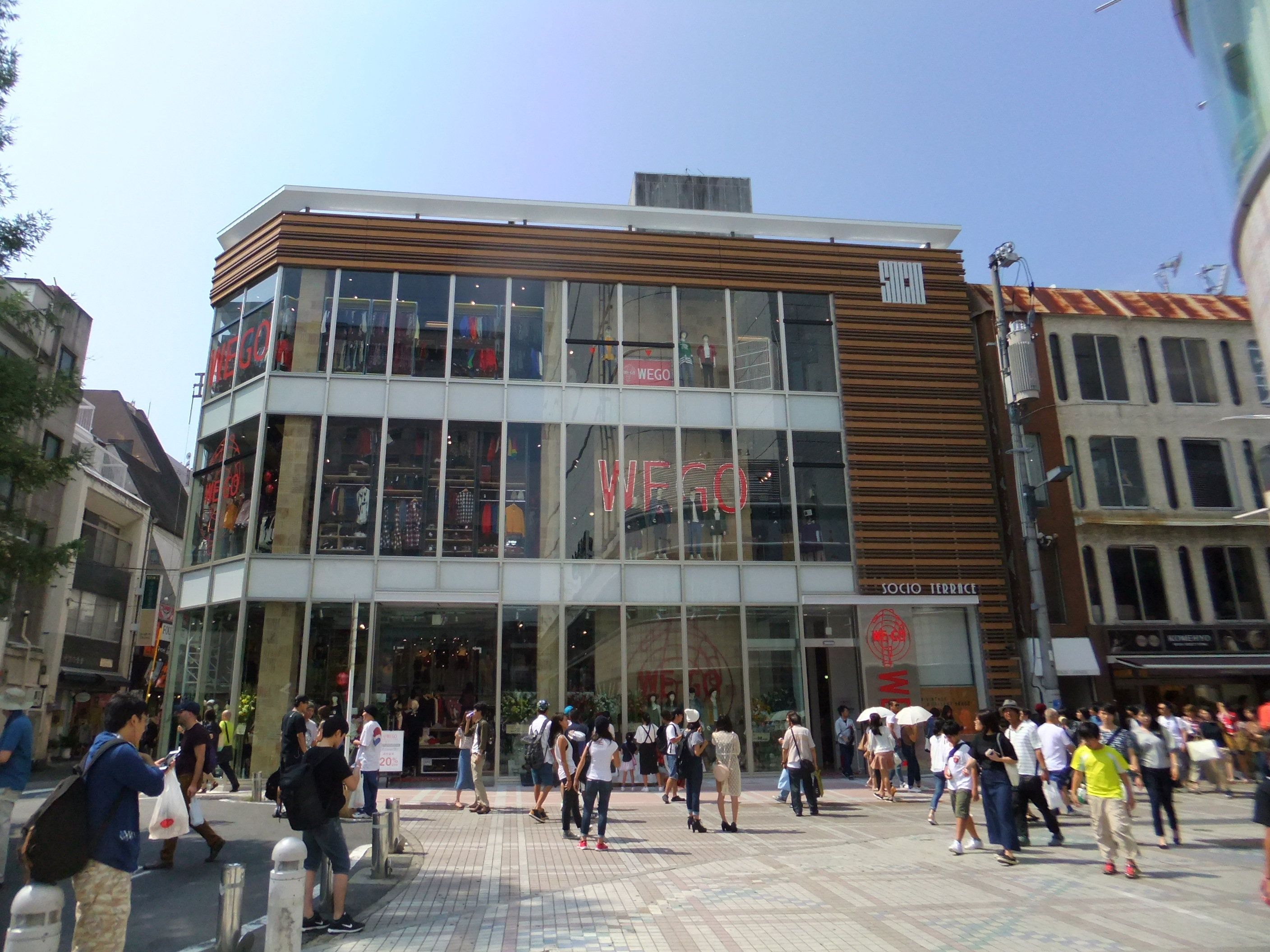
広島ZERO GATE

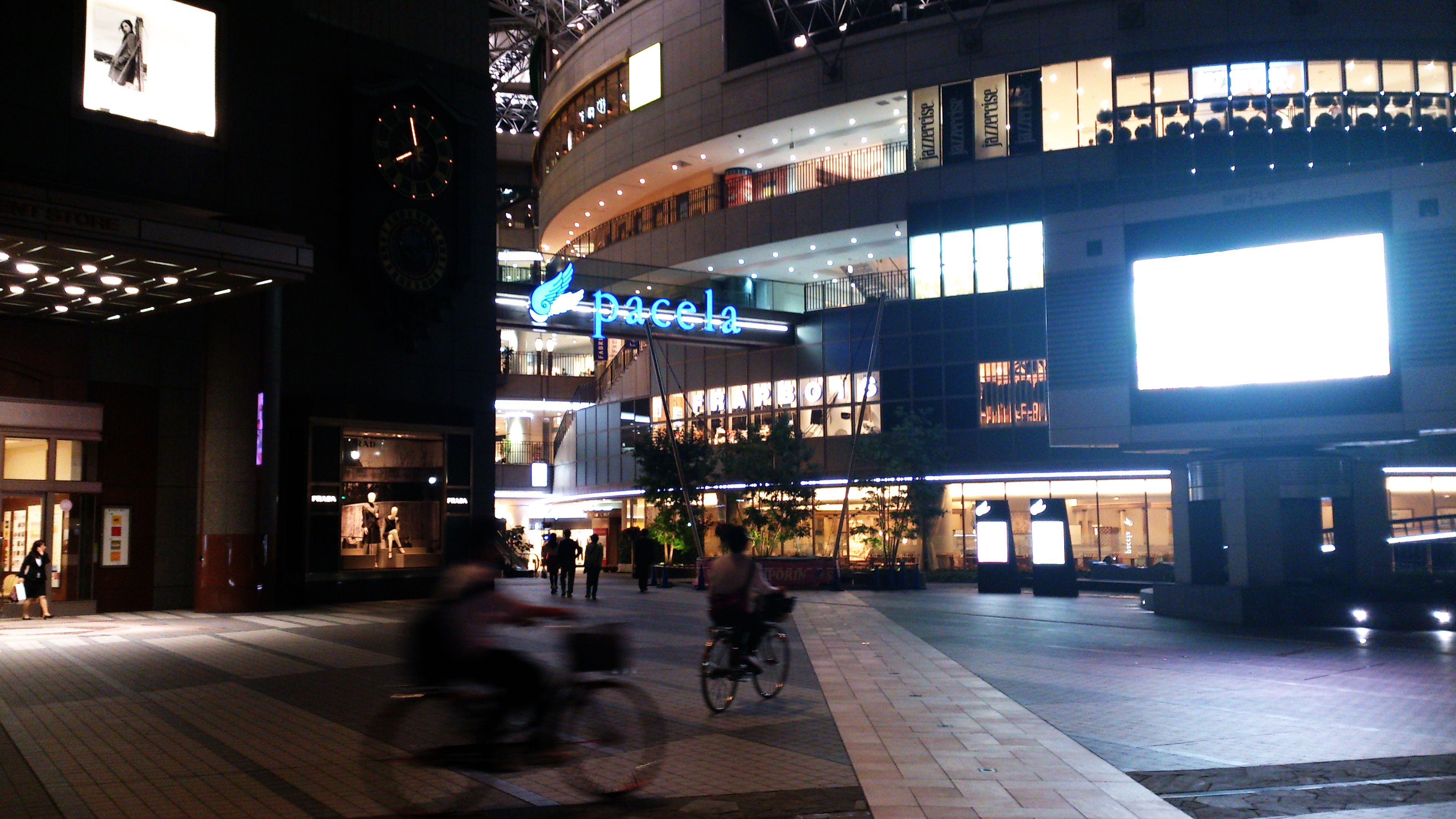
パセーラ

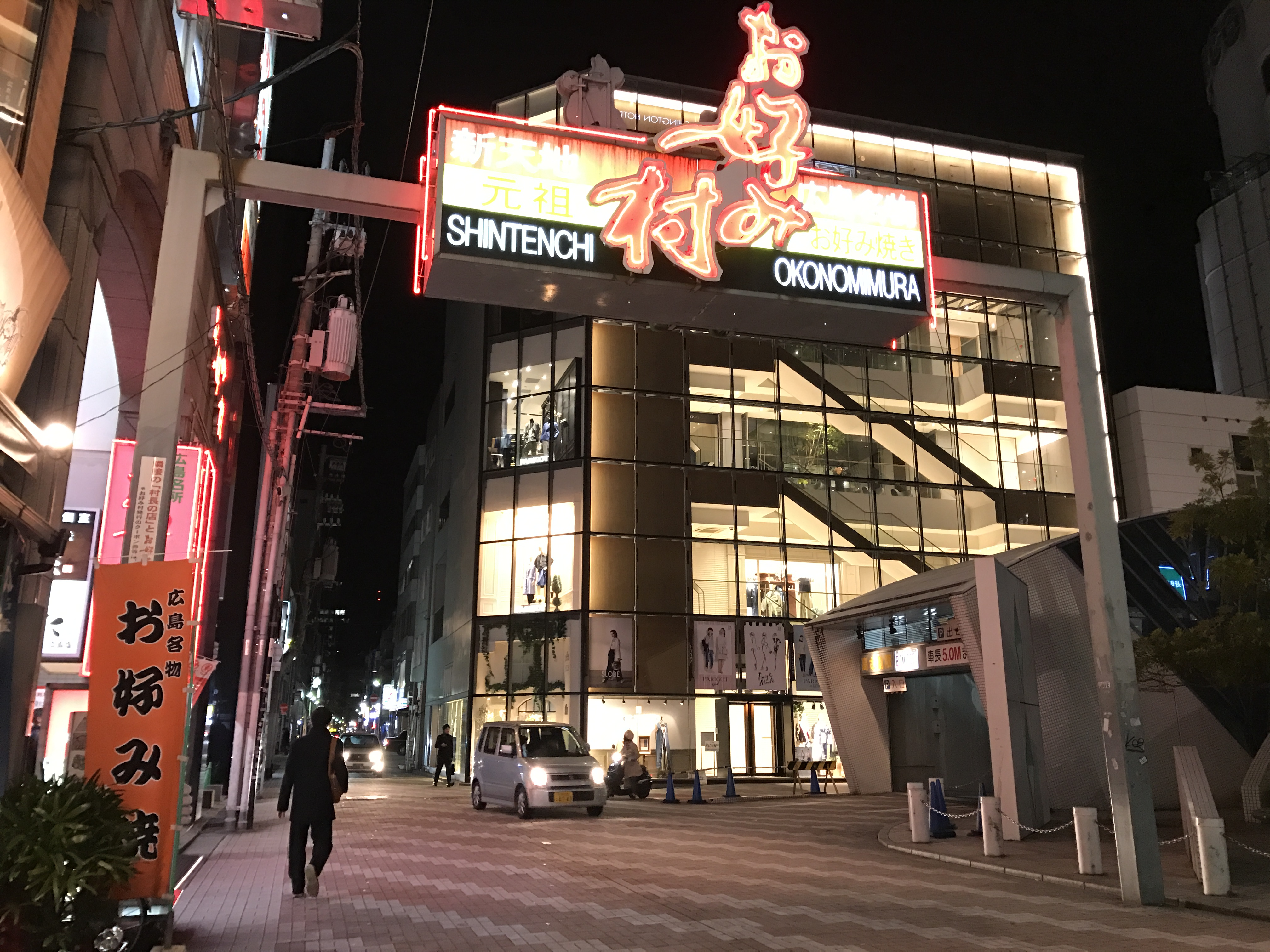
お好み村

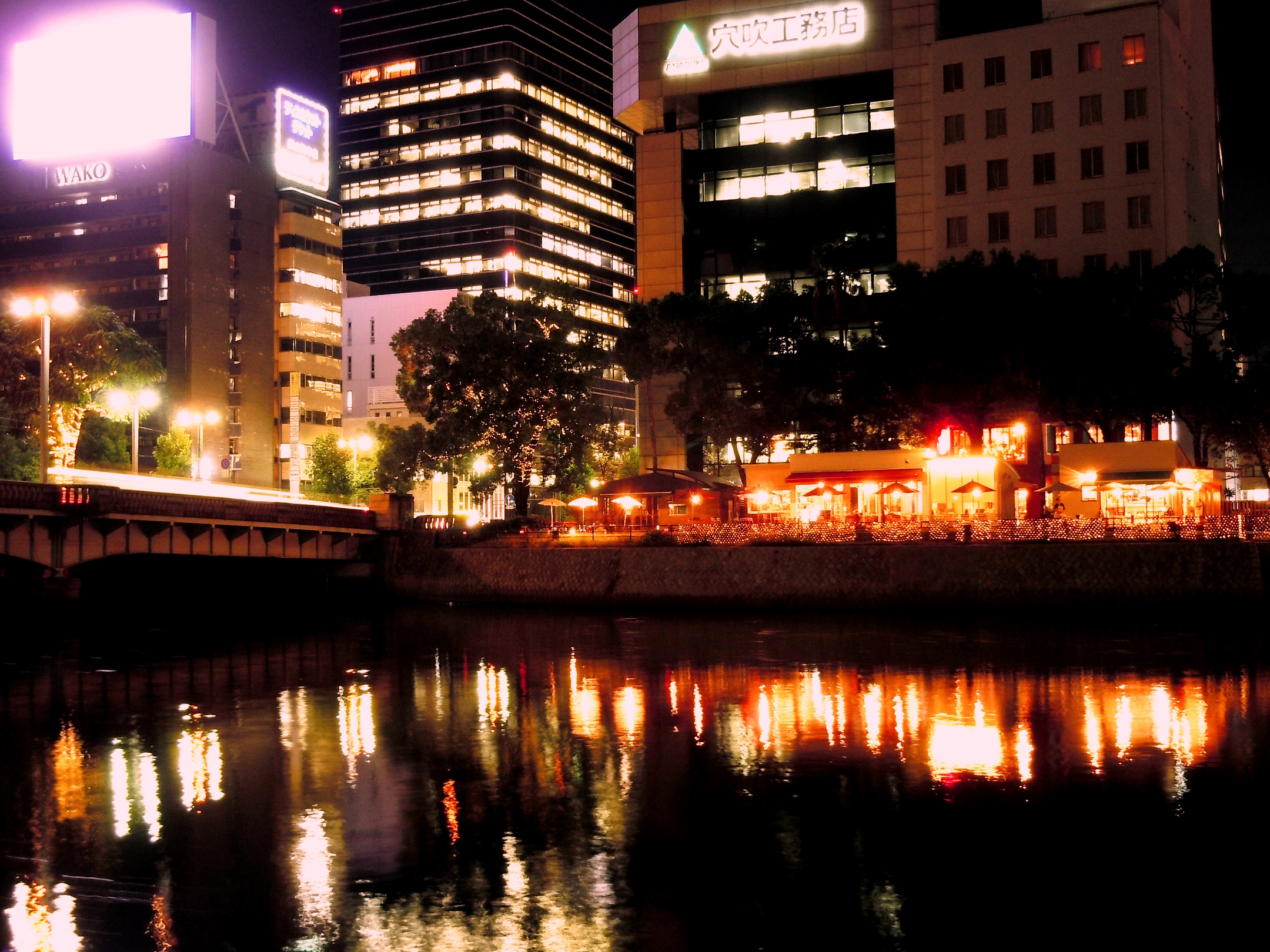
京橋川屋台

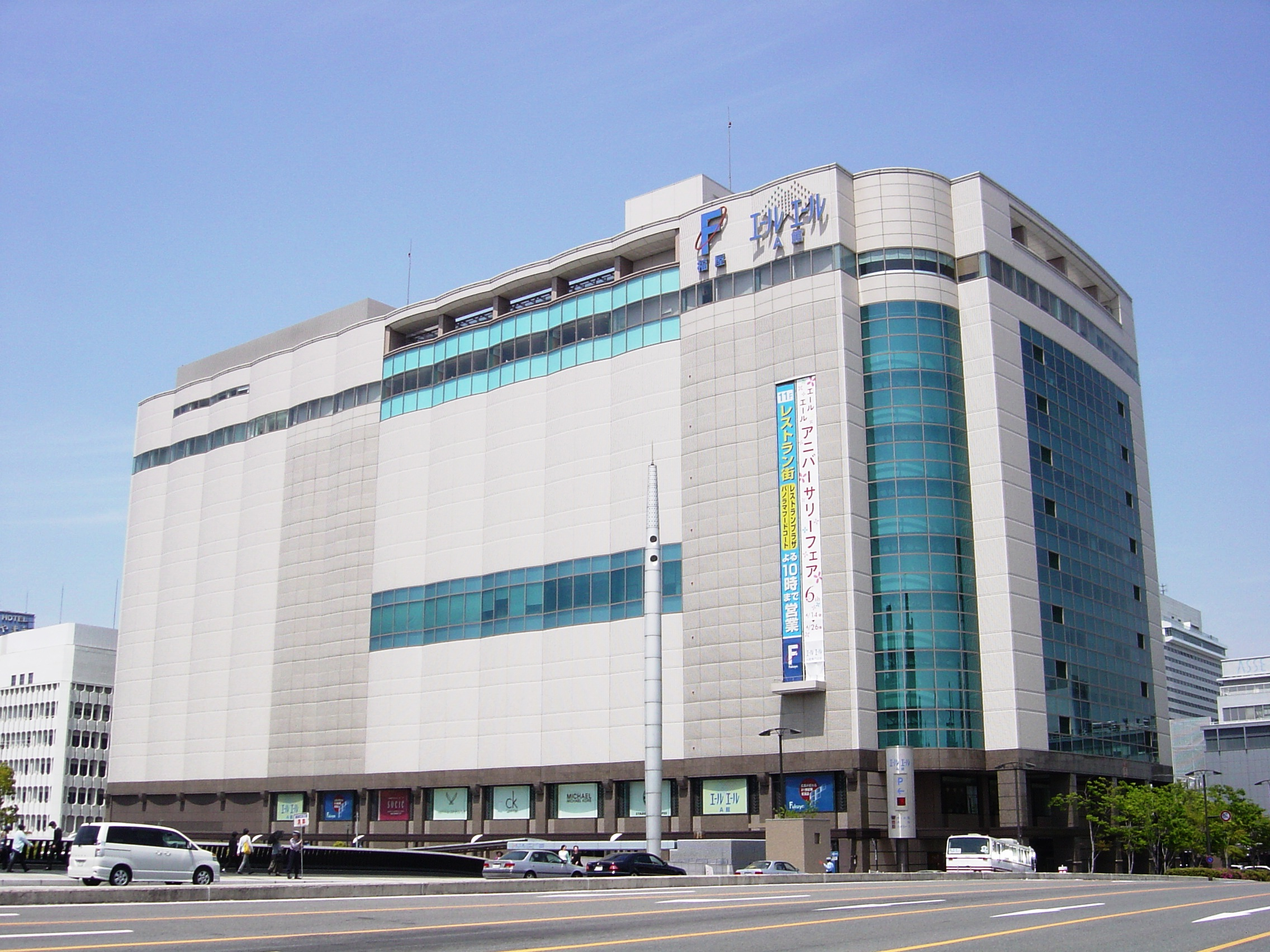
エールエール

主な商業施設・商店街
- 中区
  - 紙屋町地区
広島センタービル（そごう広島店本館・アクア広島センター街、広島バスセンター）
基町クレド（そごう広島店新館・パセーラ）
サンモール
エディオン広島本店
広島本通商店街
紙屋町シャレオ（地下街）
  - 八丁堀地区
福屋八丁堀本店
広島三越
広島パルコ
ハンズ広島店
えびす通り商店街
広島金座街商店街
  - 流川
  - 宝町
フジグラン広島
  - 鷹野橋地区
鷹野橋商店街
- 南区
  - 広島駅地区
minamoa
ひろしま駅ビル ASSE
エールエール（福屋広島駅前店）
  - 宇品地区
ベイシティ宇品（エディオン・スポーツオーソリティ・フレスタ）
イオン宇品ショッピングセンター
  - 段原地区
広島イースト
  - 皆実町地区
ゆめタウン広島
- 西区
  - 観音地区
マリーナホップ
  - 商工センター地区
アルパーク
- 東区
  - 温品地区
フォレオ広島東
- 佐伯区
  - 五日市地区
広電ファミリータウン楽々園（マックスバリュ楽々園店、ナイスディ、ホームセンターDCMダイキ楽々園店、ヤマダデンキテックランド佐伯店）
  - 石内地区
THE OUTLETS HIROSHIMA（イオンモール）
- 安佐南区
  - 緑井地区
フジグラン緑井[100]
  - 祇園地区
イオンモール広島祇園[101]
ゆめテラス祇園[102]
- 安佐北区
  - 高陽地区
フジグラン高陽[103]

主な小売会社
- イズミ[104]
- 福屋
- フタバ図書[105]
- ポプラ[106]
- フジ[107]
- メガネ21[108]

### 金融機関
- 中国労働金庫[109]
- 広島銀行[110]
- 広島県信用組合[111]
- 広島市信用組合
- 広島信用金庫[112]
- もみじ銀行（山口フィナンシャルグループ傘下）[113]

### 本社拠点を置く企業

#### 広島市発祥の企業
- オリエントコーポレーション
- カルビー
- フジタ
- フマキラー
- ライフ

## 情報・生活

### マスメディア

#### 新聞社
- 中国新聞社
  - 太平洋戦争開戦直前まで芸備日日新聞があり、明治時代から大正時代初めまでは広島最大の部数だった。

#### 放送局
テレビ局・ラジオ局兼営
- NHK広島放送局
- 中国放送（RCC：中国新聞社傘下。テレビ放送はTBS系列、AM放送はJRN・NRN系列）

テレビ局
- 広島テレビ放送（HTV：日本テレビ系列）
- 広島ホームテレビ（HOME：テレビ朝日系列）
- テレビ新広島（TSS：フジテレビ系列）

ラジオ局
- 広島エフエム放送（HFM、FM放送 JFN系列、県域放送局）
- FMちゅーピー（コミュニティ放送局）

ケーブルテレビ局
- ちゅピCOM（中国新聞社傘下）

### ライフライン

#### 電力
- 中国電力[114]
- 中国電力ネットワーク

#### ガス
- 広島ガス[115]

#### 上下水道
下水道普及率:96.8%（2019年度末現在）
このうち、市街化区域内では公共下水道により処理を行う。汚水処理人口普及率は98.9%に達する。一方で、市街化区域外では特定環境保全公共下水道、農業集落排水、市営浄化槽の3事業により処理を行う。汚水処理人口普及率は51.0%に留まる。
- 広島市水道局

浄水場
- 牛田浄水場
- 緑井浄水場
- 高陽浄水場
- 府中浄水場

#### 電信
- NTT西日本中国事業本部（NTT西日本-中国）

市外局番
広島市の市外局番は以下の通りとなっている。
- 佐伯区のうち湯来町下の一部：0826（加計MA。市内局番は20 - 39）、安芸太田町・北広島町（旧芸北町）と同一MA。
- 佐伯区のうち杉並台・湯来町（下の一部を除く）：0829（廿日市MA。市内局番は20、30 - 40、44 - 59、70 - 89）、廿日市市と同一MA。
- 上記以外の区域：082（広島MA。市内局番は200 - 299、500 - 599、800 - 909、921 - 929、941 - 943、960 - 969、990 - 999）、府中町・海田町・熊野町・坂町と同一MA。

同一市外局番であっても、下記の区域の相互通話はそれぞれMAが異なるため、市外局番が必要である。
- 082：広島MAと東広島MA（東広島市（黒瀬・黒瀬町・安芸津町を除く）。市内局番は400 - 409、420 - 439、490 - 499）
- 0826：加計MAと千代田MA（北広島町（旧芸北町を除く）。市内局番は60 - 89）と安芸吉田MA（安芸高田市。市内局番は40 - 59）

## 教育・研究機関

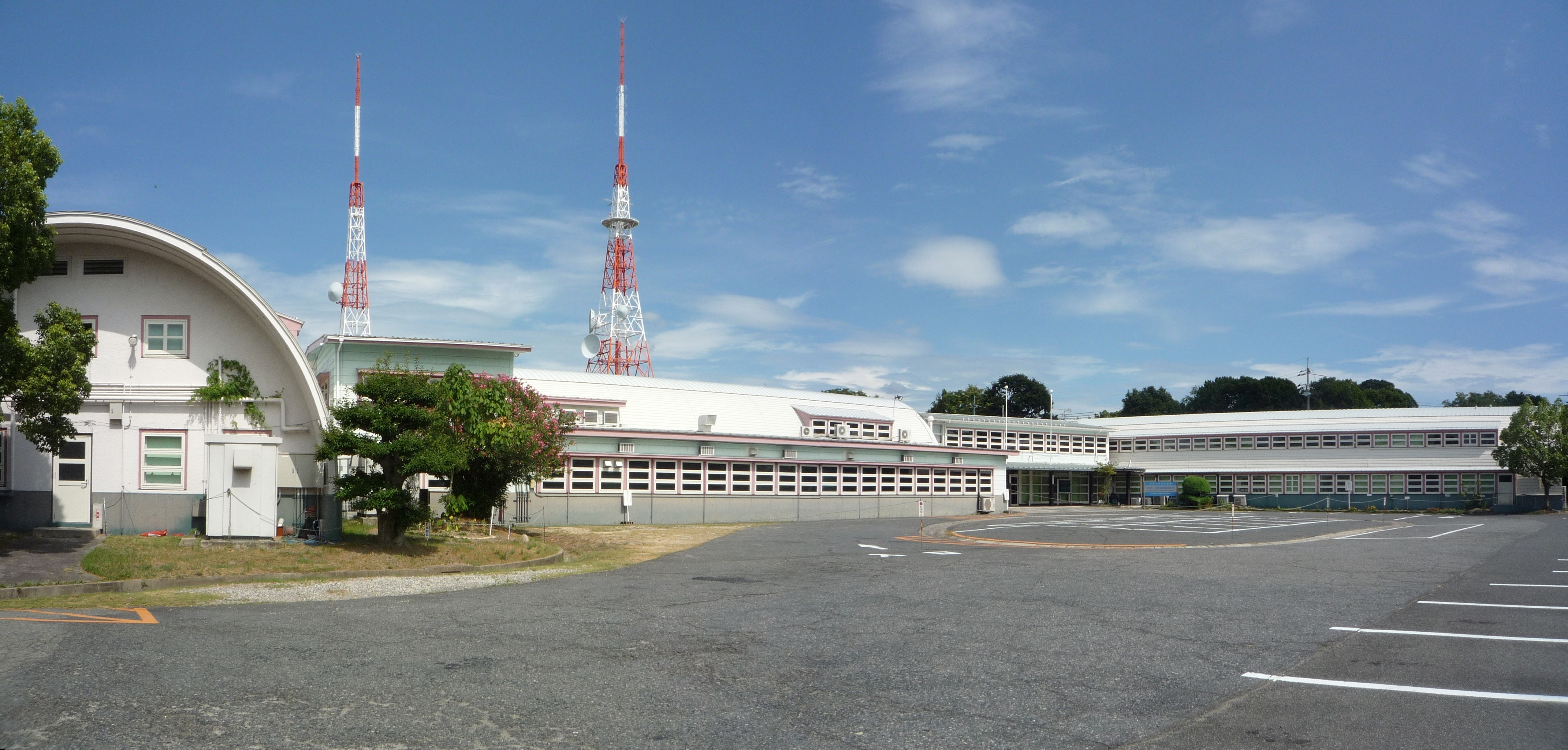
放射線影響研究所

| 広島大学東千田キャンパス  |  | 県立広島大学 |
| 広島大学 東千田キャンパス |  | 県立広島大学 |

| 広島市立大学 |  | 広島修道大学 |
| 広島市立大学 |  | 広島修道大学 |

### 大学
国立
- 広島大学（霞キャンパス・東千田キャンパス、メインキャンパスは1980年代以降に東広島キャンパスに郊外移転した）

県立
- 県立広島大学

市立
- 広島市立大学

公立
- 叡啓大学

私立
- エリザベト音楽大学
- 比治山大学
- 広島経済大学
- 広島工業大学
- 広島国際大学（広島キャンパス）
- 広島修道大学
- 広島女学院大学
- 広島都市学園大学
- 広島文教大学
- 安田女子大学

### 短期大学
私立
- 比治山大学短期大学部
- 広島文化短期大学
- 安田女子短期大学

### 高等学校
国立
- 広島大学附属高等学校

県立
- 広島県立安芸南高等学校
- 広島県立五日市高等学校
- 広島県立可部高等学校
- 広島県立祇園北高等学校
- 広島県立高陽高等学校
- 広島県立高陽東高等学校
- 広島県立西高等学校
- 広島県立広島井口高等学校
- 広島県立広島観音高等学校
- 広島県立広島工業高等学校
- 広島県立広島国泰寺高等学校
- 広島県立広島商業高等学校
- 広島県立広島皆実高等学校
- 広島県立安古市高等学校
- 広島県立安西高等学校
- 広島県立湯来南高等学校

市立
- 広島市立安佐北高等学校
- 広島市立大手町商業高等学校
- 広島市立沼田高等学校
- 広島市立広島工業高等学校
- 広島市立広島商業高等学校
- 広島市立舟入高等学校
- 広島市立美鈴が丘高等学校
- 広島市立基町高等学校
- 広島市立広島みらい創生高等学校

私立
- AICJ高等学校
- 広陵高等学校
- 山陽高等学校
- 修道高等学校
- 進徳女子高等学校
- 崇徳学園崇徳高等学校
- 並木学院高等学校
- ノートルダム清心高等学校
- 比治山女子高等学校
- 広島学院高等学校
- 広島県瀬戸内高等学校
- 広島工業大学高等学校
- 広島桜が丘高等学校
- 広島城北高等学校
- 広島女学院高等学校
- 広島なぎさ高等学校
- 広島文教大学附属高等学校
- 安田学園安田女子高等学校

### 小学校・中学校
下記のそれぞれの記事を参照のこと。

| - 中区 (広島市)#教育 - 東区 (広島市)#教育 - 南区 (広島市)#教育 - 西区 (広島市)#教育 | - 安芸区#教育 - 佐伯区#教育 - 安佐南区#教育 - 安佐北区#教育 |

### 特別支援学校
県立
| - 広島県立広島北特別支援学校 - 広島県立広島中央特別支援学校 - 広島県立広島特別支援学校 | - 広島県立広島西特別支援学校 - 広島県立広島南特別支援学校 |

市立
- 広島市立広島特別支援学校

### 自動車学校
指定自動車教習所
| - 可部自動車学校 - 高陽自動車学校 - 中国自動車学校 - 沼田自動車学校 | - 広島中央自動車学校 - 広島モータースクール - ロイヤルドライビングスクール広島校 - 早稲田自動車学園 |

### 省庁大学校

#### 研修機関
- 中小企業大学校広島校（独立行政法人中小企業基盤整備機構）

#### 職業能力開発校
職業能力開発短期大学校
- 広島県立技術短期大学校

職業能力開発促進センター
- 広島職業能力開発促進センター

### その他の教育機関

#### 広島労働局長登録教習機関
- 広島クレーン学校広島校

#### 登録小型船舶教習所
- 中国船舶職員養成協会

### 研究機関
- 放射線影響研究所
- 広島大学原爆放射線医科学研究所

## 交通

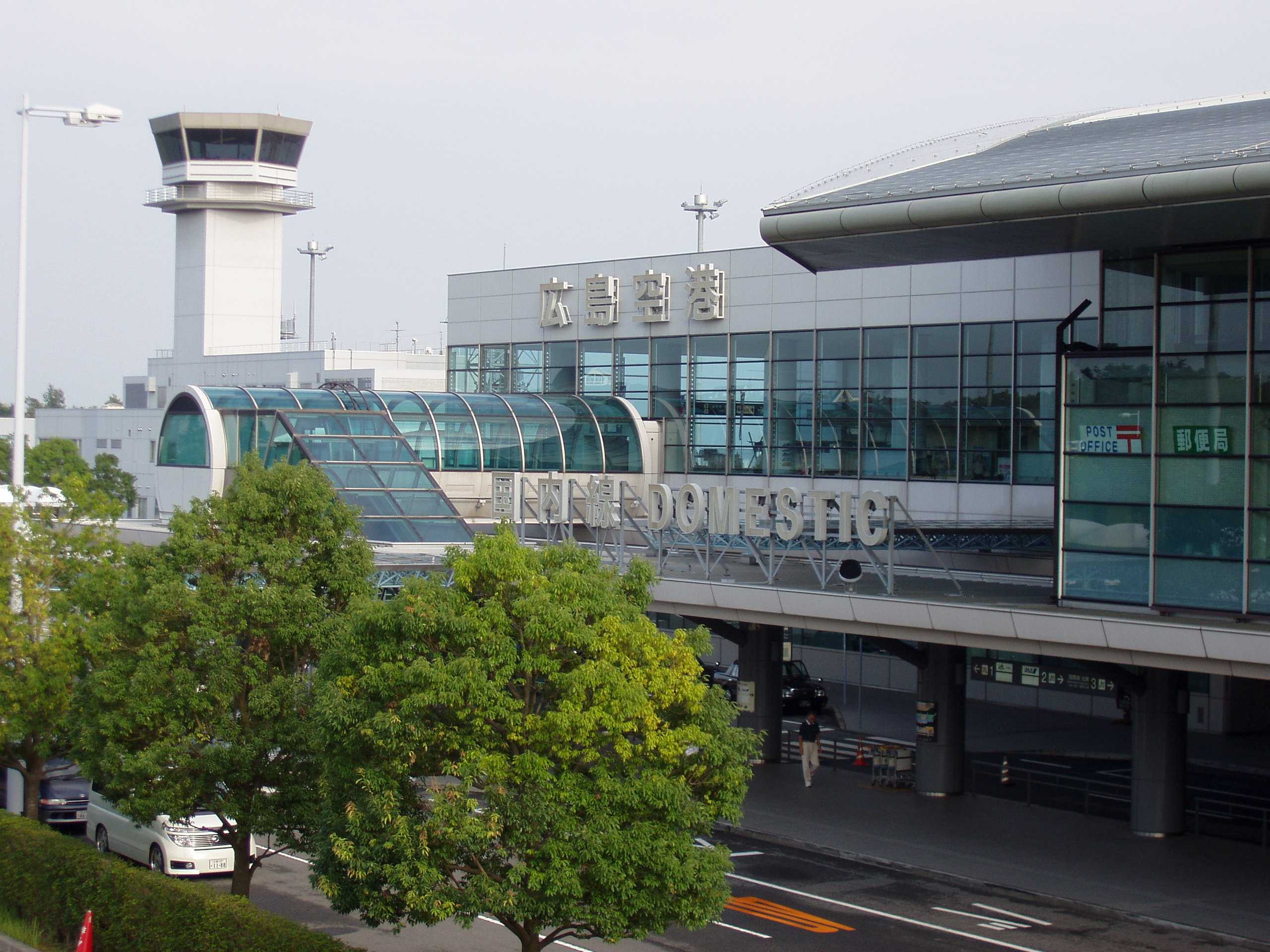
広島空港

### 空路

#### 空港
- 広島空港：三原市に所在する。中国地方最大の空港であり、羽田便をはじめとした国内線を運航している。
  - エアポートリムジンにより広島駅及び市都心部から1時間弱かかる。なお広島駅からは新幹線利用で福岡空港まで1時間半ほどのため、航路や価格によっては福岡空港が選択されることもある。
- 岩国錦帯橋空港：山口県岩国市に所在する。羽田便と那覇便が就航する。距離的には市東部と高速道に面した市北部を除いて岩国錦帯橋空港の方が近い。

ヘリポート
- 広島ヘリポート：旧広島西飛行場。1993年10月28日までは広島空港。2010年10月31日に定期便が全廃された。2012年11月15日からヘリポート機能のみが運用されている。

### 鉄道
中心となる駅：広島駅

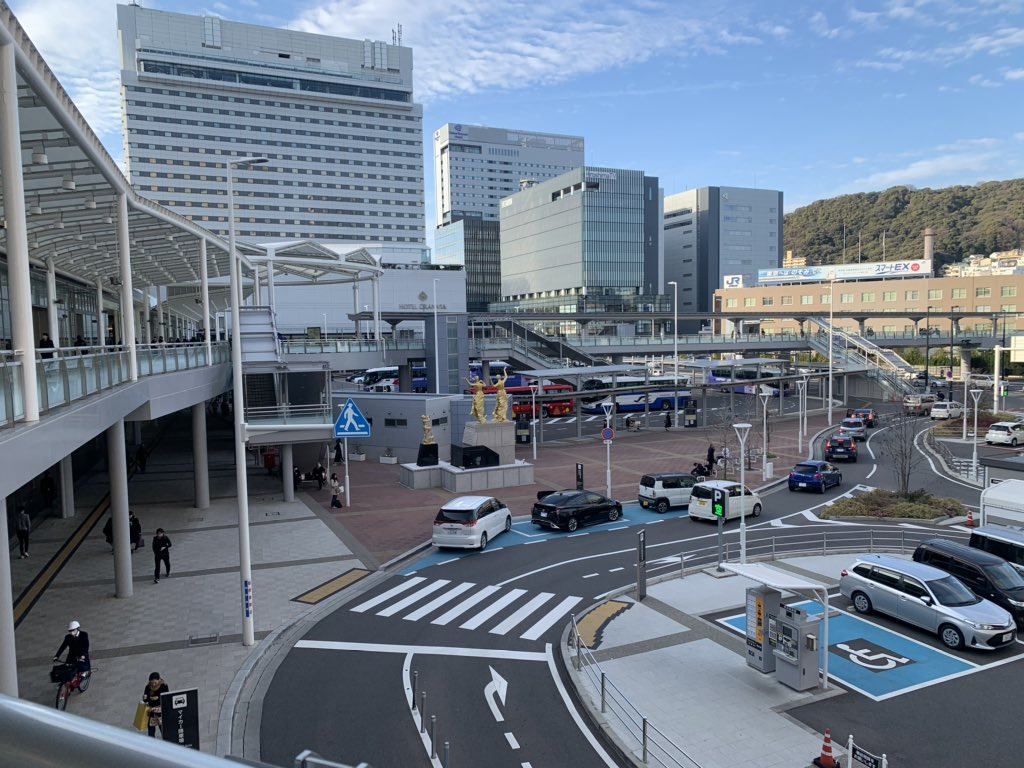
広島駅

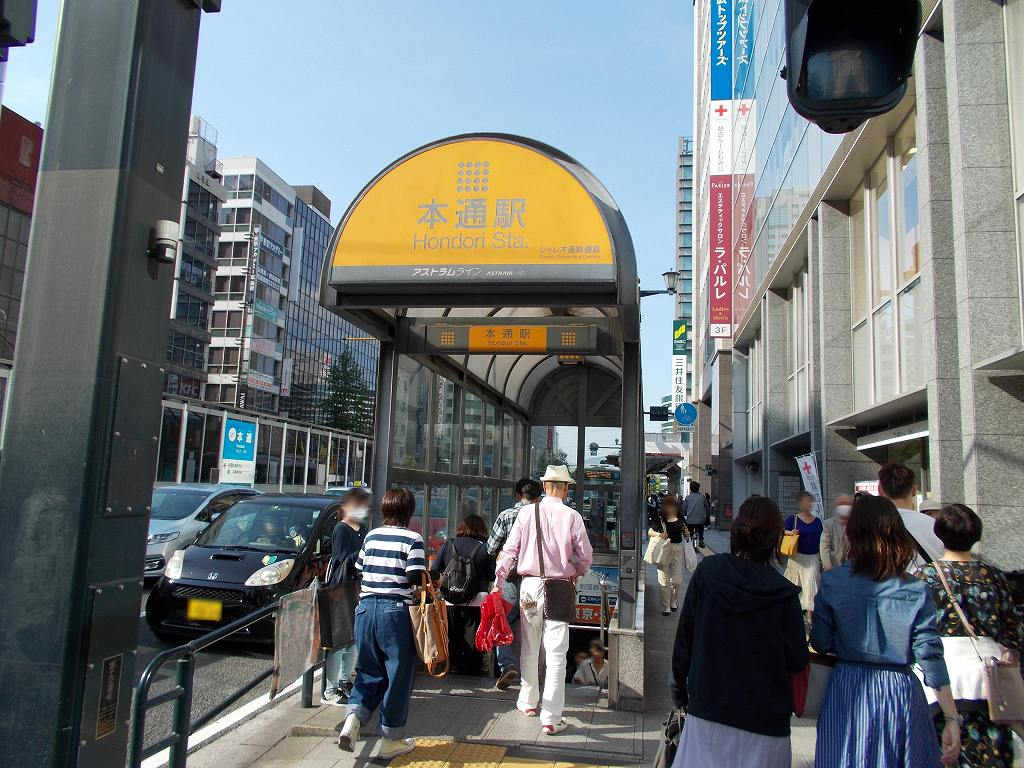
本通駅

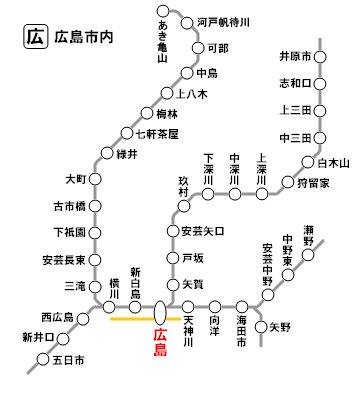
広島市内のJR在来線路線図

ターミナル駅である広島駅が繁華街の紙屋町・八丁堀地区・本通地区から離れた場所で、広島カープの本拠地であるマツダスタジアムの近隣に位置している。JR線が中心市街地を迂回するように通っているため、広島市の都市内交通の中核は、路面電車の広島電鉄（広電）が担っている（JR西日本の「広島シティネットワーク」も参照）。
このため広島は「路面電車（LRT）の街」として有名であり、広島電鉄の運行する路面電車の路線長や車両保有数・乗降客数は日本一の規模を誇る。世界的に路面電車に注目が集まるなか、「路面電車からLRTへ」と、人と環境に優しい交通機関へと変化しつつある。また、原爆で被害を受けた車輌（被爆電車）を営業運行したり、平和学習の貸切にも用いている。さらに、他都市の車両を塗り替えず、そのまま使用したり、旧型車の運行を行うなど観光客誘致にも力を入れている。
この他、市街地と北部のニュータウンを結ぶ路線としてアストラムラインが存在する。このうち、本通駅 - 県庁前駅間は地下線で、鉄道事業法に基づく免許と地下鉄の建設補助を受けて建設されている。そのため国土交通省の統計資料でも地下鉄に分類されており、中国・四国地方では唯一の地下鉄となっている。なお地下線そのものは、県庁前駅からさらに、城北駅・新白島駅手前付近まで続くが、この区間は新交通システムの建設補助と軌道法の適用を受けており、通常地下鉄には分類されない。
現在は、路面電車の一部高架化や路線変更、アストラムラインの広域公園前駅から西広島駅までの延伸が計画されている。
鉄道路線
西日本旅客鉄道（JR西日本）
- 山陽新幹線
- 山陽本線
- 呉線
- 芸備線
- 可部線

広島電鉄（広電）
- 宮島線

広島高速交通

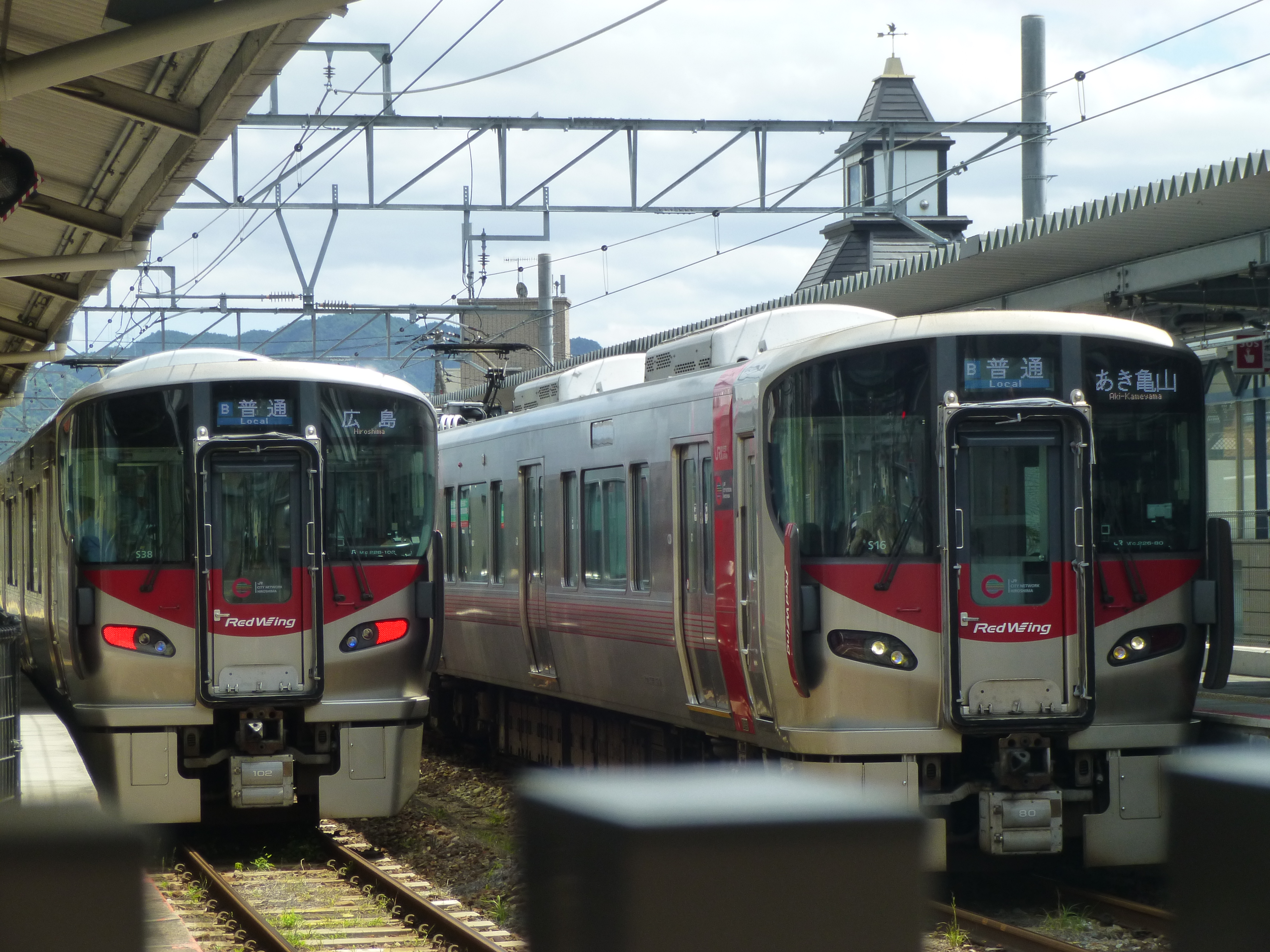
広島市内を走るJRの車両

- 広島高速交通広島新交通1号線（アストラムライン）

軌道路線
広島電鉄
- 本線
- 宇品線
- 江波線
- 白島線
- 皆実線
- 横川線

主なターミナル駅

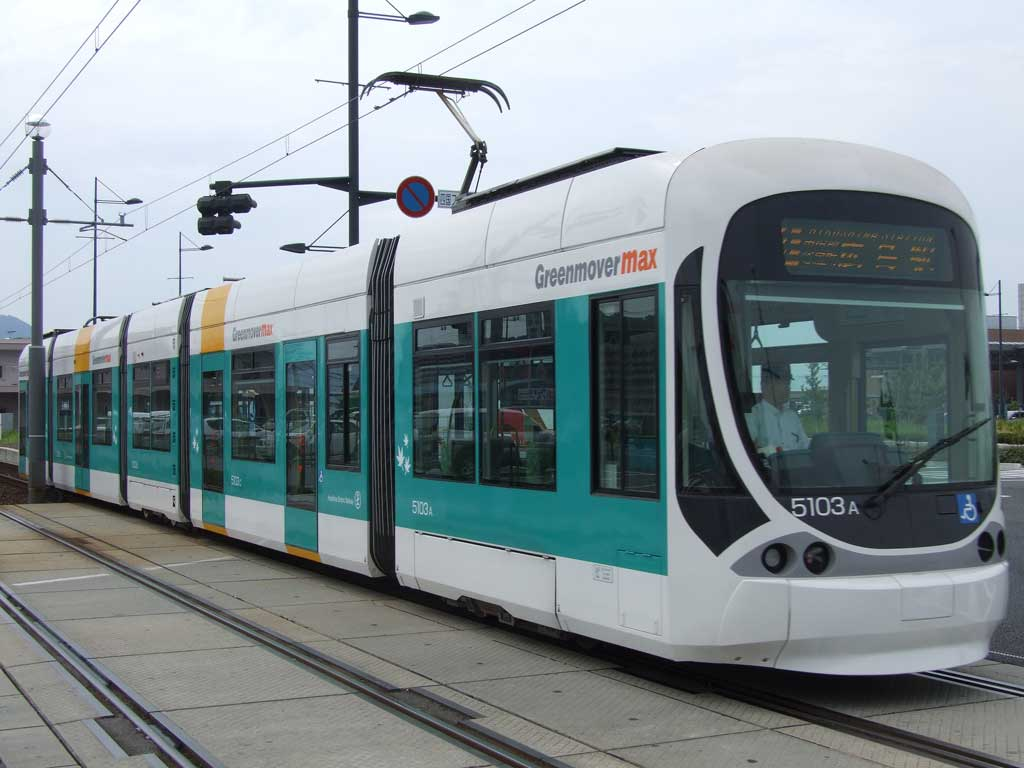
広島電鉄

- 広島駅 - JR山陽本線・芸備線・呉線・可部線・山陽新幹線・広島電鉄本線・広島電鉄宇品線・広島電鉄皆実線
- 本通駅 - 広島電鉄：紙屋町停留場・本通停留場、広島高速交通広島新交通1号線：県庁前駅・本通駅
- 西広島駅・広電西広島（己斐）駅 - JR山陽本線・広島電鉄宮島線・広島電鉄本線
- 五日市駅・広電五日市駅 - JR山陽本線・広島電鉄宮島線

### バス
運行会社
- 広島電鉄
- 広島バス
- 広島交通
- エイチ・ディー西広島
- 芸陽バス
- 備北交通
- JRバス中国

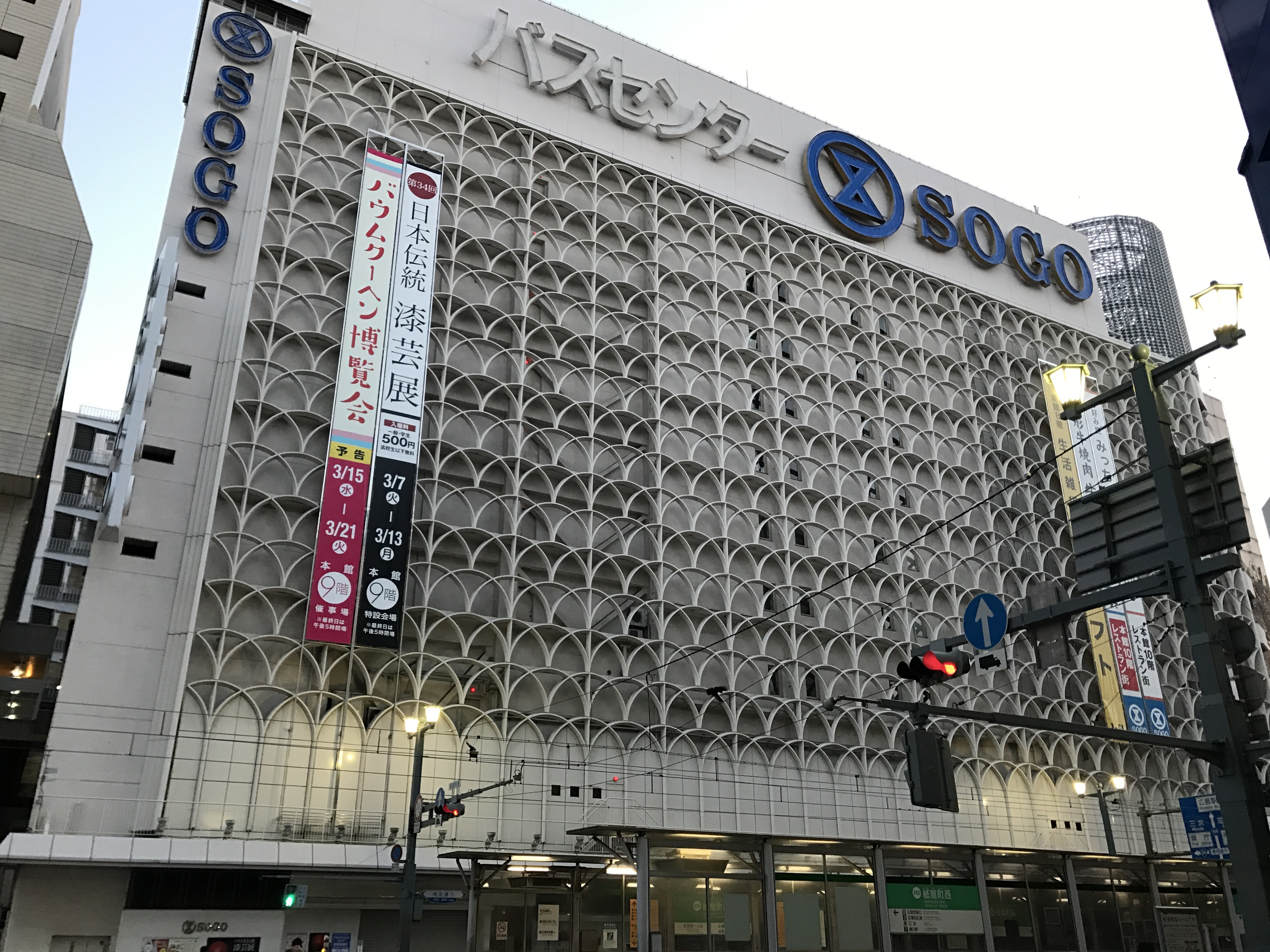
広島バスセンター

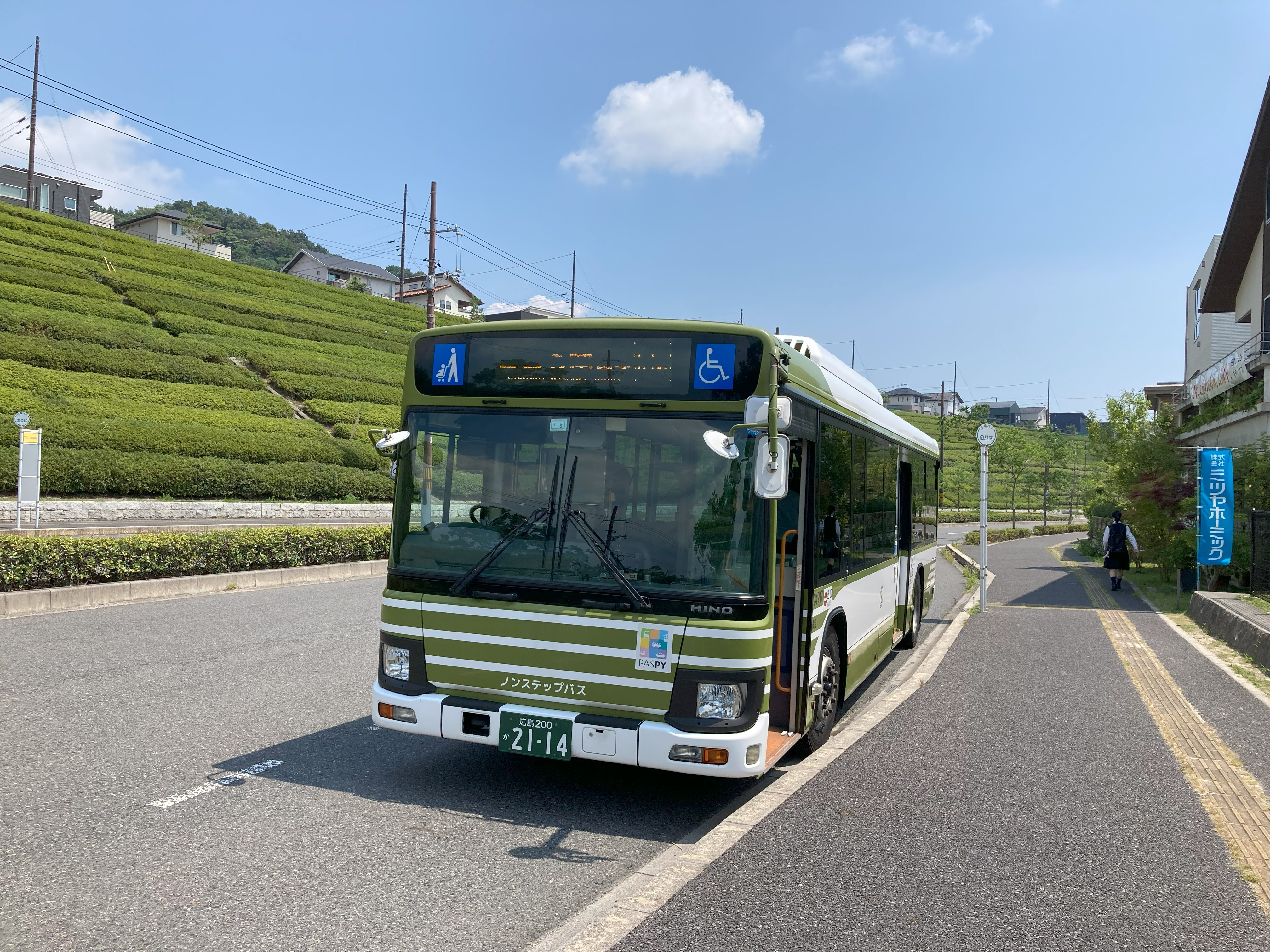
県内最大手の広電バス

- フォーブル - フォーブルは、広島電鉄から移管した路線（安佐南区）を受け持っている。
- エンゼルキャブ - 広島交通から移管した路線（安佐南区）を受け持っている。

主なバスターミナル
- 広島バスセンター
- 紙屋町・八丁堀のバス乗り場
- 広島駅のバスのりば

#### 路線バス
広島市中心部（市街地）は、路面電車とともに路線バスが多く運行している。概ね中区・東区・西区・南区は広電バス（緑色の車体、通称：青バス）と広島バス（赤色の車体、通称：赤バス）の2社が運行している。また西区の一部ではエイチ・ディー西広島が運行している。郊外路線では、安佐南区は広電バス、広島交通とJRバス中国の3社、安佐北区は広島交通と広島バス、中国JRバス、備北交通の4社、安芸区では広電バスと芸陽バス、佐伯区では広電バスが運行し広島バスセンターなどに乗り入れている。乗車方法は後乗り前降り後払いである。
2017年11月1日、市中心部については、路線バス6社の運賃が180円均一に統一された。路面電車の市内線と同額にして分かりやすくして、利用増や負担減を図る。
2008年1月26日から非接触型ICカード方式による乗車カード「PASPY」（パスピー）の導入が始まった。また、2008年3月よりJR西日本のICOCAでもPASPY利用可能なバス路線を利用できるようになっている。利用可能路線は「PASPY」を参照。PASPYは、バスの他にも、広島電鉄の電車、宮島松大汽船、宮島ロープウェー、JR西日本宮島フェリー、瀬戸内海汽船などでも利用できる。

#### 都市間バス
高速バス
広島バスセンターおよび広島駅前を拠点に、中国・四国地方の各地ならびに関西、九州北部と広島とを結ぶ昼行高速バス、関東・中京・関西の各地と広島とを結ぶ夜行高速バスが運行されている。路線の一覧は広島バスセンター#高速バスならびに広島駅のバスのりば#高速バスを参照のこと。

### 道路

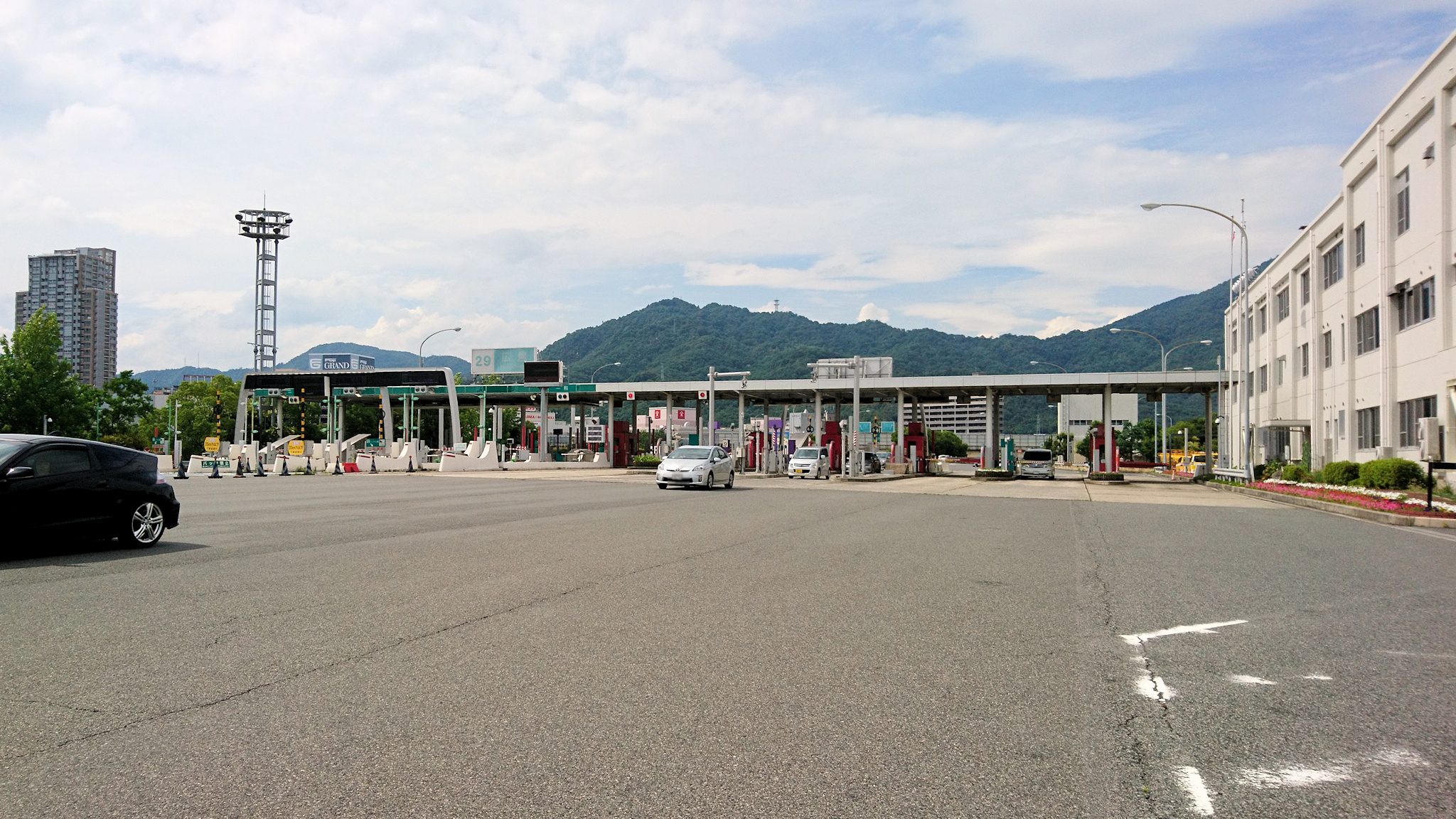
山陽自動車道：広島IC

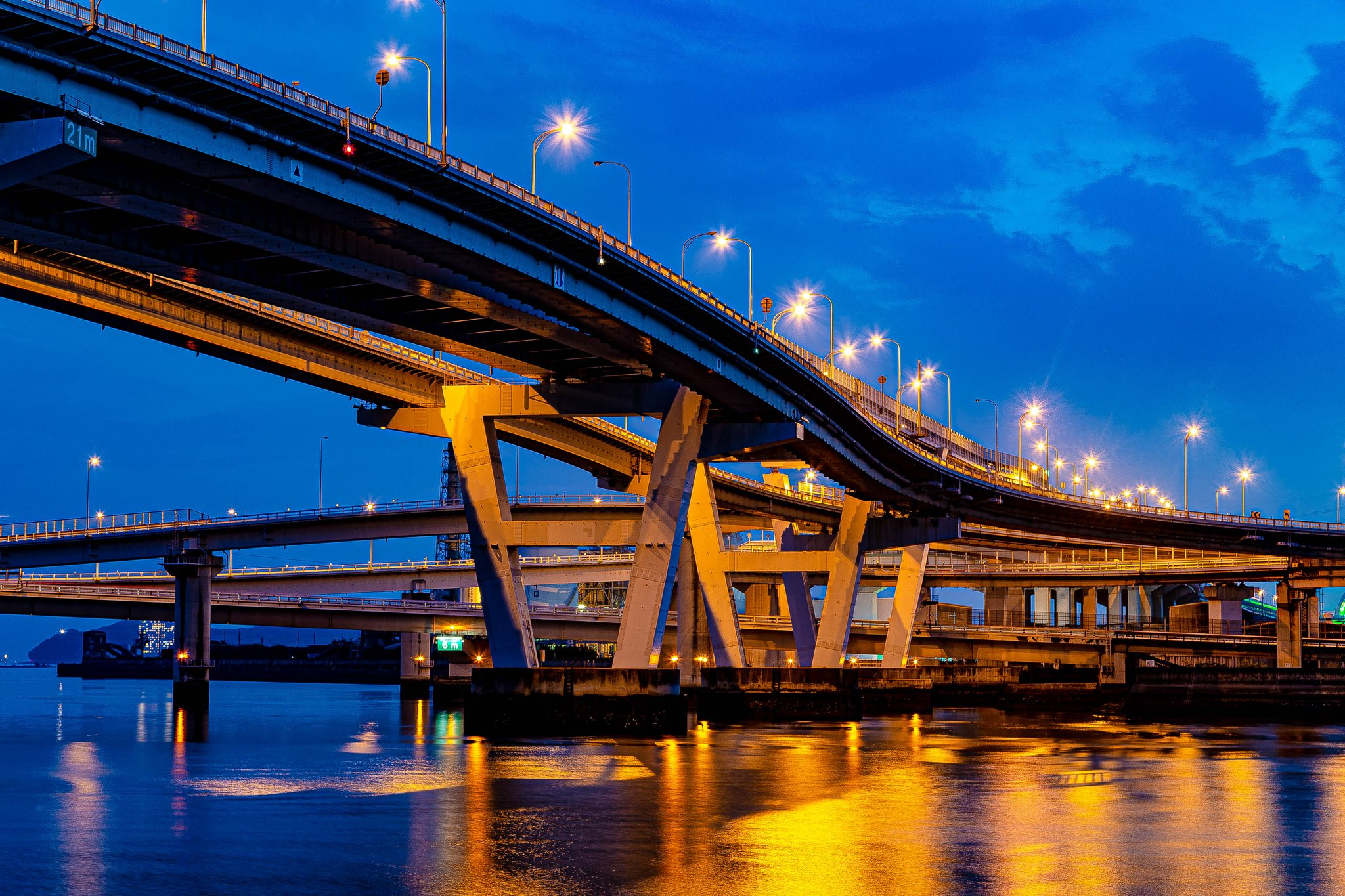
海上で交差する広島高速の仁保JCT

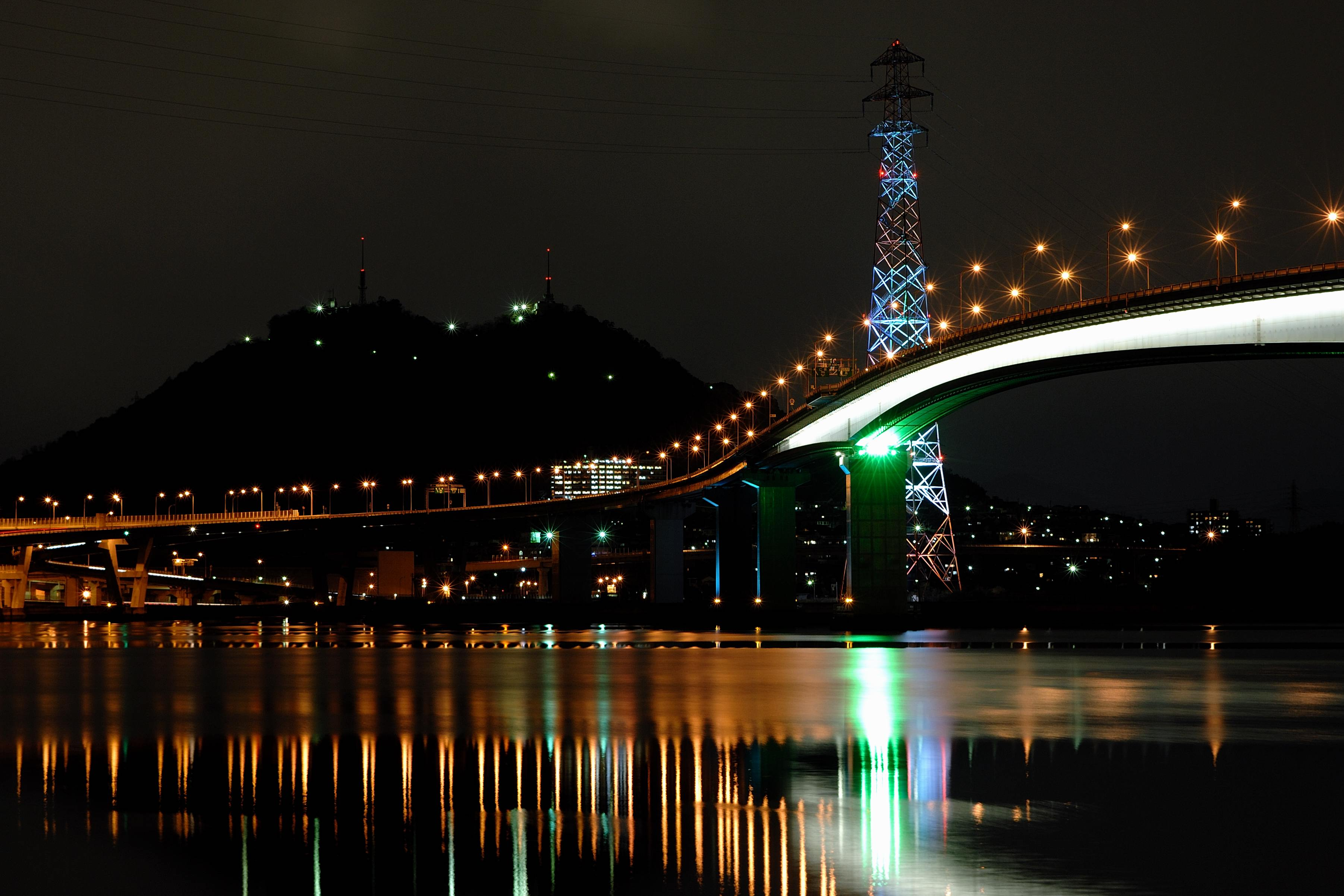
海田大橋

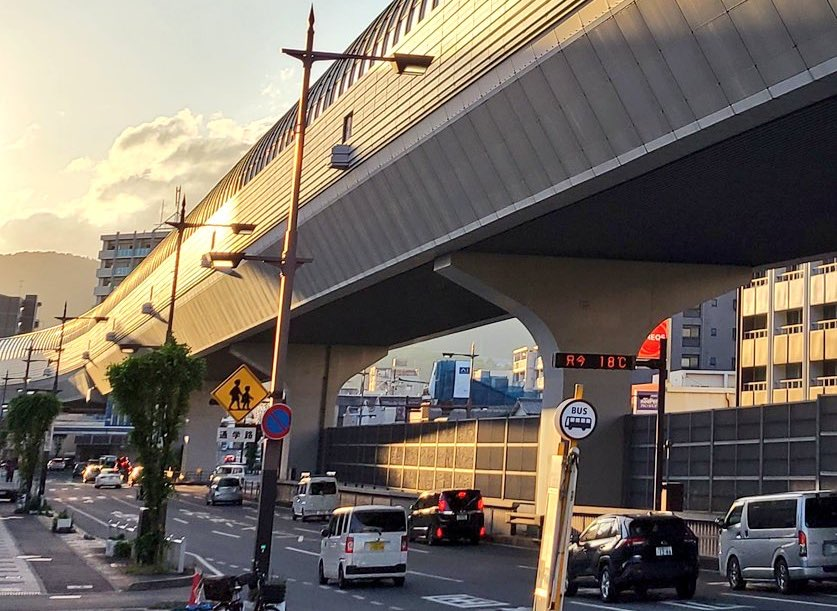
国道2号線（西広島バイパス）

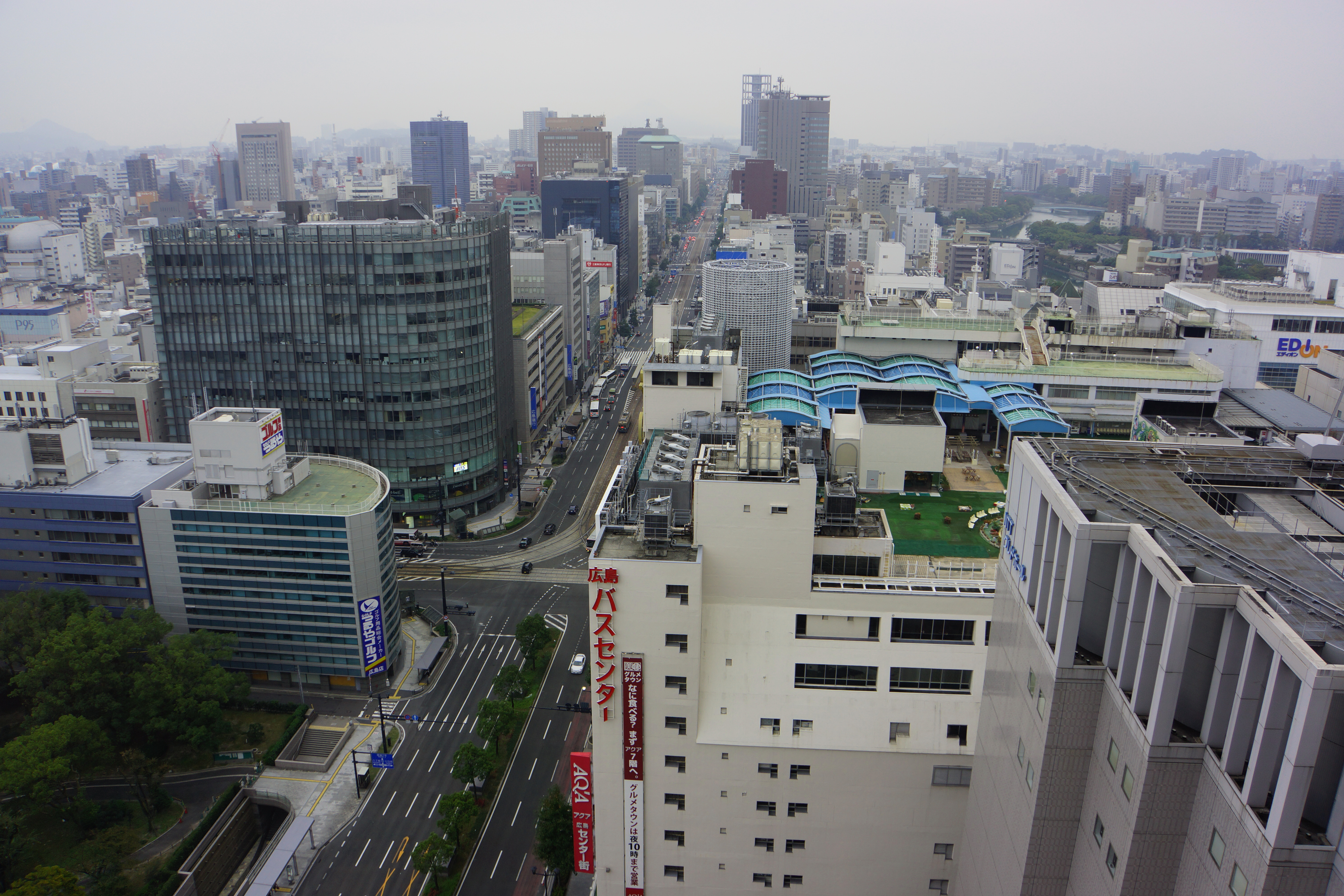
鯉城通り

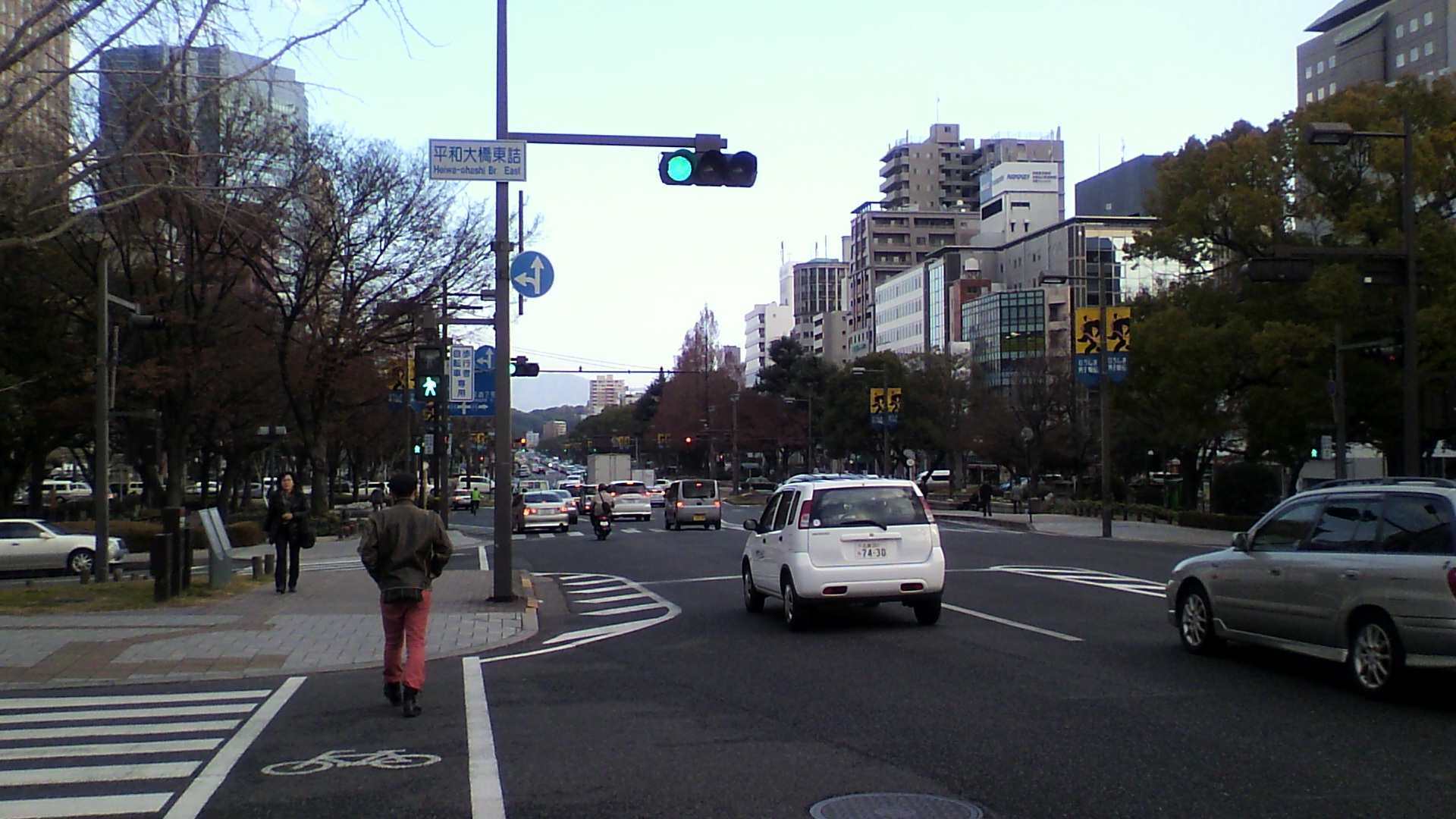
平和大通り

広島市内の通り、Category:広島市道も参照。
広島市の主要道路は、従来からの中心市街部を網羅する国道2号などの一般道路と、市の北部から西部にかけて通る都市間高速道路、それに中心市街地と郊外にできた高速道路インターチェンジとを結ぶ都市高速道路である広島高速道路などによって成り立っている。
一般道路は太田川の三角州地帯に発展した従来の中心市街地を通り広島市と他地域の都市を結ぶ。また、中心市街地はおおむね平坦な地形であり、国道や県道などの主要道路を軸とした市道などが整備され、一般道路の整備状況は概ね良好である。第二次世界大戦中に空襲対策で行われた防火帯整備、それに原爆投下がもたらした旧市街の壊滅と焦土化により、戦災復興事業として広幅員の道路が整備された。これは広島電鉄による路面電車網の存続と高頻度・定時運転の継続（軌道敷への自動車進入禁止の維持）にも寄与している。特に爆心地付近を通る平和大通りは名古屋市の若宮大通・久屋大通と並ぶ「100m道路」として整備された。その一方、軟弱な地盤などを理由にして高架橋の整備などを伴う都市高速道路の建設は遅れ、各国道などでの自動車交通は都市間（中長距離）輸送と都市内（短距離）交通が未分離の状態にある。また広域合併により広島市に編入された湯来温泉（旧湯来町）などの山間地域では地形の制約を大きく受け、川の谷筋に沿って一般道路が整備されている。その幅員は中心市街地と比較すると狭く、国道であっても国道433号七曲峠の大型車通行不可区間、国道488号の冬季閉鎖区間なども存在する。ただし、安佐南区の西風新都地区をはじめ、佐伯区内や安芸区内などでは山を崩しながら傾斜地に建設されたニュータウンが点在し、その内部では住民の自動車利用を前提とした地区内道路の整備が行われている。
1980年代後半に中国自動車道との連絡道路である広島自動車道、継いで山陽自動車道の同市内区間が完成すると、山陽自動車道の各インターチェンジと広島の中心市街地とを結ぶ連絡道路が整備された。広島東インターチェンジに直結する広島高速1号線（安芸府中道路）、広島インターチェンジと結ばれてアストラムラインと一体で整備された国道54号、五日市インターチェンジにほど近い西風新都地区から西風トンネルで都心部につながる広島高速4号線（広島西風新都線）などの広島高速道路や一般道路などがこれに該当し、広島市は1975年開業の山陽新幹線に続いて自動車交通でも高速化時代に入った。しかし、広島高速道路は従来の中心市街地を貫通するものではない。特に広島空港との連絡機能も担っている1号線については5号線（東部線）建設などでの利便性向上が求められている。また、南部の臨海部では広島高速3号線（広島南道路）が建設され、広島呉道路と接続している。広島高速2号線（府中仁保道路）を介した広島高速1号線とも接続されているが、廿日市市方面への整備による市域の東西横断はまだ計画段階である。

#### 高速道路
- 中国自動車道
- 山陽自動車道
- 広島自動車道
- 広島高速道路（都市高速）
  - 広島高速1号線（安芸府中道路）・2号線（府中仁保道路）・3号線（広島南道路）・4号線（広島西風新都線）・5号線（東部線）

一般有料道路
- 広島呉道路
- 海田大橋
- 広島熊野道路

#### 国道
- 国道2号（西広島バイパス・新広島バイパス・東広島バイパス・広島南道路）
- 国道31号
- 国道54号（祇園新道・佐東バイパス・可部バイパス） - 起点
- 国道183号 - 起点
- 国道191号 - 終点
- 国道261号 - 起点
- 国道433号
- 国道487号 - 終点
- 国道488号

#### 県道
- 島根県道・広島県道5号浜田八重可部線 - 終点
- 広島県道33号瀬野川福富本郷線 - 起点
- 広島県道34号矢野安浦線 - 起点
- 広島県道37号広島三次線 - 起点
- 広島県道38号広島豊平線 - 起点
- 広島県道40号安佐豊平芸北線 - 起点
- 広島県道41号五日市筒賀線 - 起点
- 広島県道42号大竹湯来線 - 終点
- 広島県道46号東広島白木線 - 終点
- 広島県道68号大林井原線 - 起点・終点（安芸高田市経由）
- 広島県道70号広島中島線 - 起点・終点（安芸郡府中町経由）
- 広島県道71号広島湯来線 - 市内完結
- 広島県道77号久地伏谷線 - 市内完結
- 広島県道84号東海田広島線 - 終点
- 広島県道85号下瀬野海田線 - 起点
- 広島県道86号翠町仁保線 - 市内完結
- 広島県道151号府中海田線
- 広島県道152号府中祇園線 - 終点
- 広島県道164号広島海田線 - 起点
- 広島県道174号瀬野呉線 - 起点
- 広島県道176号小河原志和線 - 起点
- 広島県道177号下佐東線- 起点・終点（山県郡安芸太田町経由）
- 広島県道187号浜田仁保線 - 終点
- 広島県道196号安芸中野停車場線 - 市内完結（駅前連絡）
- 広島県道199号五日市停車場線 - 市内完結（駅前連絡）
- 広島県道226号井原市停車場線 - 市内完結（駅前連絡）
- 広島県道240号可部停車場線 - 市内完結（駅前連絡）
- 広島県道243号広島港線 - 市内完結
- 広島県道253号南原峡線 - 市内完結
- 広島県道262号南観音観音線 - 市内完結
- 広島県道264号中山尾長線 - 市内完結
- 広島県道265号伴広島線 - 市内完結
- 広島県道267号宇津可部線 - 市内完結
- 広島県道268号勝木安古市線 - 市内完結
- 広島県道269号今井田緑井線 - 市内完結
- 広島県道270号八木緑井線 - 市内完結
- 広島県道271号八木広島線 - 市内完結
- 広島県道274号瀬野船越線- 起点・終点（安芸郡海田町経由）
- 広島県道276号矢野海田線 - 起点
- 広島県道277号古市広島線 - 市内完結
- 広島県道290号原田五日市線 - 市内完結
- 広島県道291号長野葛原線 - 終点
- 広島県道292号川角佐伯線 - 起点
- 広島県道293号本多田佐伯線 - 起点
- 広島県道328号志和口向原線 - 起点
- 広島県道459号矢口安古市線 - 市内完結
- 広島県道472号広島東インター線 - 市内完結
- 広島県道473号府中仁保線 - 市内完結
- 広島県道474号温品二葉の里線 - 市内完結

#### 市道
主な市道
- 広島市道天満矢賀線（相生通り）
- 広島市道霞庚午線
- 広島市道御幸橋三篠線（白島通り・中央通り・御幸橋西詰通り）
- 広島市道駅前吉島線（駅前通り）
- 広島市道比治山庚午線（平和大通り）
- 広島市道駅前観音線 (城北通り・中広通り）

### 航路

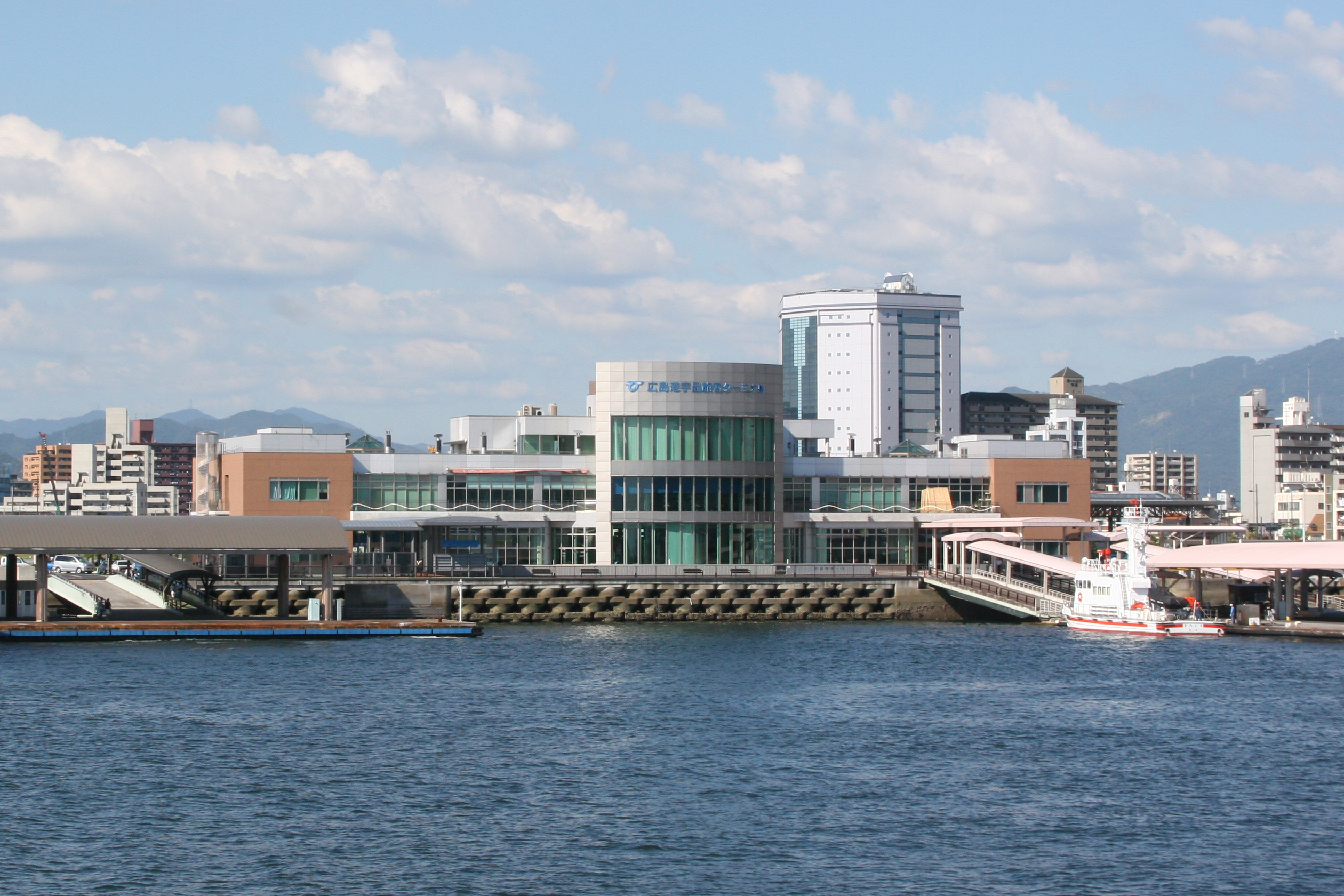
広島港
宇品旅客ターミナル

#### 港湾
- 広島港：松山方面の連絡口ともなる。船舶乗降人員数は全国4位。内国航路に限ると3位。（2007年度国土交通省港湾統計年報による）

フェリー
- 瀬戸内海汽船・石崎汽船
  - 広島 - 呉 - 松山観光港
- 瀬戸内シーライン
  - 広島 - 江田島（切串港） - 江田島（小用港）
  - 広島 - 江田島（切串港） フェリー
  - 広島 - グランドプリンスホテル広島前 - 宮島3号桟橋（厳島港）
- 上村汽船
  - 広島 - 江田島（切串港）
- 江田島汽船
  - 広島 - 能美（三高港）
- 江田島市企業局
  - 広島 - 能美（高田港） - 能美（中町港）
- 似島汽船
  - 広島 - 似島（学園） - 似島（家下）
- 金輪島会
  - 広島（市営） - グランドプリンスホテル広島前 - 金輪島
- バンカー・サプライ
  - 広島（市営） - 似島（学園） 高速船
- アクアネットサービス
  - マリーナホップ - 宮島（厳島港） 高速船
- アクアネット広島
  - 元安桟橋 - 宮島（厳島港） 高速船
- 雁木タクシー
  - 広島市内を流れる河川に多数ある雁木を乗り場として活用している水上タクシー

## 観光

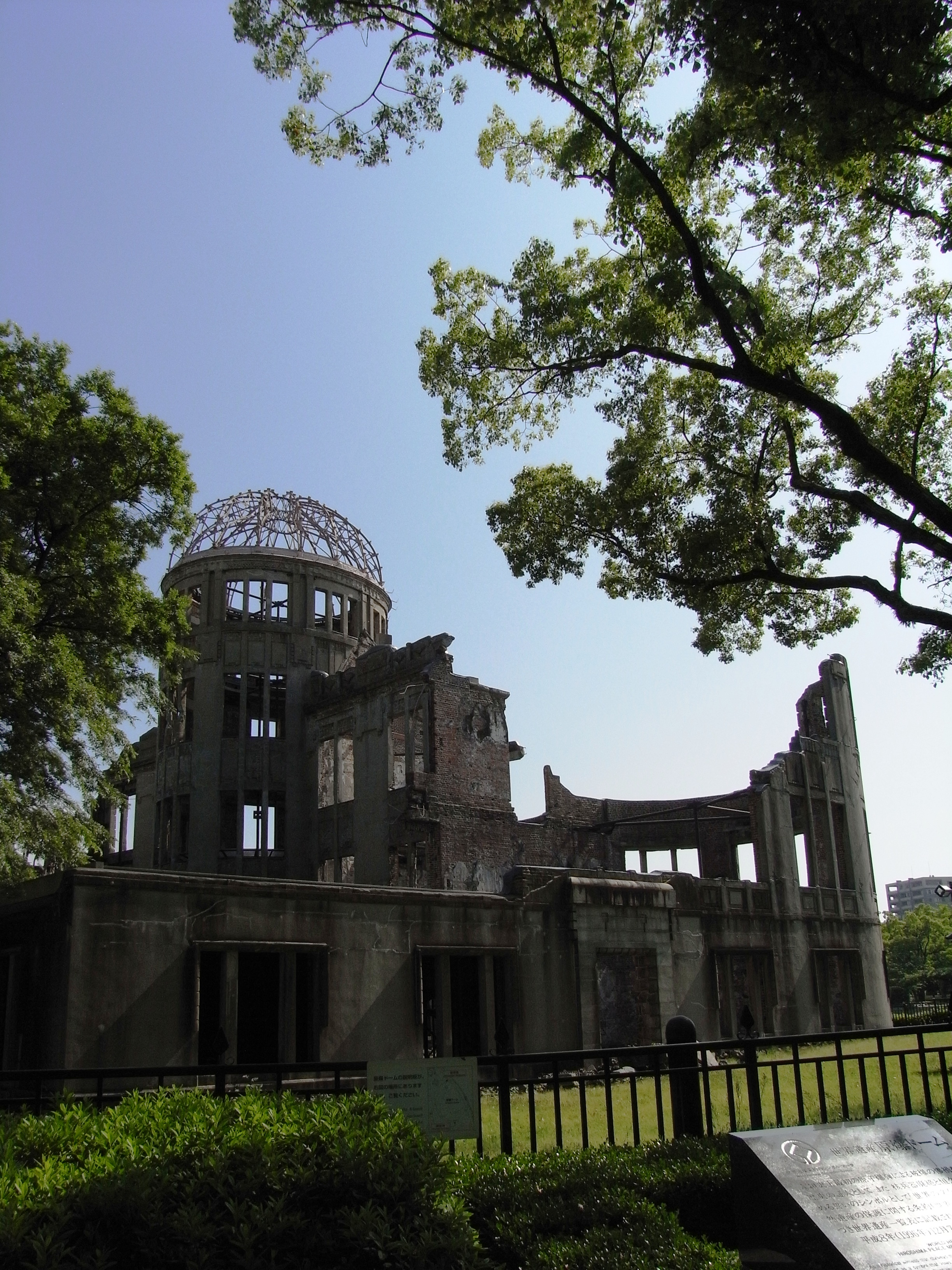
原爆ドーム

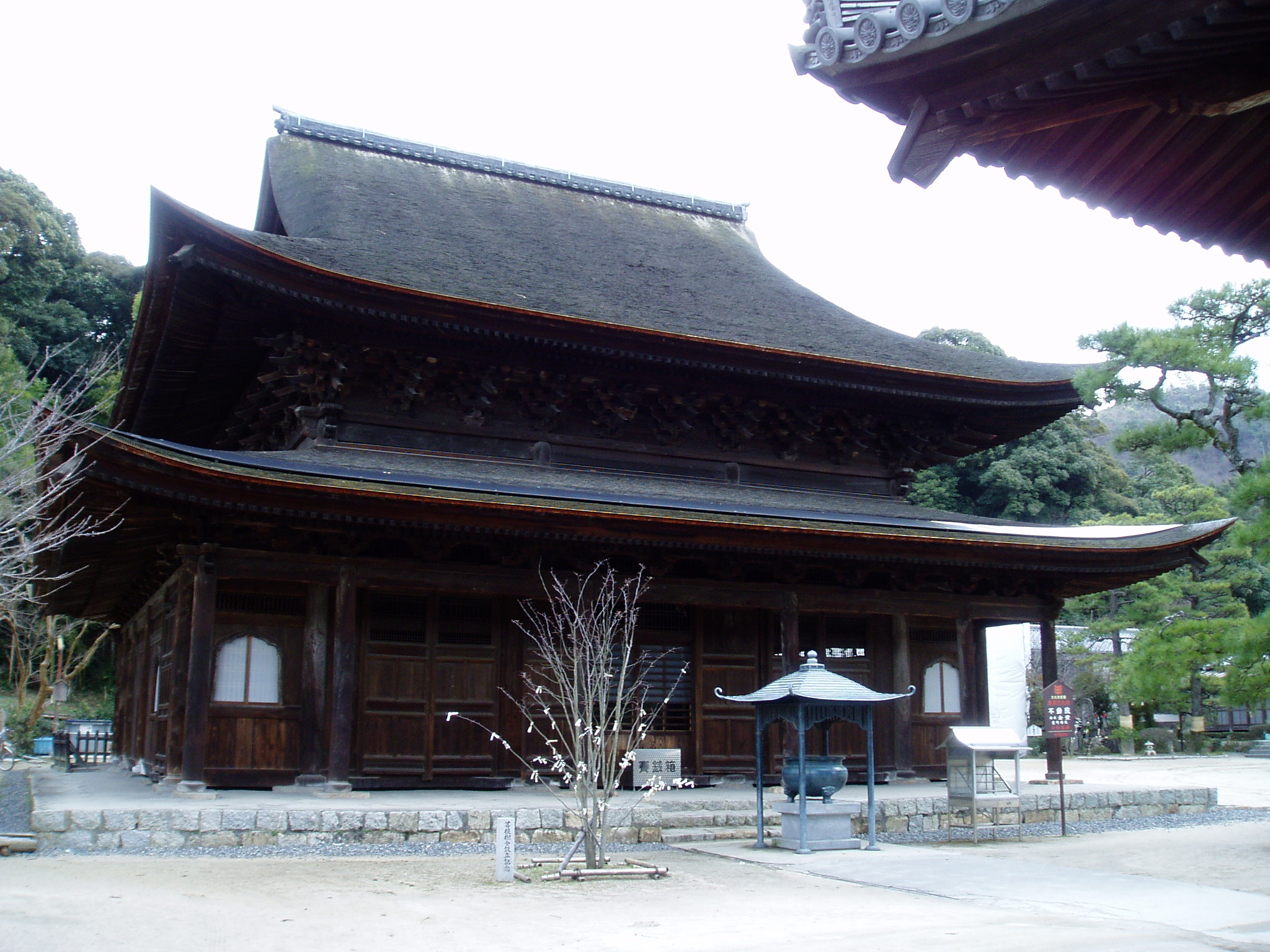
国宝 不動院金堂

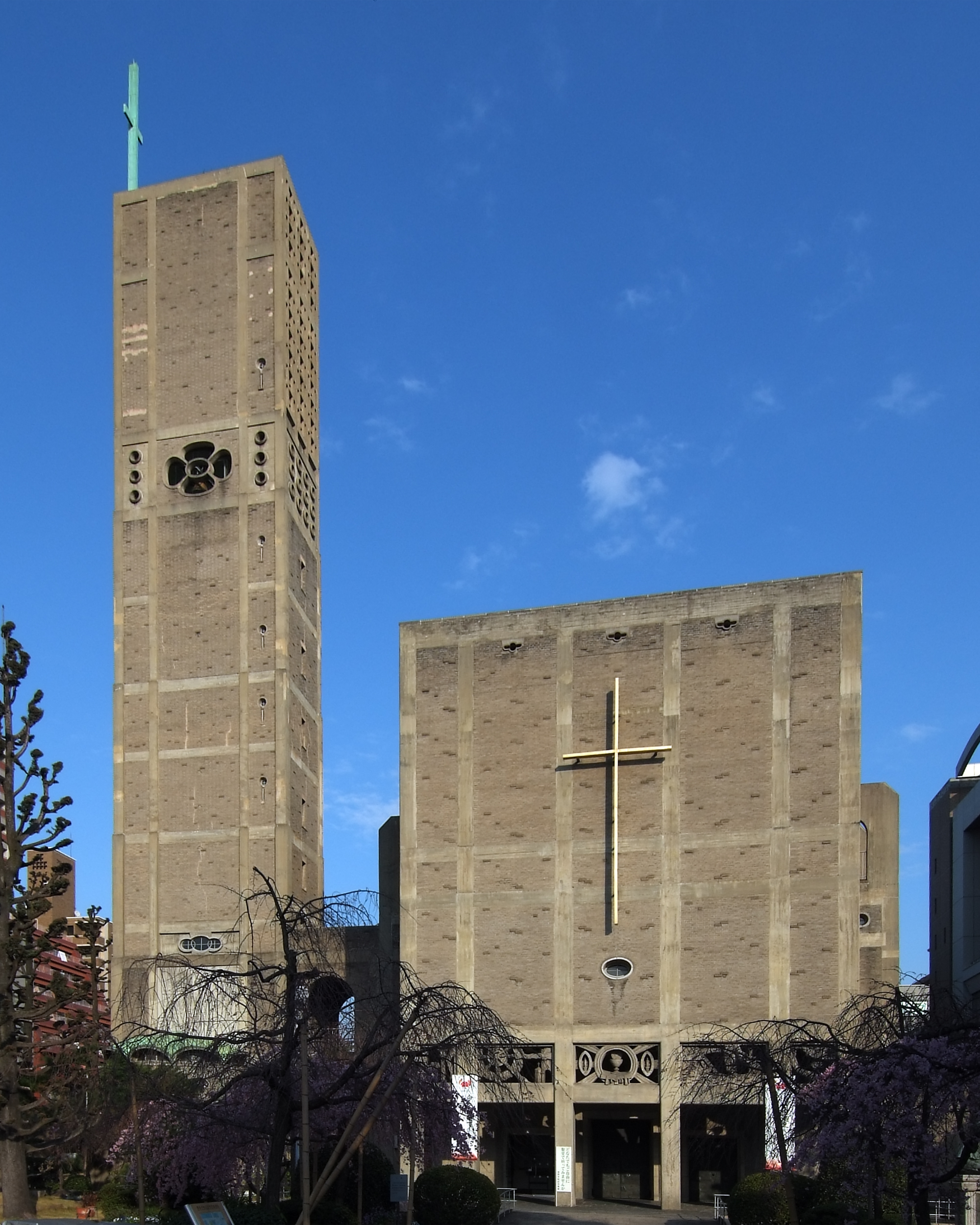
世界平和記念聖堂

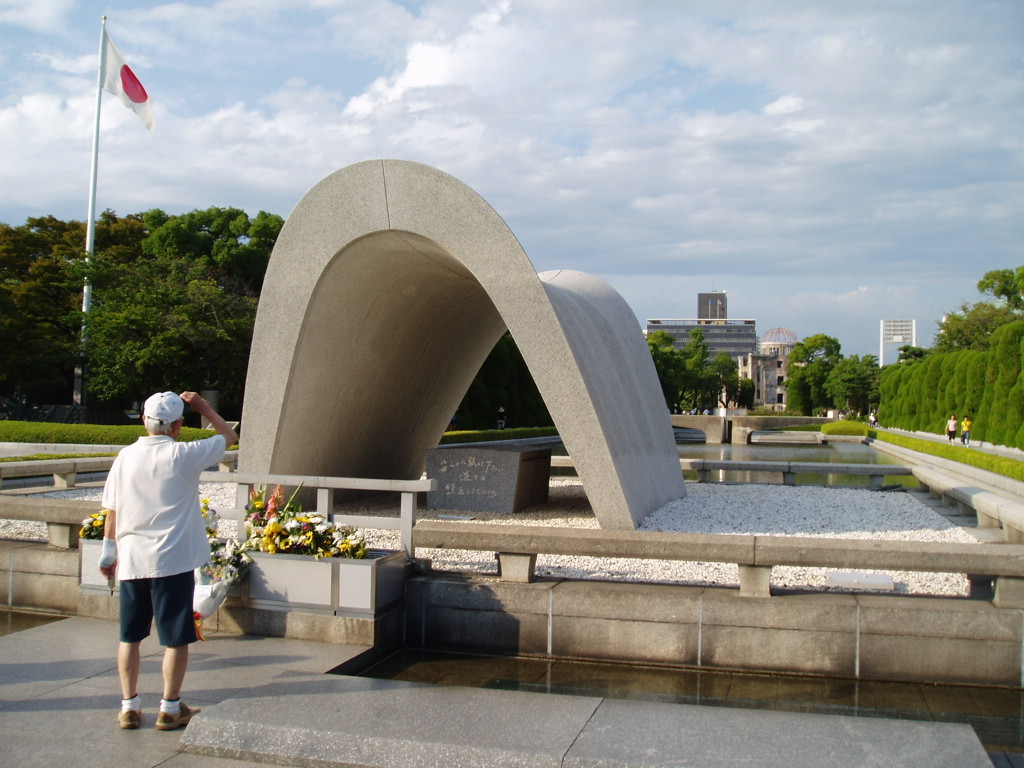
広島平和記念公園

### 文化財
広島市の文化財(1) 有形文化財：建造物・広島市の文化財(10) 記念物：史跡・広島市の文化財(11) 記念物：名勝・広島市の文化財(12) 記念物：天然記念物・広島市の文化財(13) 登録文化財 より。県指定・市指定は各区の記事を参照。

#### 世界遺産
原爆ドーム（被爆建造物・国指定の史跡でもある）

#### 国宝
国宝
不動院（「金堂」が指定、被爆建造物でもある）

#### 重要文化財
重要文化財（国指定）
國前寺（「本堂」「庫裏」が指定、被爆建造物でもある）
世界平和記念聖堂
広島平和記念資料館（「本館」が指定）
不動院（「鐘楼」「楼門」「木造薬師如来坐像」「梵鐘」が指定、被爆建造物でもある）
三瀧寺（三滝観音）（「木造阿弥陀如来坐像」が指定）

### 名勝・天然記念物
国指定の名勝
- 広島平和記念公園
- 縮景園

特別天然記念物
- オオサンショウウオ

### 名所・旧跡
主な城郭・屋敷
- 広島城（国指定の史跡）- 別名：鯉城
- 伊勢ヶ坪城
- 草津城
- 己斐城
- 佐東銀山城
- 新宮城
- 水晶城
- 土居屋敷
- 鳥籠山城
- 仁保城（黄金山）
- 三入高松城
- 八木城
- 矢野城

主な寺院
- 圓隆寺（とうかさん）
- 國前寺
- 国泰寺
- 西蓮寺
- 慈光寺
- 持明院
- 勝円寺
- 長遠寺
- 多聞院
- 福王寺
- 不動院
- 普門寺
- 報専坊
- 本覚寺
- 本願寺広島別院
- 三瀧寺（三瀧観音）
- 明星院（大日密寺）
- 妙頂寺
- 妙風寺
- 龍蔵院
- デプン・ゴマン学堂日本別院（チベット仏教）
- 蓮照寺

主な神社
- 旭山神社（別名：鯉の神社）
- 宇那木神社
- 江波神社
- 尾長天満宮
- 河内神社
- 塩屋神社
- 白神社
- 新庄之宮神社
- 住吉神社
- 饒津神社
- 邇保姫神社
- 比治山神社
- 広島護国神社
- 広島東照宮
- 広瀬神社（広島市の総鎮守）
- 舟入神社
- 松尾神社

主な遺跡
- 中小田古墳群

主な史跡
- 頼山陽史跡資料館（頼山陽居室）
- 原爆ドーム
- 広島大学附属中学校・高等学校講堂（国指定登録文化財）
- 旧広島陸軍被服支廠倉庫
- 旧広島県港湾事務所

### 観光スポット
公園・庭園

| - 絵下山公園 - 江波皿山公園 - 江波山公園 - 黄金山緑地 - 縮景園 - 千田公園 - 千田廟公園 | - 東千田公園 - 広島県立広島緑化植物公園 - 広島広域公園 - 広島市安佐動物公園 - 広島市植物公園 - 広島市森林公園 | - 広島市中央公園 - 広島城址公園 - 広島平和記念公園 - 広島みなと公園 - 比治山公園 - 元宇品公園 - 竜王公園 |

温泉
- 湯来温泉
- 湯の山温泉

## 文化・名物

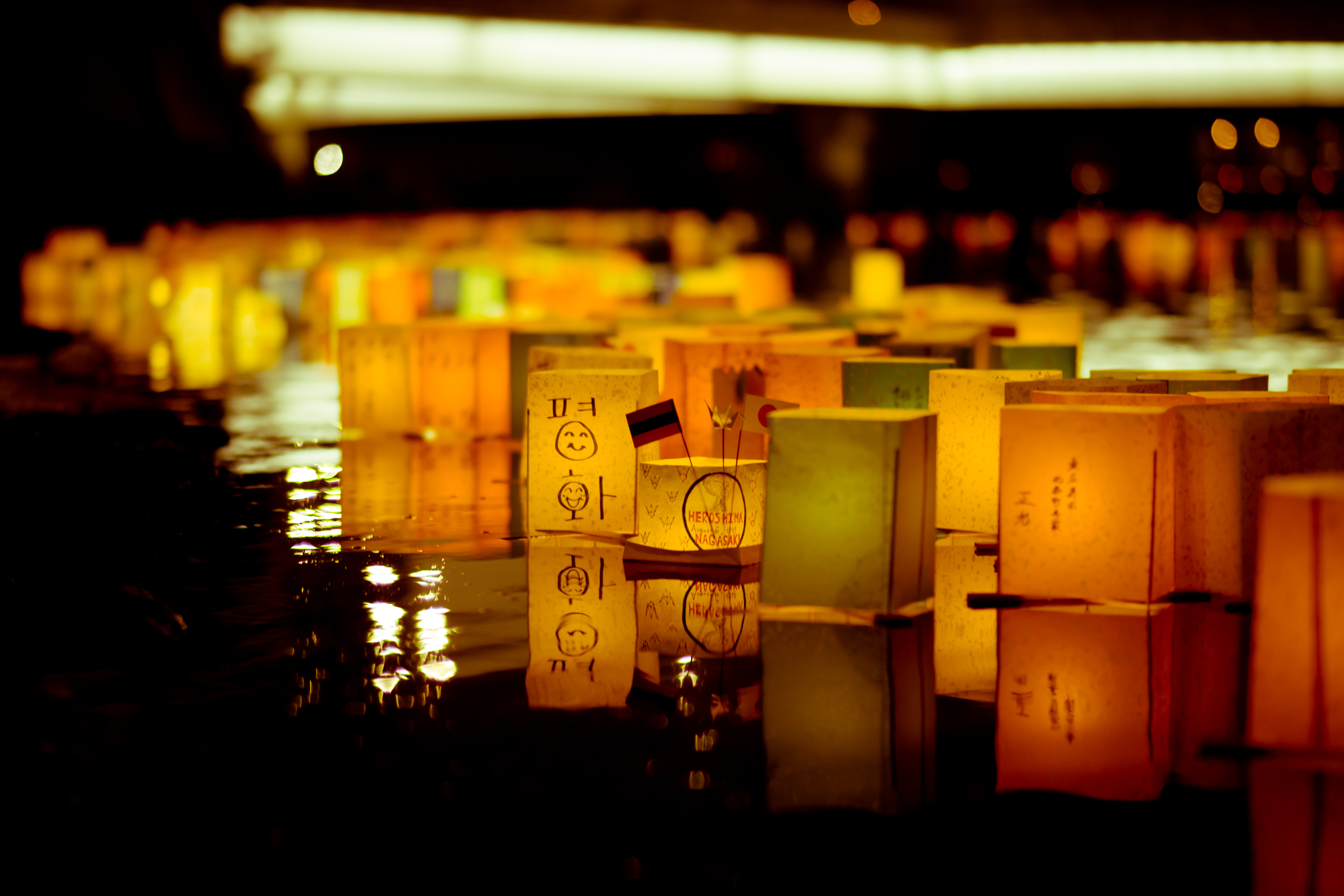
ピースメッセージ（灯篭流し）

### 祭事・催事

#### 祭事
- とうかさん（6月第一金曜日 - 日曜日、圓隆寺・中央通り）
- 住吉祭（7月26日、住吉神社）
- 胡子講：胡子大祭（11月17日 - 20日、胡子神社）
- ひろしまフラワーフェスティバル（平和記念公園、平和大通りほか）
- 広島国際アニメーションフェスティバル（アステールプラザほか）
- 南の風EBAあそび（江波山公園）
- ひろしまドリミネーション（平和大通り、中心部商店街など）
- 砂持加勢祭り - 文久2年に行なわれた山車と仮装の祭りを2008年より復活させたもの。砂持は川浚えの砂を運ぶ人のこと。
- ピースメッセージ灯篭流し（8月6日、元安川）

#### 催事
スポーツイベント
- 天皇盃全国都道府県対抗男子駅伝競走大会
- 織田幹雄記念国際陸上競技大会
- ピースカップ

過去のイベント
- 第6回国民体育大会
- AFCアジアカップ1992
- 1994年アジア競技大会
- 第51回国民体育大会
- FISE WORLD SERIES Hiroshima 2018

実現しなかったイベント
- 広島・長崎オリンピック構想
- ヒロシマ・オリンピック構想

### 名産・特産

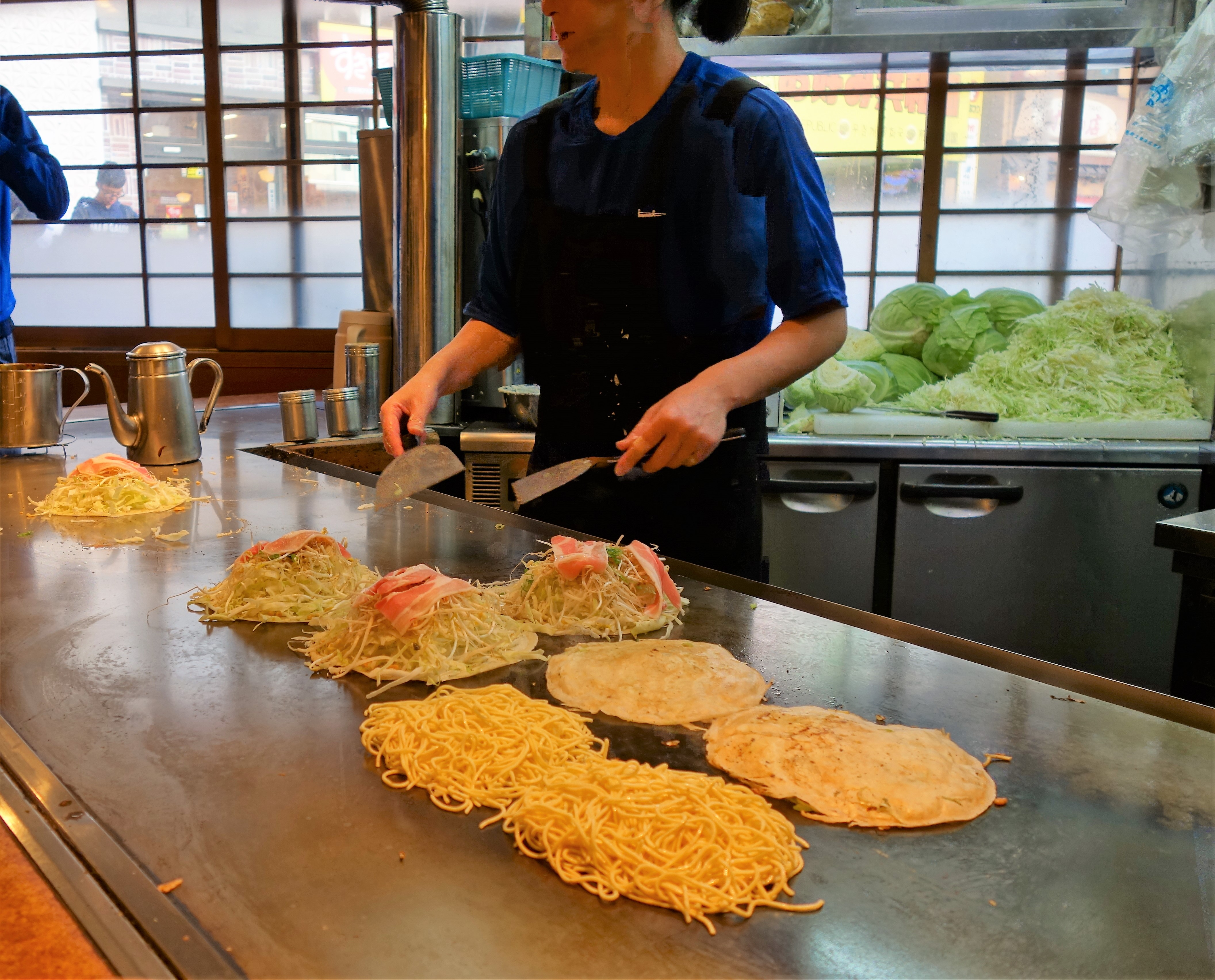
お好み焼。奥には大量のキャベツが準備されている。広島市中区新天地

- 広島かき
- お好み焼き
- もみじ饅頭
- 広島菜
- 川通り餅

### 音楽

#### 音楽楽団
- 広島交響楽団
- 広島ウインドオーケストラ

### スポーツ

#### プロスポーツ
男子
| 名称                         | 競技種目             | 所属リーグ                     | 本拠地                                             | 運営会社・団体               | 設立   |
| ---------------------------- | -------------------- | ------------------------------ | -------------------------------------------------- | ---------------------------- | ------ |
| 広島サンダーズ               | バレーボール         | SV.LEAGUE                      | 猫田記念体育館                                     | 広島サンダーズ               | 1931年 |
| サンフレッチェ広島F.C        | サッカー             | Jリーグ・J1リーグ              | エディオンピースウイング広島                       | サンフレッチェ広島           | 1938年 |
| 広島東洋カープ               | 野球                 | セ・リーグ・ウエスタン・リーグ | MAZDA Zoom-Zoom スタジアム広島                     | 広島東洋カープ               | 1950年 |
| マツダスカイアクティブズ広島 | ラグビー             | ジャパンラグビーリーグワン     | 広島スタジアム                                     | マツダ                       | 1963年 |
| 中国電力レッドレグリオンズ   | ラグビー             | ジャパンラグビーリーグワン     | 中国電力坂グラウンド・広島県総合グランドラグビー場 | 中国電力                     | 1987年 |
| 広島エフ・ドゥ               | フットサル           | Fリーグ・F2リーグ              | 安佐北区スポーツセンター                           | 中国フットサルプロモーション | 1999年 |
| ダブプロレス                 | プロレスリング       | 日本列島プロレス連盟           | BoRDERリング・広島県立広島産業会館                 | ダブプロレス                 | 2000年 |
| 広島ドラゴンフライズ         | バスケットボール     | Bリーグ・B1リーグ              | 広島サンプラザホール                               | 広島ドラゴンフライズ         | 2013年 |
| ヴィクトワール広島           | サイクルロードレース | JCL                            | 中国地方・広島県                                   | CYCLE LIFE                   | 2014年 |

女子
| 名称                       | 競技種目     | 所属リーグ  | 本拠地                       | 運営会社・団体     | 設立   |
| -------------------------- | ------------ | ----------- | ---------------------------- | ------------------ | ------ |
| 大野石油広島オイラーズ     | バレーボール | Vリーグ・V2 | 猫田記念体育館               | 大野石油店         | 1992年 |
| イズミメイプルレッズ       | ハンドボール | JHL         | 広島グリーンアリーナ         | イズミ             | 1993年 |
| サンフレッチェ広島レジーナ | サッカー     | WEリーグ    | エディオンピースウイング広島 | サンフレッチェ広島 | 2021年 |

プロボクシング
- 広島三栄ボクシングジム（プロボクシング）
- 広島拳闘会（プロボクシング）
- アズボクシングジム（プロボクシング）
- 広島竹原ボクシングジム（プロボクシング）：会長は竹原慎二の父。

チーム
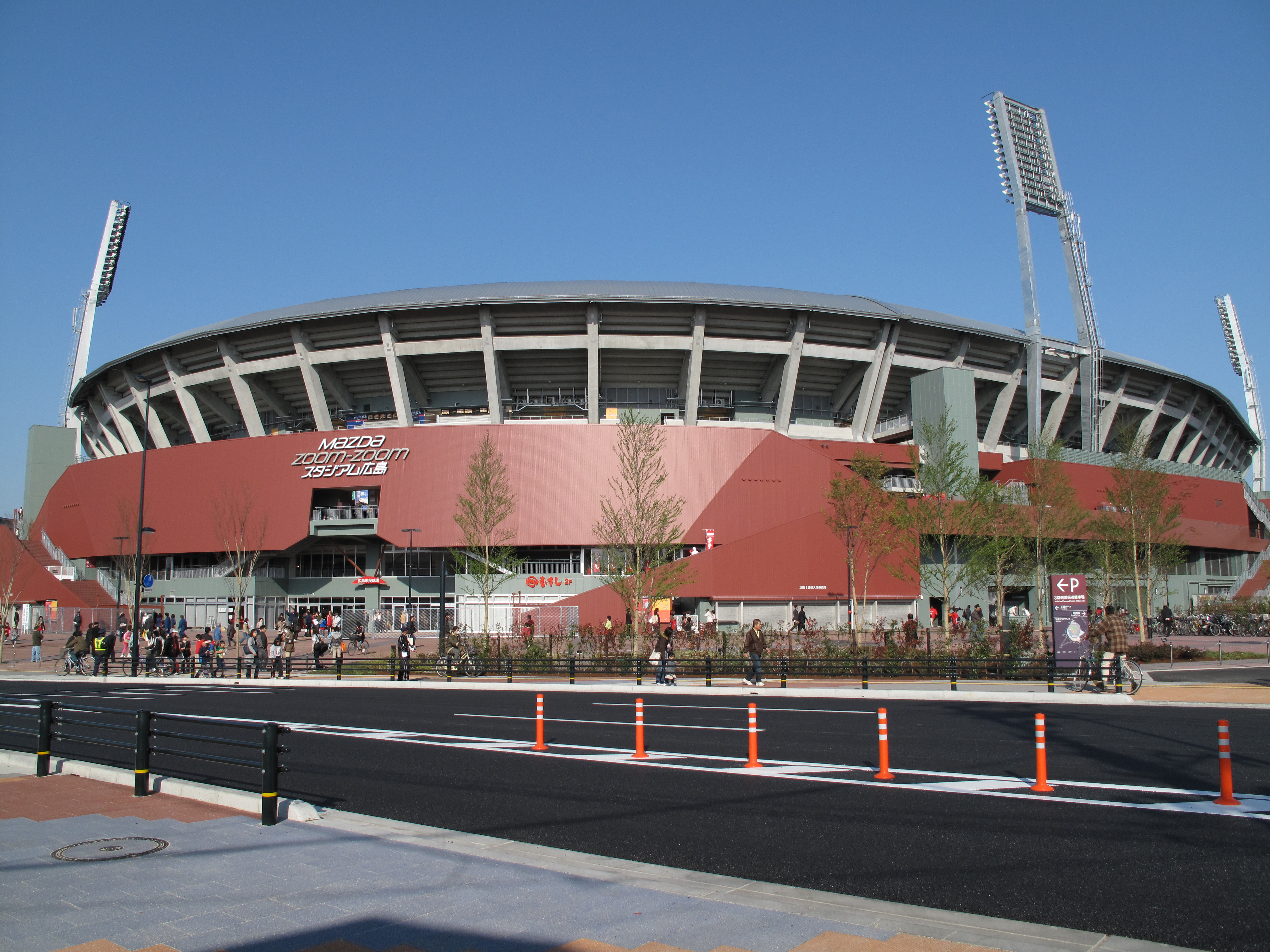
野球 広島東洋カープ （マツダスタジアム）
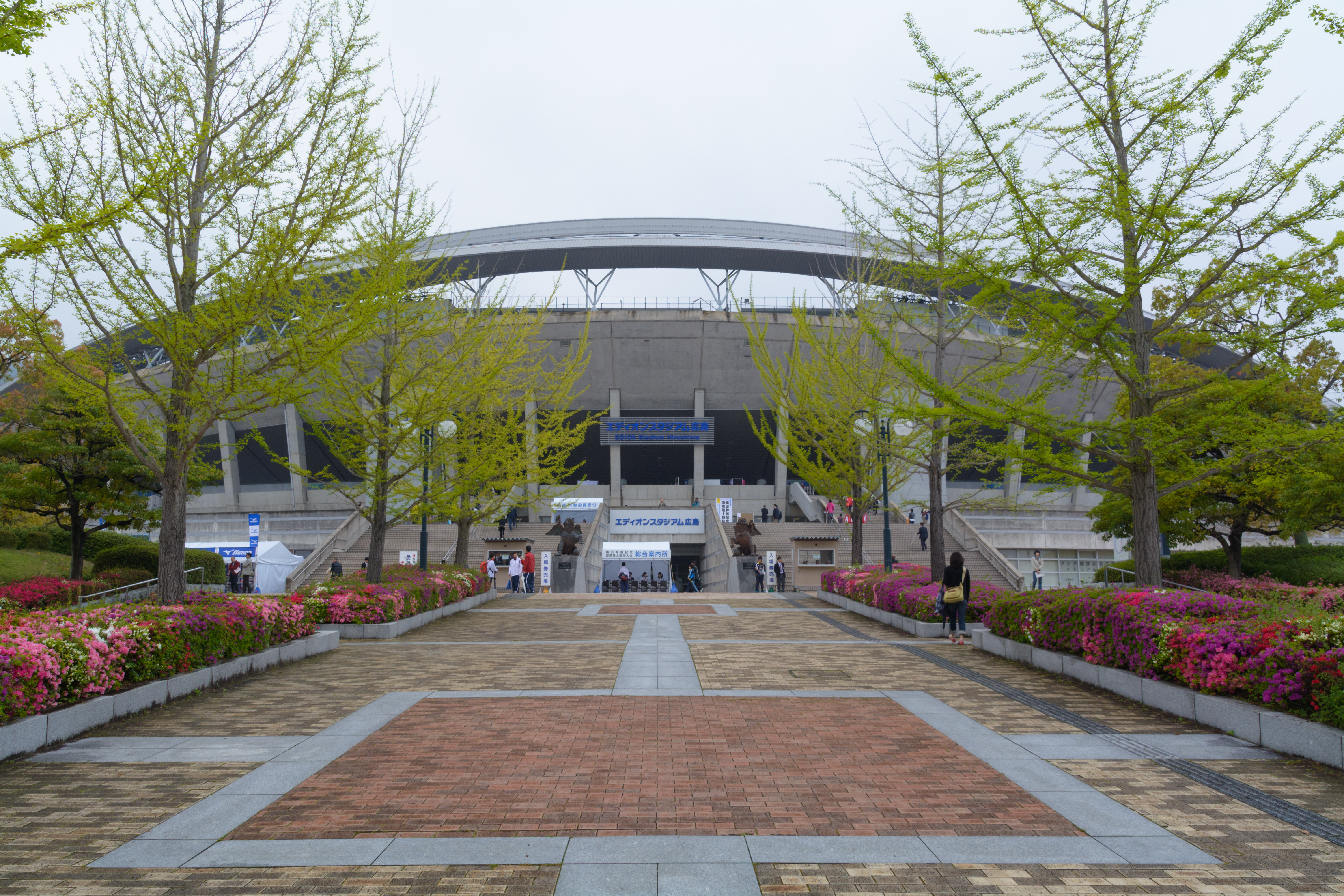
サッカー サンフレッチェ広島 （2023年までの本拠地 エディオンスタジアム）
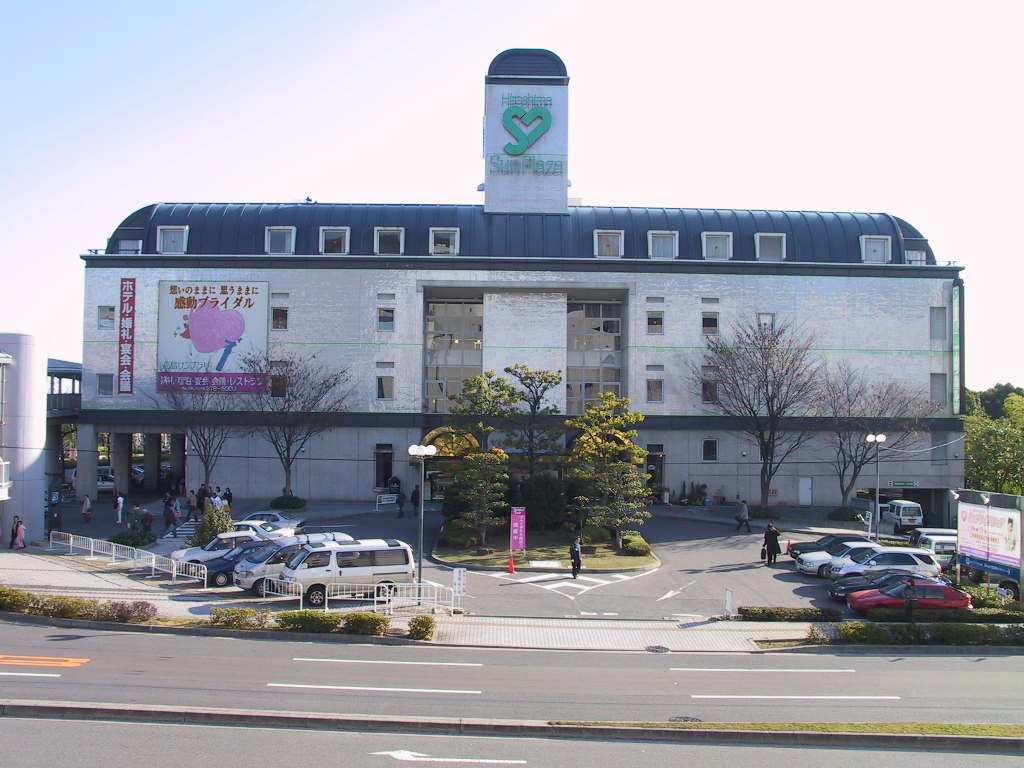
バスケットボール 広島ドラゴンフライズ （広島サンプラザ）
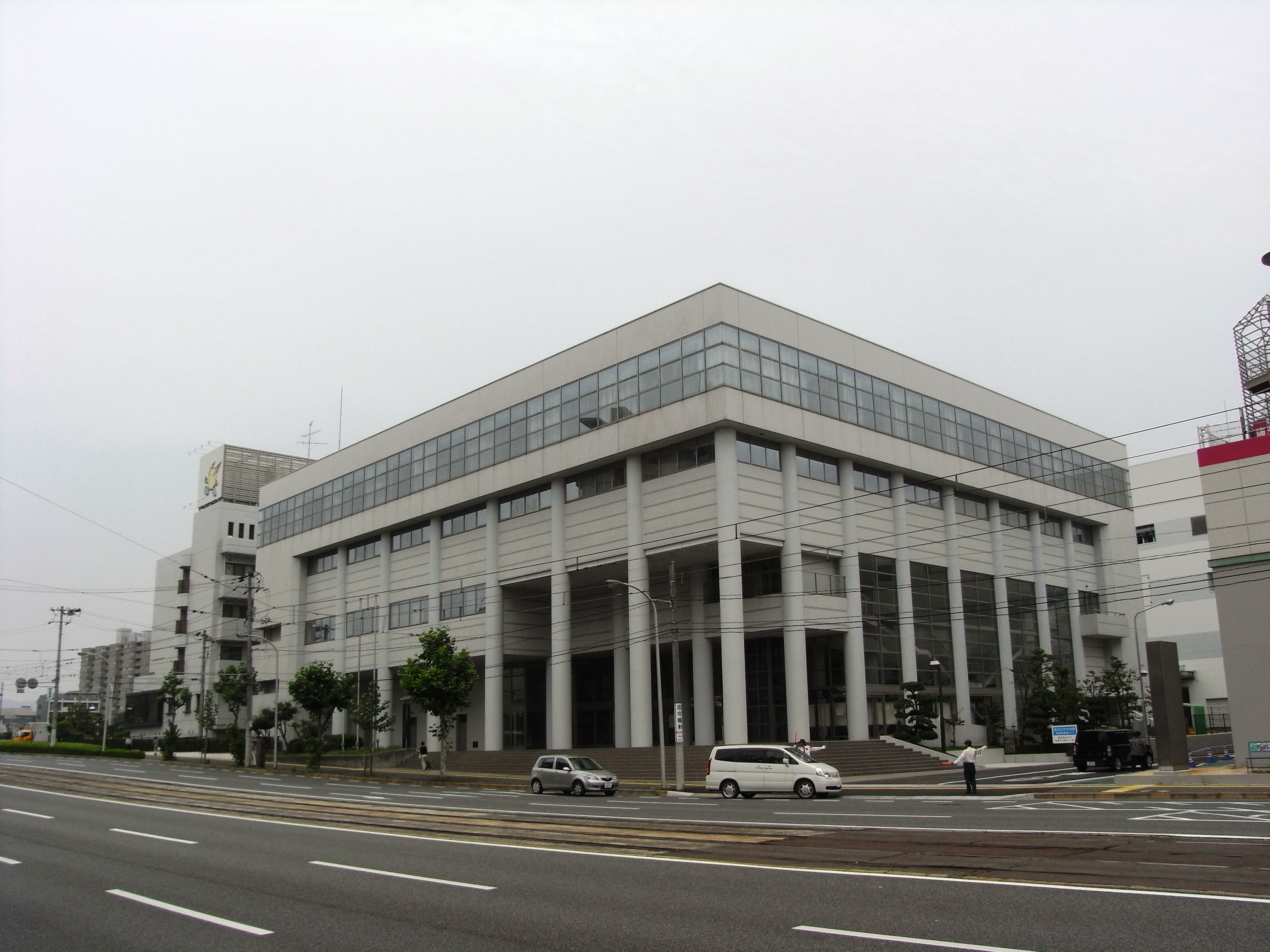
バレーボール JTサンダーズ広島 （猫田記念体育館）
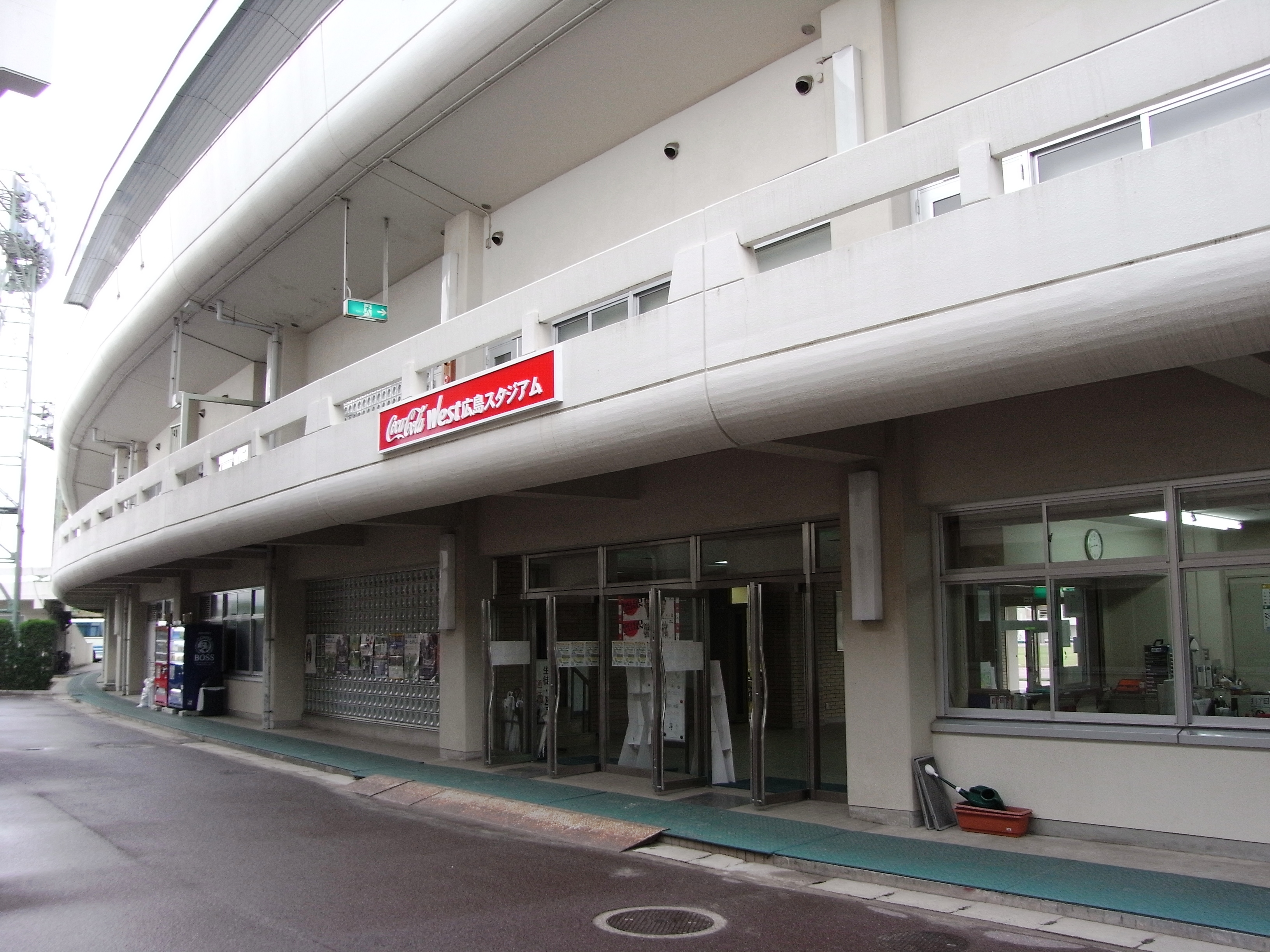
ラグビー レッドレグリオンズ （広島県総合グランド）
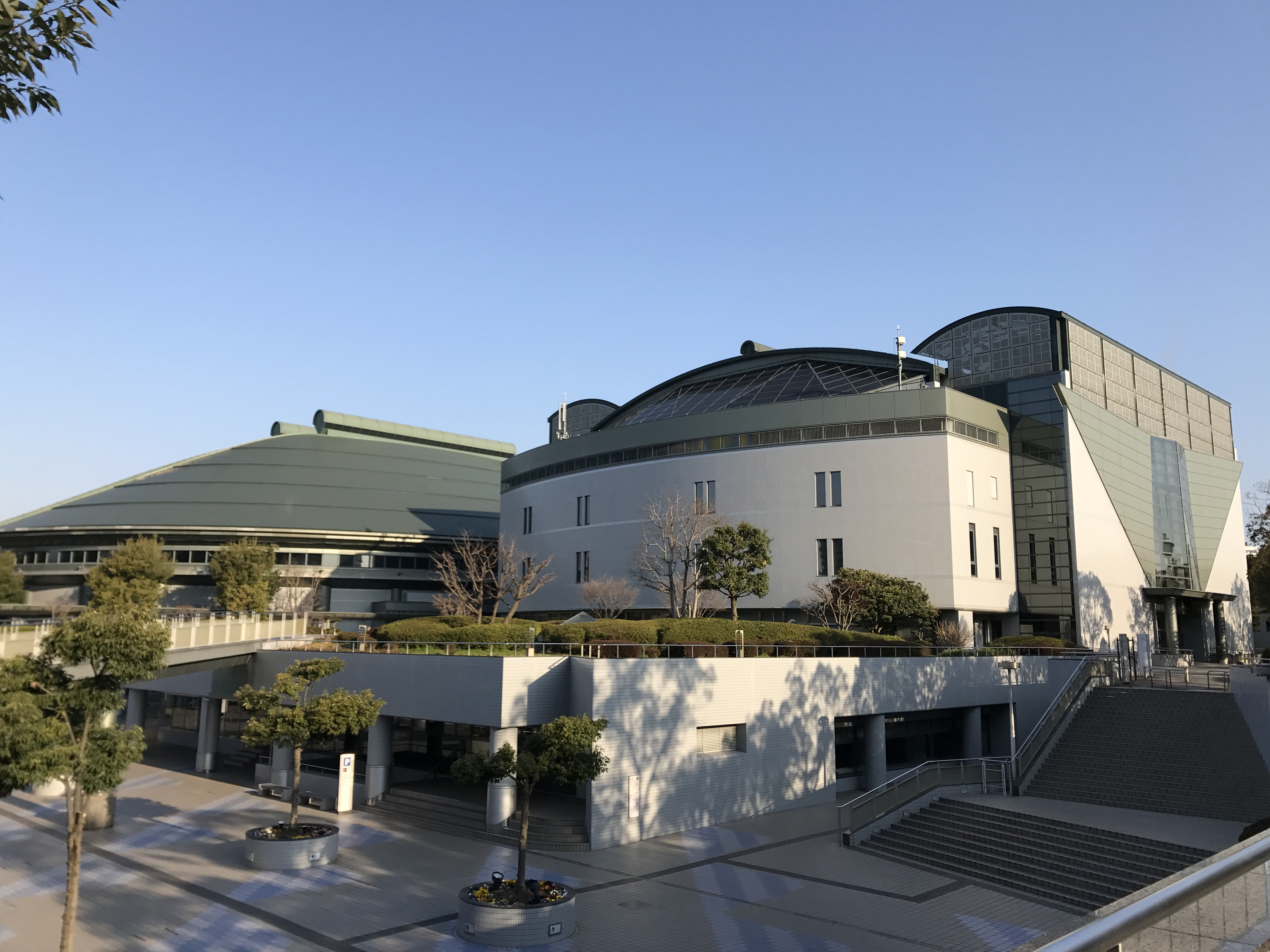
ハンドボール イズミメイプルレッズ （グリーンアリーナ）

#### 社会人スポーツ
野球
- JR西日本硬式野球部（社会人野球）

#### 公営競技
競輪
- 広島競輪場

競馬
- ウインズ広島

## 作品
広島市を舞台とした作品

### テレビドラマ
| - 西部警察 PART-II（テレビ朝日系列） 第18話「広島市街パニック!!」・第19話「燃えろ!!南十字星」（日本全国縦断ロケ第二弾、1982年放送） - 毛利元就（NHK大河ドラマ、1997年放送） - 夏の王様（NHKドラマDモード、2001年放送） | - 広島 昭和20年8月6日（TBS「涙そうそうプロジェクト」、2005年放送） |

### 漫画
| - はだしのゲン（映画、テレビアニメなども制作されている） - 夕凪の街 桜の国 - この世界の片隅に（主な舞台は呉市だが、主人公が広島市出身である関係で広島市内の描写も多く登場する） - カバチタレ! - 極悪がんぼ - BAD BOYS | - SLAM DUNK（主な舞台は神奈川県だが、全国大会篇では会場が広島市となっていることによる） - 女神の鬼 - KIPPO - 鉄道むすめ〜TerminalMemory〜 - 僕は恥っこが好き |

### 映画
| - 原爆の子(1952) - ひろしま(1953) - ヒロシマ・モナムール（二十四時間の情事）(1959) - 千羽鶴(1958) - その夜は忘れない(1962) - 母(1963) - フランケンシュタイン対地底怪獣(1965) - 愛と死の記録(1966) - 仁義なき戦い/広島死闘篇(1973) - 脱獄広島殺人囚(1974) - 廣島廿八(1974) - トラック野郎・望郷一番星(1976) - 白い町ヒロシマ(1985) - さくら隊散る(1988) - 黒い雨(1989) | - 千羽づる(1989) - ゴジラvsキングギドラ(1991) - 夏少女(1995) - 鏡の女たち(2002) - 父と暮せば(2004) - カスタムメイド10.30(2005) - 横川サスペンス(2005) - 二重被爆(2006) - 恋する彼女、西へ。(2007) - 夕凪の街 桜の国(2007) - 石内尋常高等小学校 花は散れども(2008) - サルベージ・マイス(2011) - 夏休みの地図(2013) - エルネスト(2017) |

### アニメ
| - ピカドン(1979) - はだしのゲン(1983) - にんげんをかえせ(1984) - はだしのゲン2(1986) | - クロのいた夏(1986) - かっ飛ばせ!ドリーマーズ〜カープ誕生物語(1993) - ふたつの黒い雨(2005) - ジュノー(2010) - この世界の片隅に(2016) - 田中くんはいつもけだるげ(2016) |

### 音楽
| - みなと （広島港） - 松山行きフェリー（村下孝蔵）（広島港） | - 広島之恋 （張洪量・莫文蔚） - HIROSHIMA （ベン・フォールズ） （広島市中区） |

### 文学
- ズッコケ三人組[129]

## ギャラリー

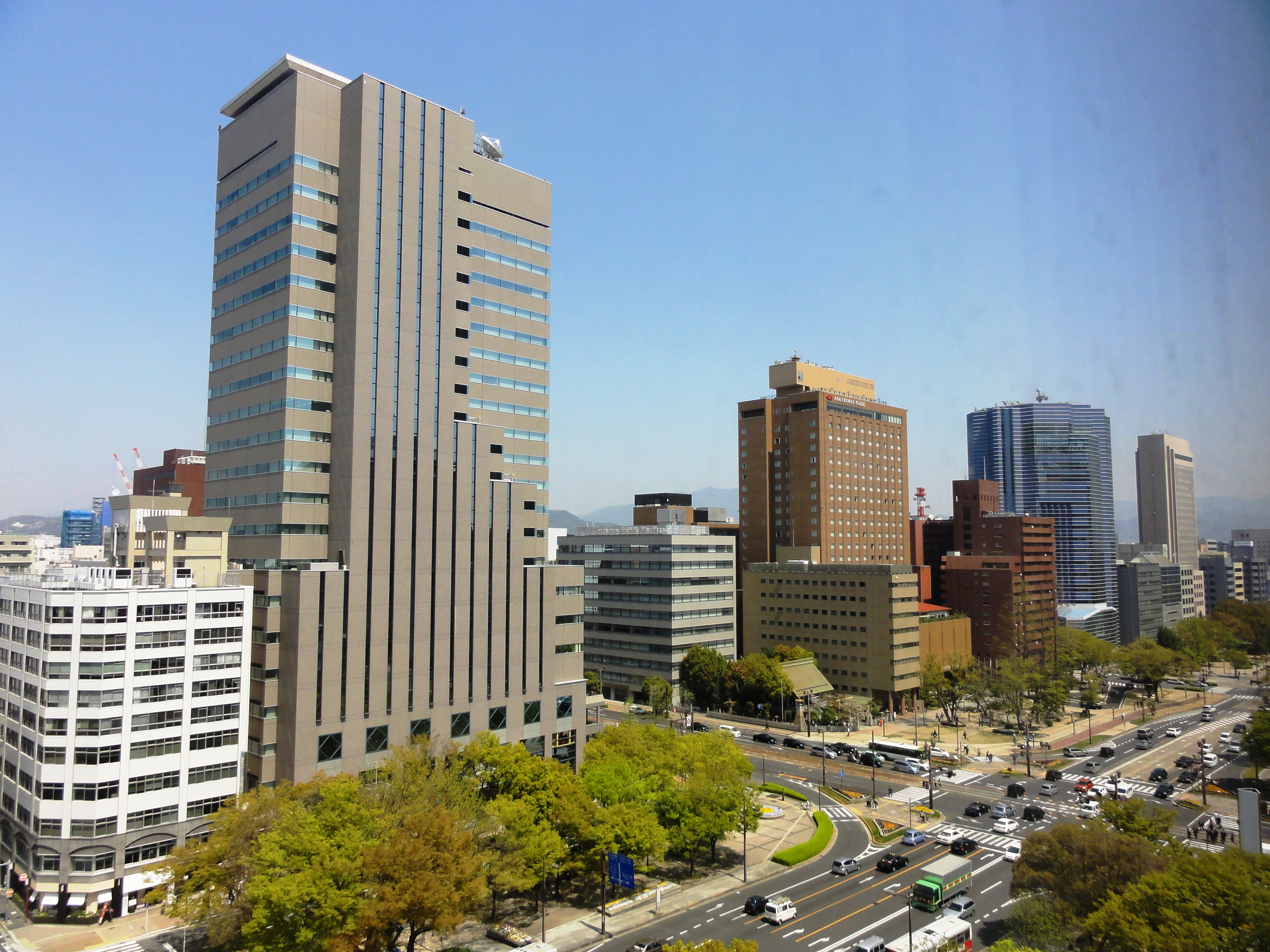
平和大通りのスカイライン
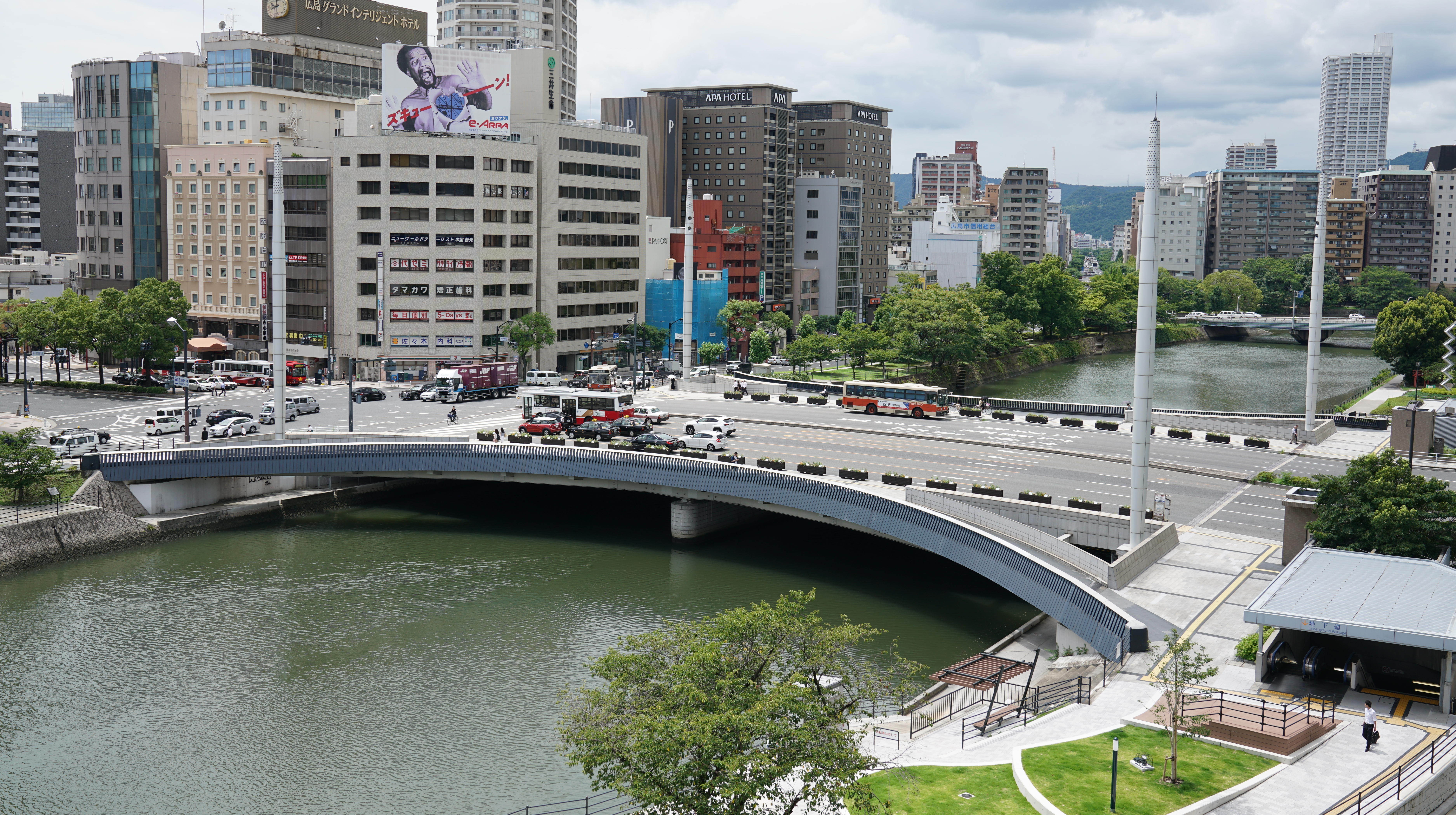
広島駅駅前大橋（2017年）
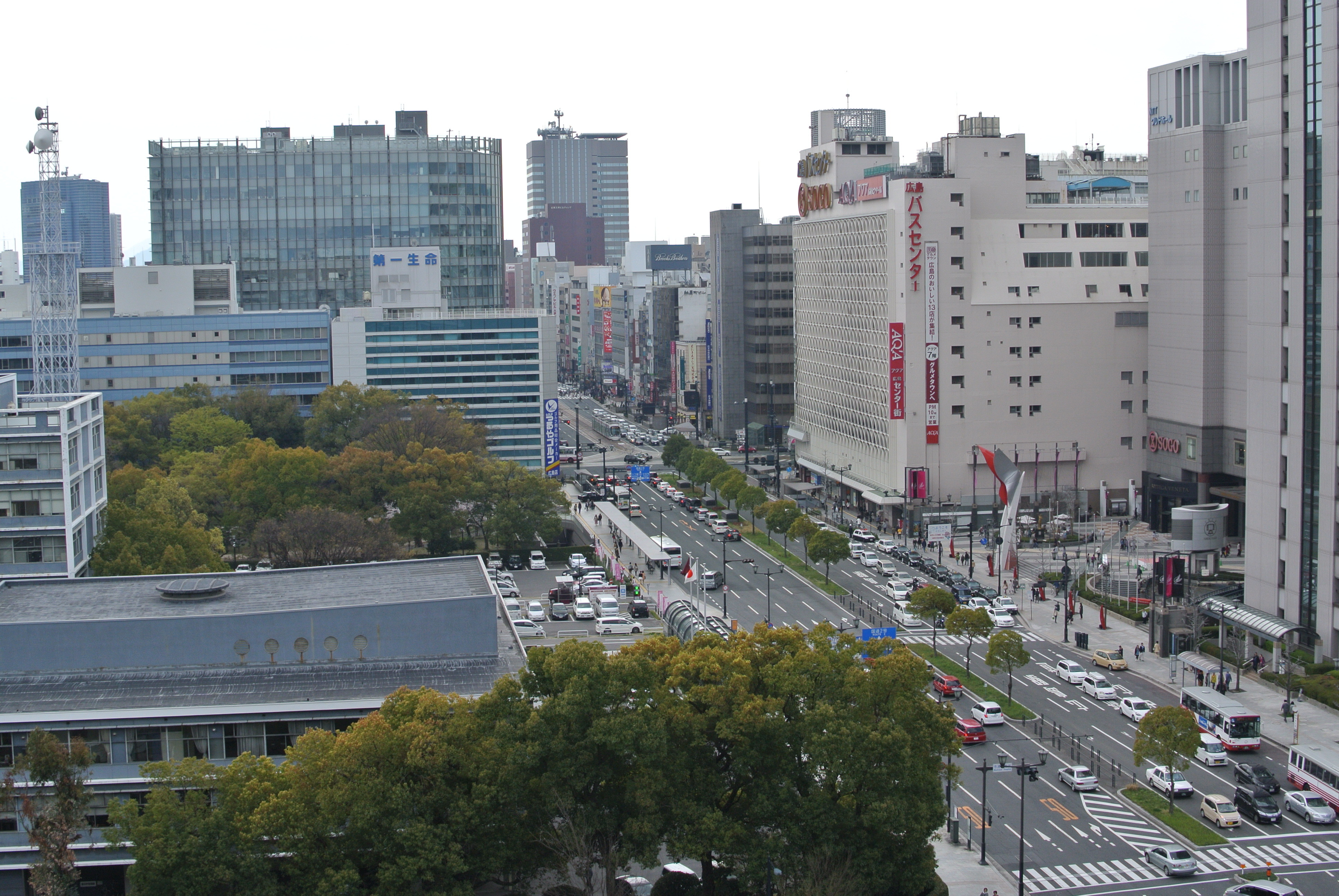
鯉城通り
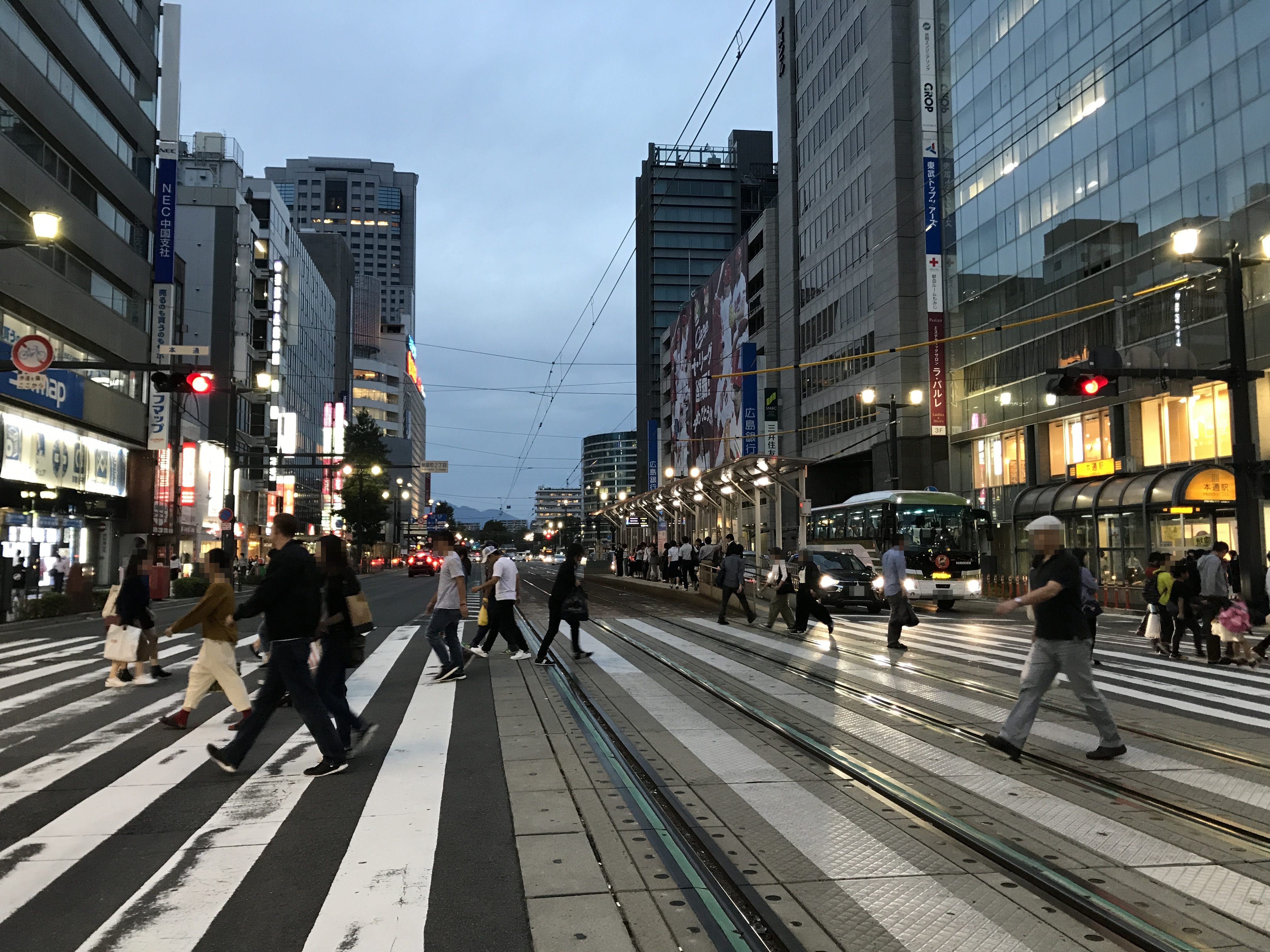
本通
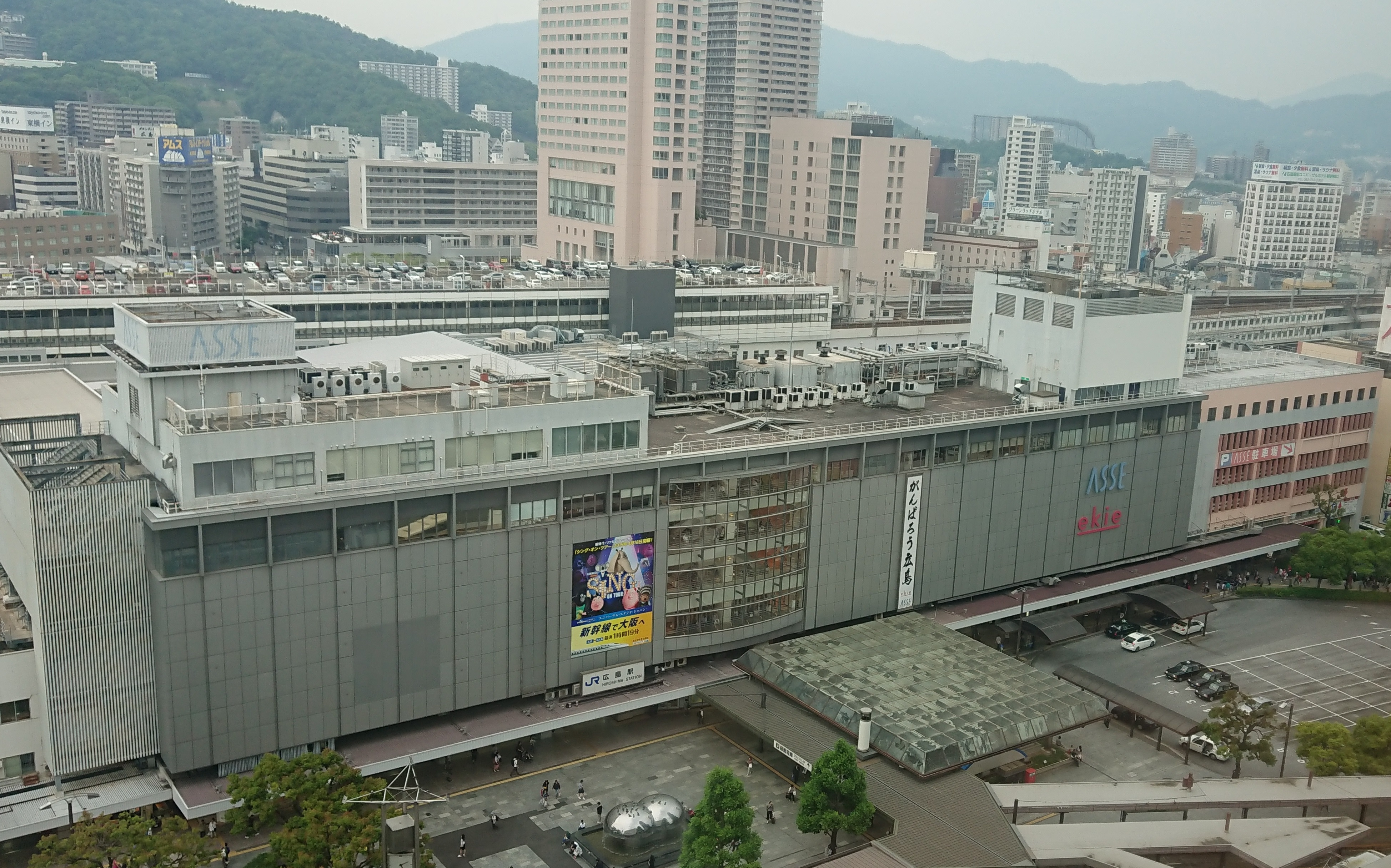
広島駅（2019年）

## 発行物

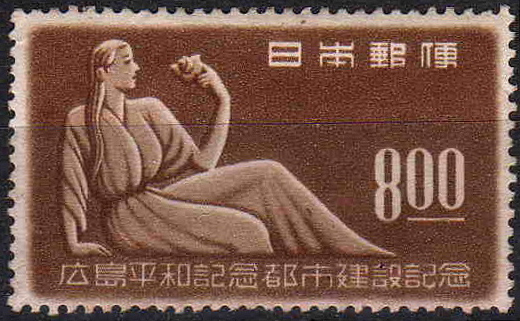
広島平和記念都市建設記念切手

- 1949年8月6日に広島平和記念都市建設記念の額面8円の切手が発行された。
- 2003年3月20日に世界遺産シリーズ切手として原爆ドームおよび平和切手コンクール入賞作の80円切手10種が発行された。
- 2005年4月22日にふるさと切手で「平和記念公園50周年」の50円切手2種が発行された。